# 連節バス
連節バス（れんせつバス、英:Articulated bus）とは、大量輸送のために車体が2連以上につながっているバスである。拡張形態の3つの車体が2つの節で繋がるものは、二連節バスの項を参照。記述によっては連結バスと呼ばれる場合もある。また、その形状と動きから「アコーディオンバス」、「タンデムバス」と称される事もある。

## 概要

### 構造と名称
| 連節部は左右だけでなく上下にも折れ曲がる構造 |  |                  |
| 連節部は左右だけでなく上下にも折れ曲がる構造 |  | 車両車内の連節部 |

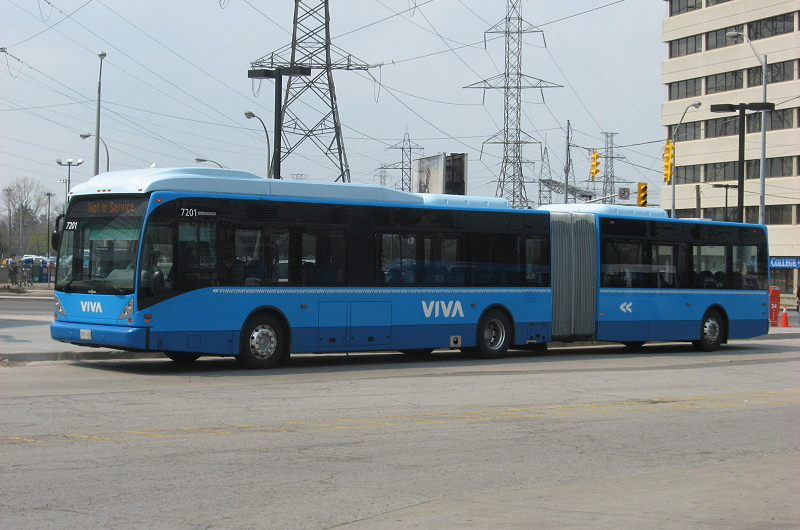
牽引型連節バスの例（Vanhool AG300） 第2軸直前にあるマフラー、第3軸がシングルタイヤであることに注目。

先頭車両の後ろに関節で複数台のバスが連結された構造である。主流となっている構造は、1両目が通常のバスと同じ2軸、2両目が後輪の1軸だけの3軸のタイプである。
「連接バス」の表記もみられるが、本来「連接車」は2車体を1台の台車に履かせた車両をいい、車両は連結するが連接台車を持たないものを一般的に「連節車」という。なお、「連節バス」は車両を連結させるもののうち連節バスとすることを目的に製造された車両であり、単に後から連結させたトレーラーバスとは区別されている（後述）。
エンジンの配置は、最後尾車両にエンジンを積んで後方車両から押して前方車両は操舵だけを担当する方式と、先頭車両にエンジンを積んで後方車両をけん引する方式がある。
欧州などでは有害物質を排出せず、運行経費が低いトロリーバス仕様の車種も多く見られる。

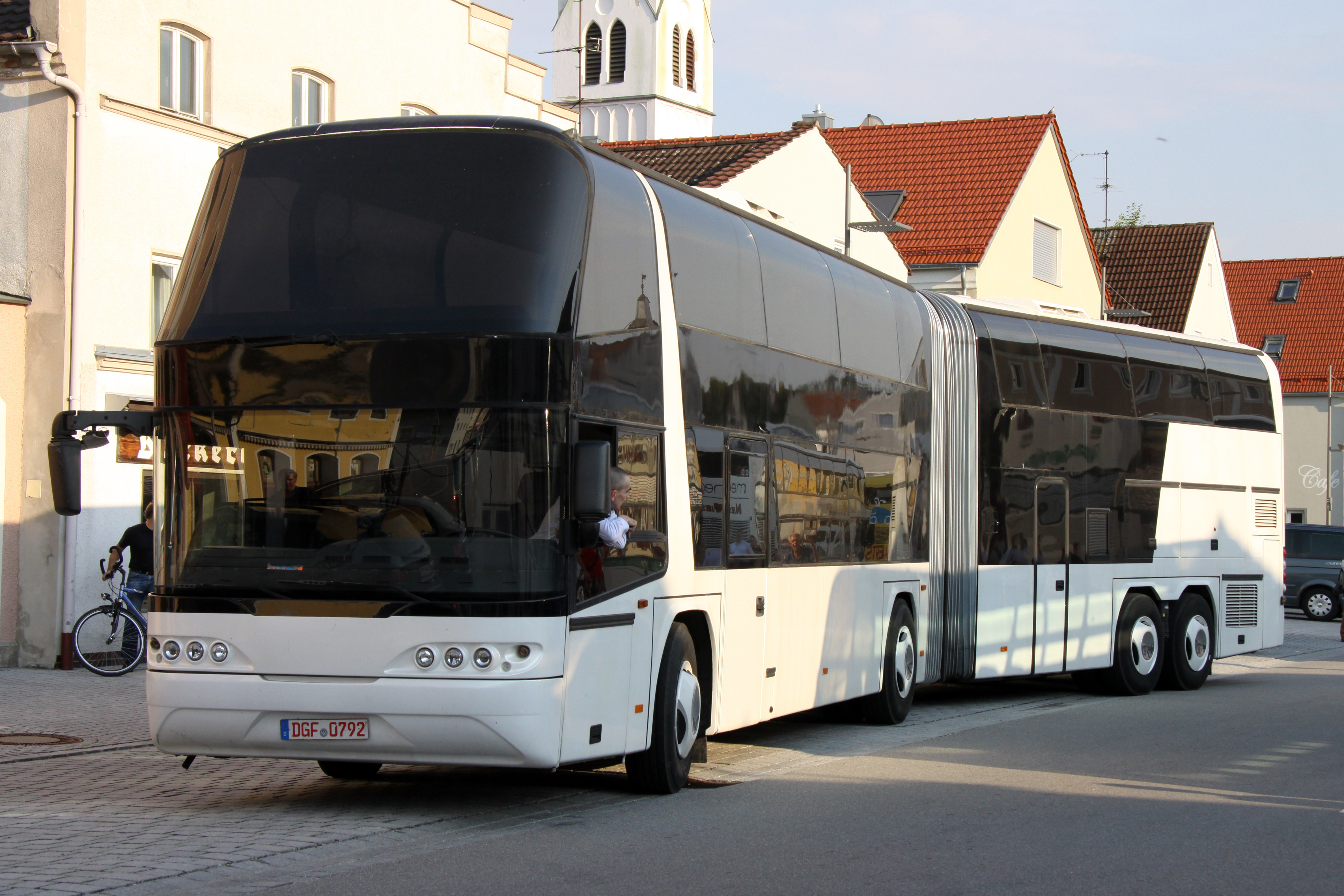
ドイツの2階建て連節バス

車両の全長は2車体連節でおおむね18m - 19mで、旅客定員は110 - 190人程度である。3車体連節の場合は約24 - 26m程度で約270人となる。2階建て2車体連節では旅客定員が170人と世界最大の大型観光バスとしてギネス世界記録に登録されている。

### トレーラーバスとの違い
トレーラーバスとの違いは、路上など、作業設備の無い場所で前後の車体の切り離しが行えないこと、また、各車体間が幌で繋がる完全固定編成になっており、自由に行き来ができることである。
かつてトレーラーバスの別名を連結バスとも呼んでた上、トレーラーバスも収容力では連節式に劣らず、フルトレーラー式では閑散時には「子」を切り離して「親」だけで運転できる経済性も有しているが、乗客が連結器を跨ぎ越して親車と子車の間から道路を横断しようとして他車と接触する事故が相次いだ。そのため、西ドイツでは1960年にフルトレーラー式の運行が禁じられ、その他の国でも、前後車両の間にロールスクリーン式の「ブロッカーストリップス」が取り付けられるようになった。

## 連節バスの運行

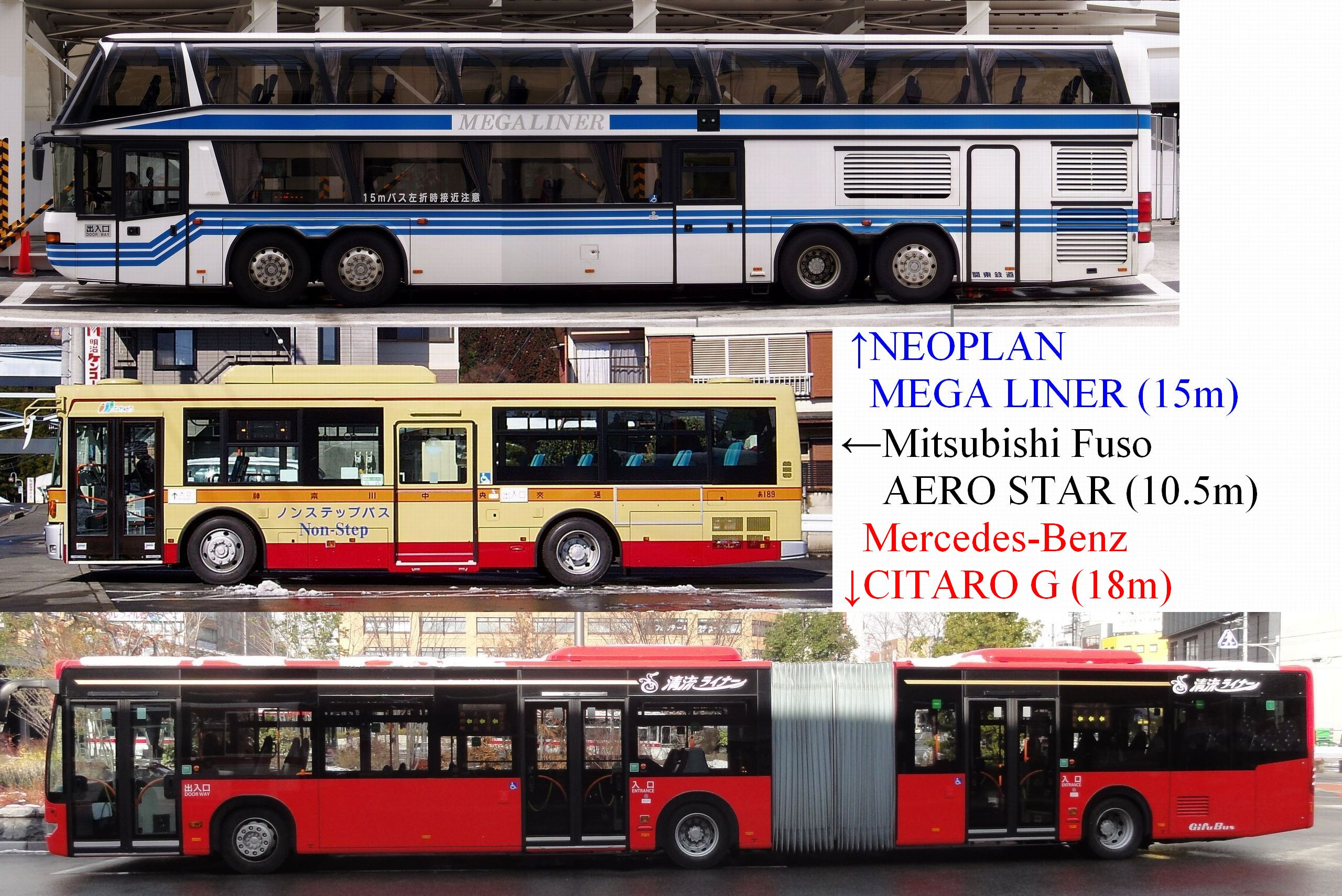
通常の路線バス車両（中）とメガライナー（上）・連節バス（下）の比較

### 道路の走行
連節バスは低床バスなどと比較すると、車体最低地上高が低く軸距が長いことがあり、従来のバス運行ルートにそのまま連節バスを導入すると車体の底が路面に接触するなど問題が発生することがある。

### 車両の待機
連節バスに必要な用地面積は一般的なバスの1.5倍程度とされ、待機場所（車両基地）の十分な確保が必要となる。バスターミナル内などに必要なスペースが確保できないと、停車している既存路線バスとのすれ違いが困難な場合がある。また、車軸が3本の連節バスの整備や点検には、一般的バスの整備や点検に使用される2柱リフトは使用できず、3柱リフトを導入する必要がある。

### バス停留所
バス停留所にはストレートタイプやバスベイタイプがある（バス停留所#バス停留所の構造参照）。
歩道を切り欠くことなく車道上で発着を行うストレートタイプのバス停留所の場合、連節バス自体は正着できても後続車両の走行を阻害する可能性が大きくなる問題がある。
歩道を切り欠いて設置するバスベイタイプのバス停留所の場合、連節バスの大きさに合わせた拡幅等の改良が必要になる。

## 車種

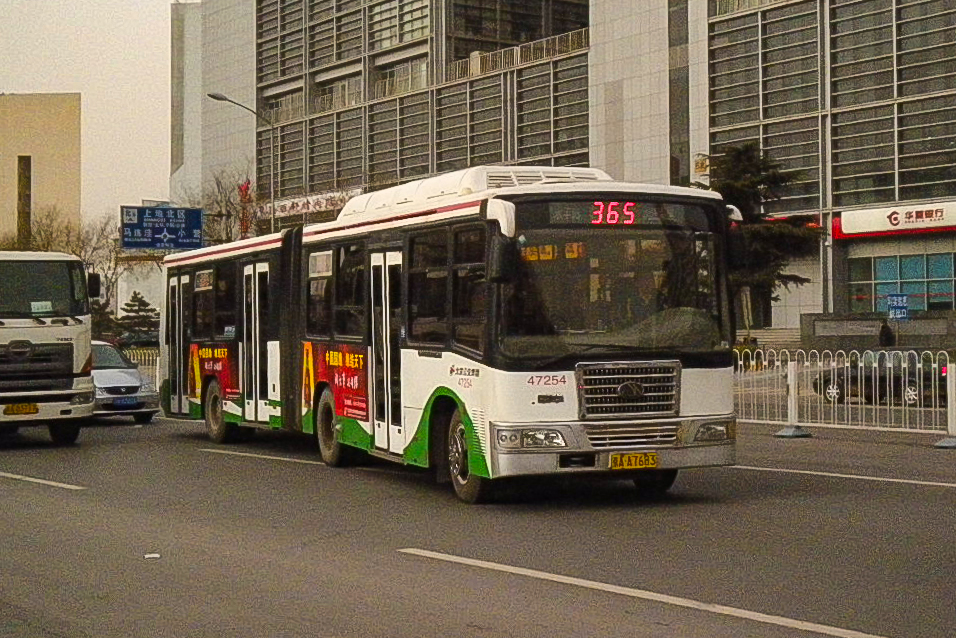
京華BK6141CNG
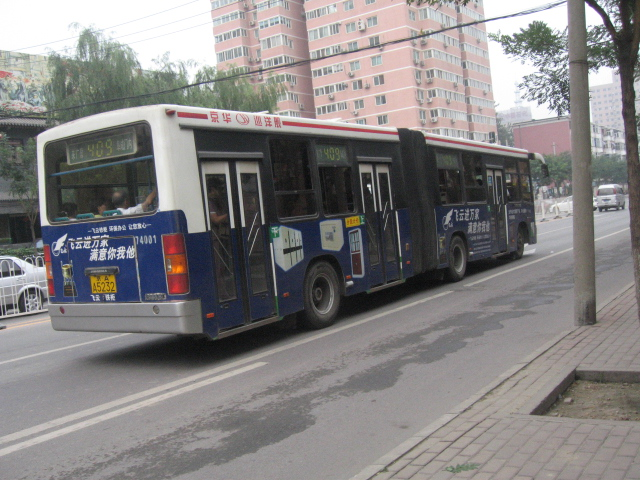
京華BK6141D
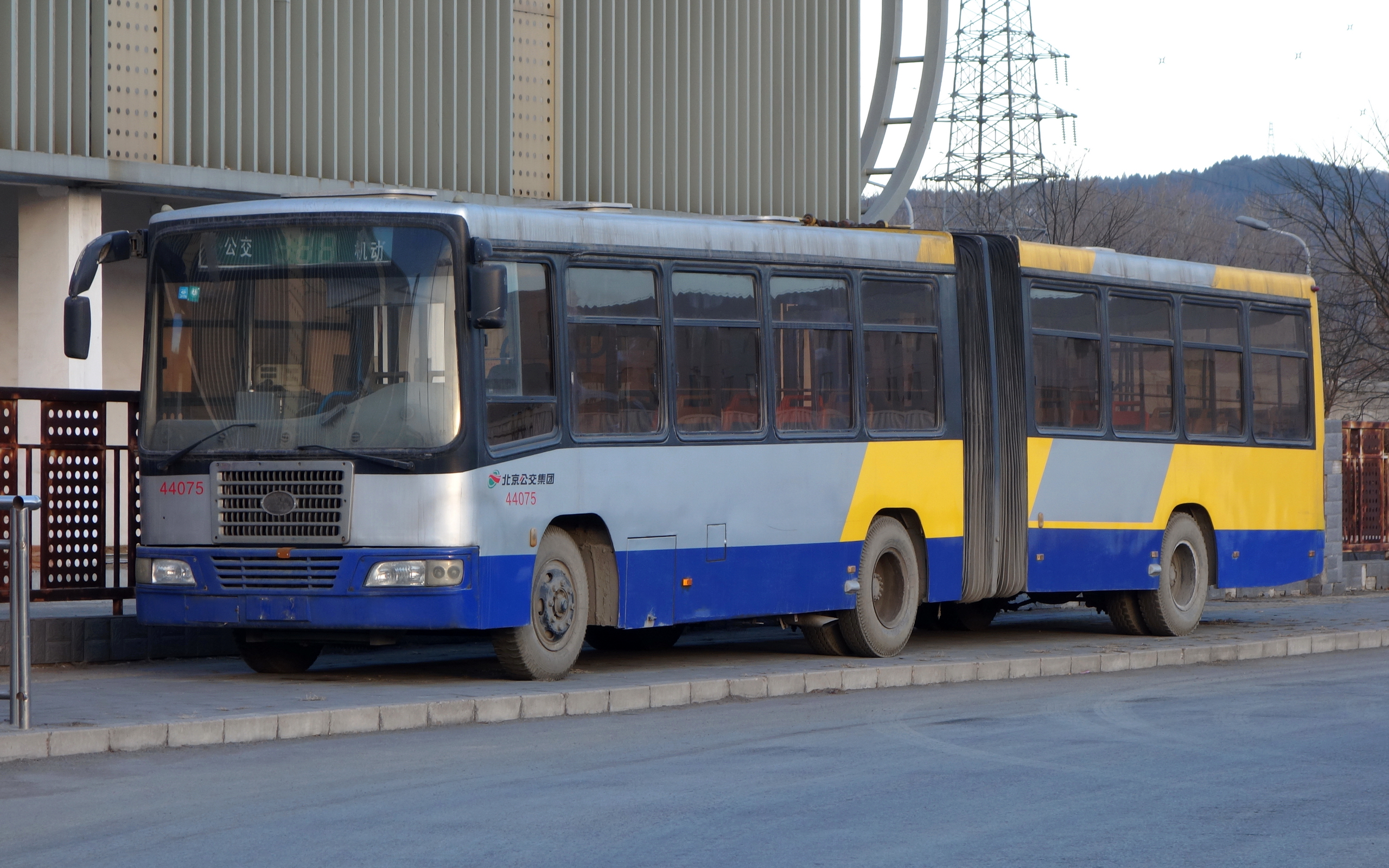
京華BK6141D1
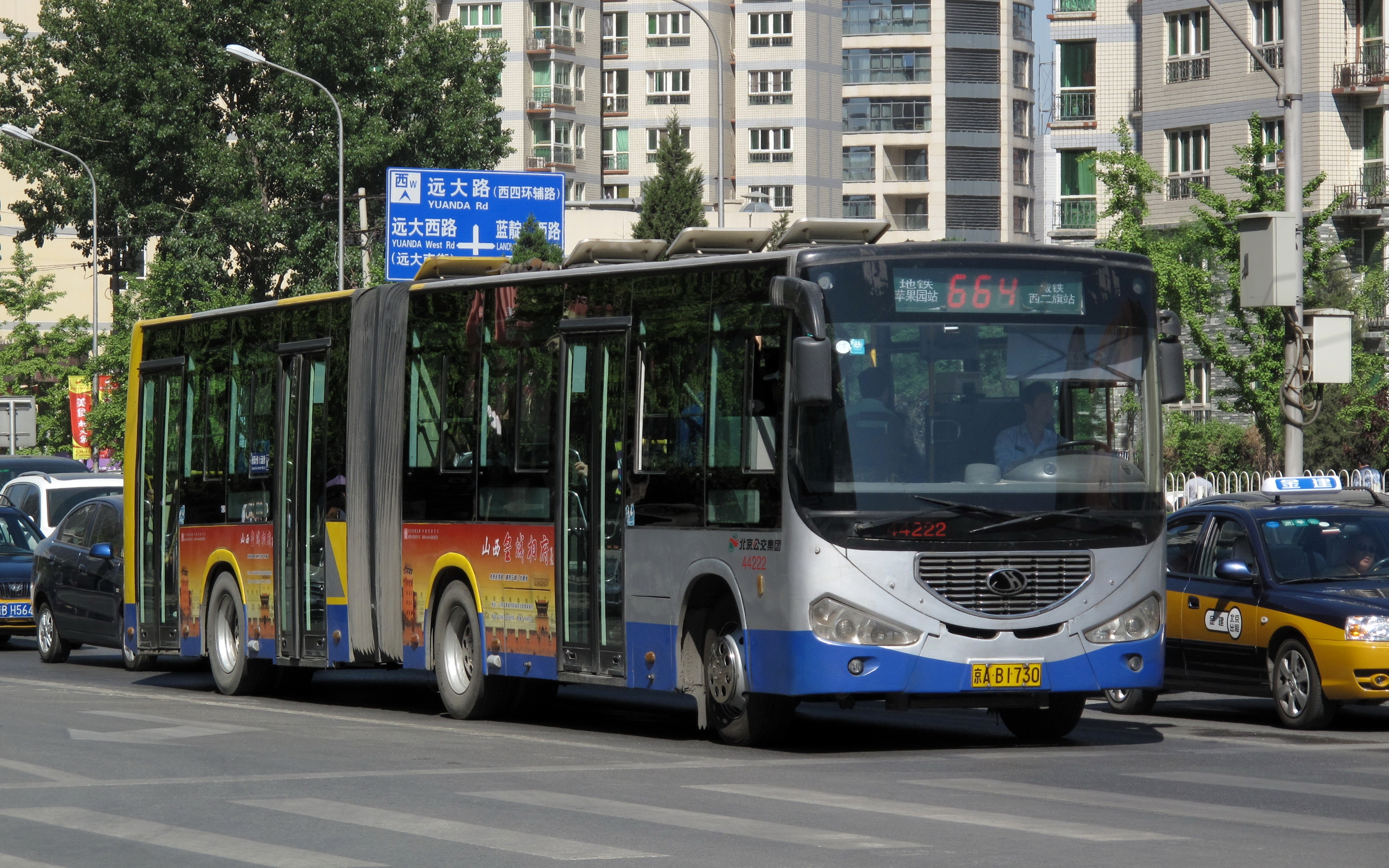
京華BK6141D2
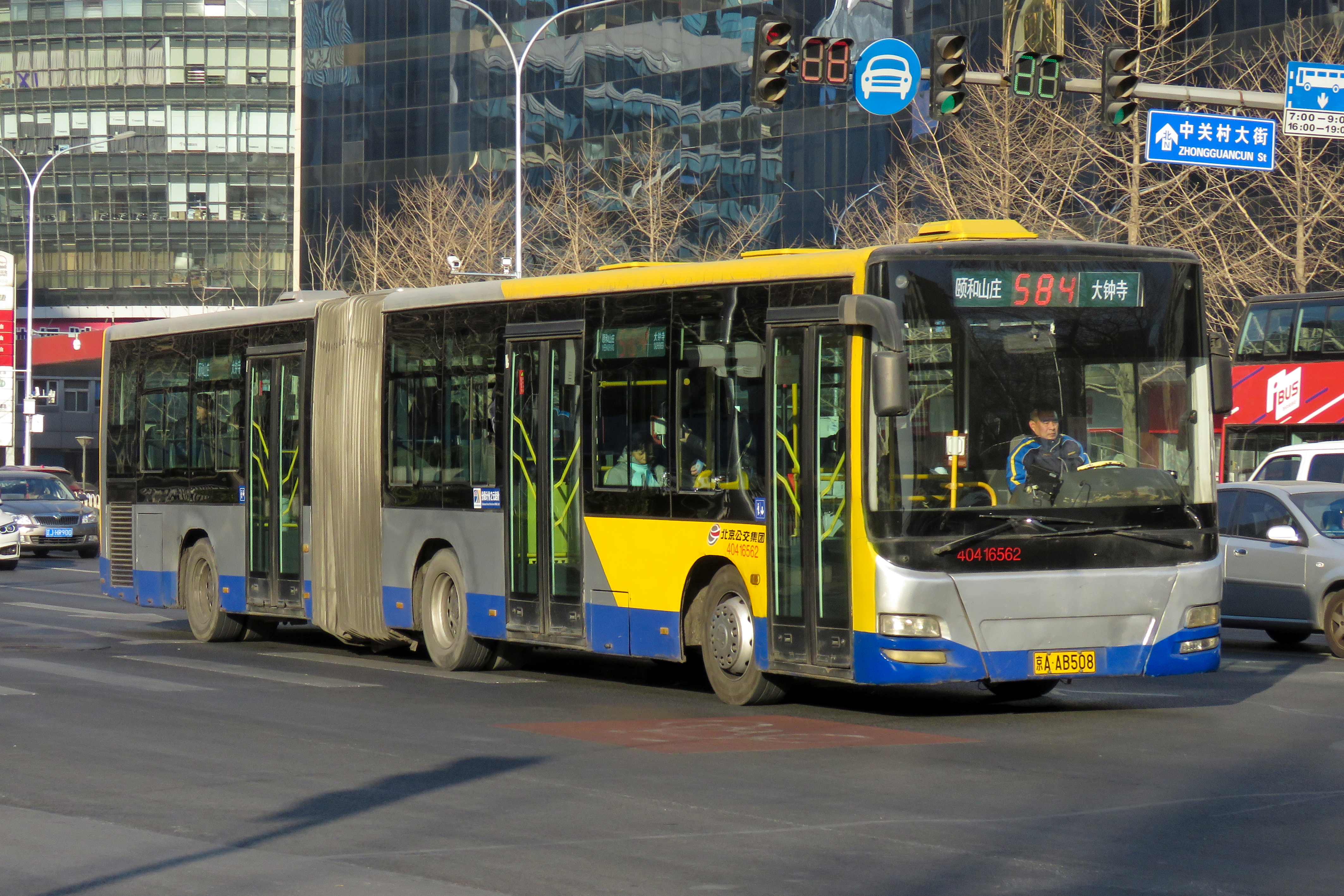
京華BK6150K
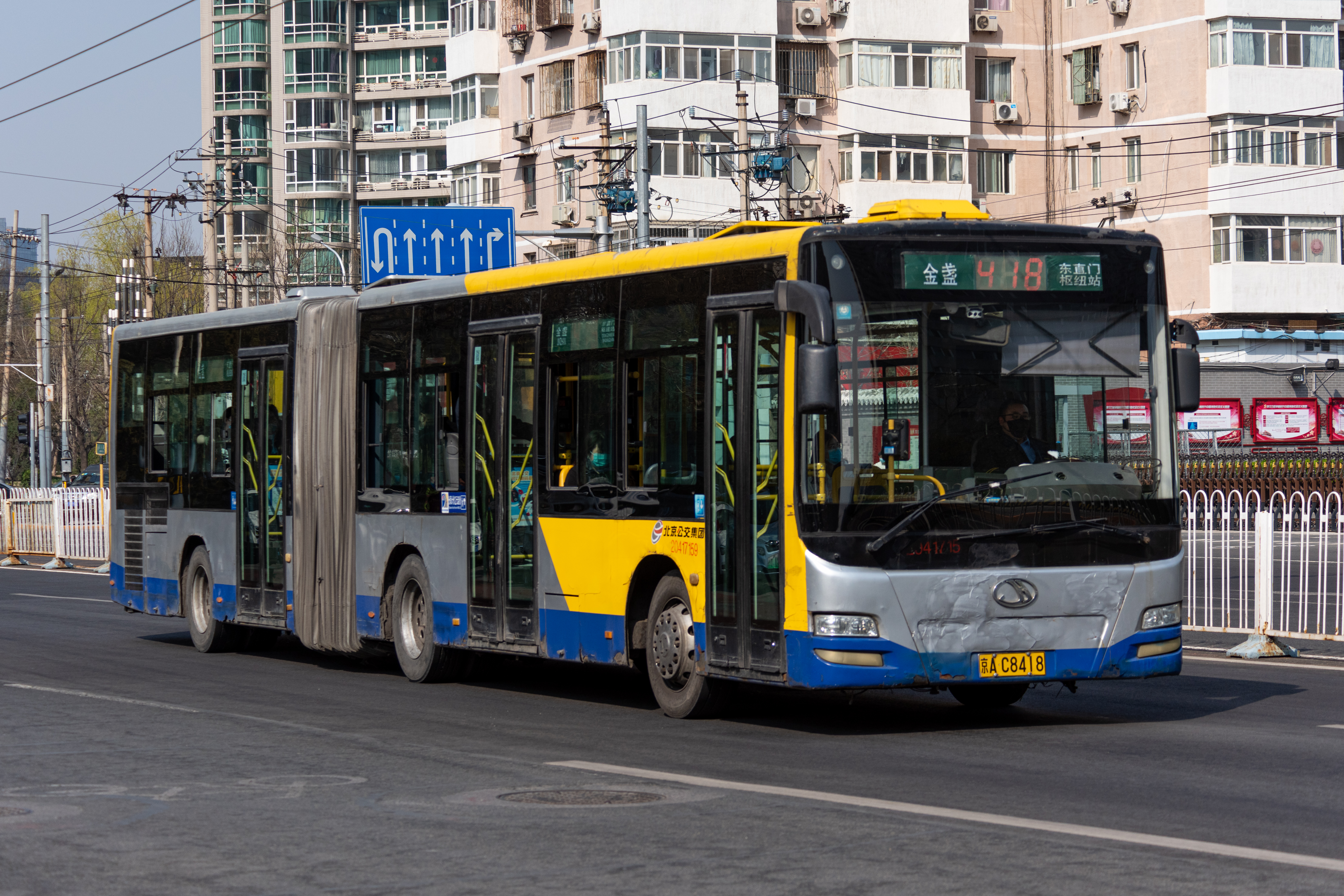
京華BK6160K
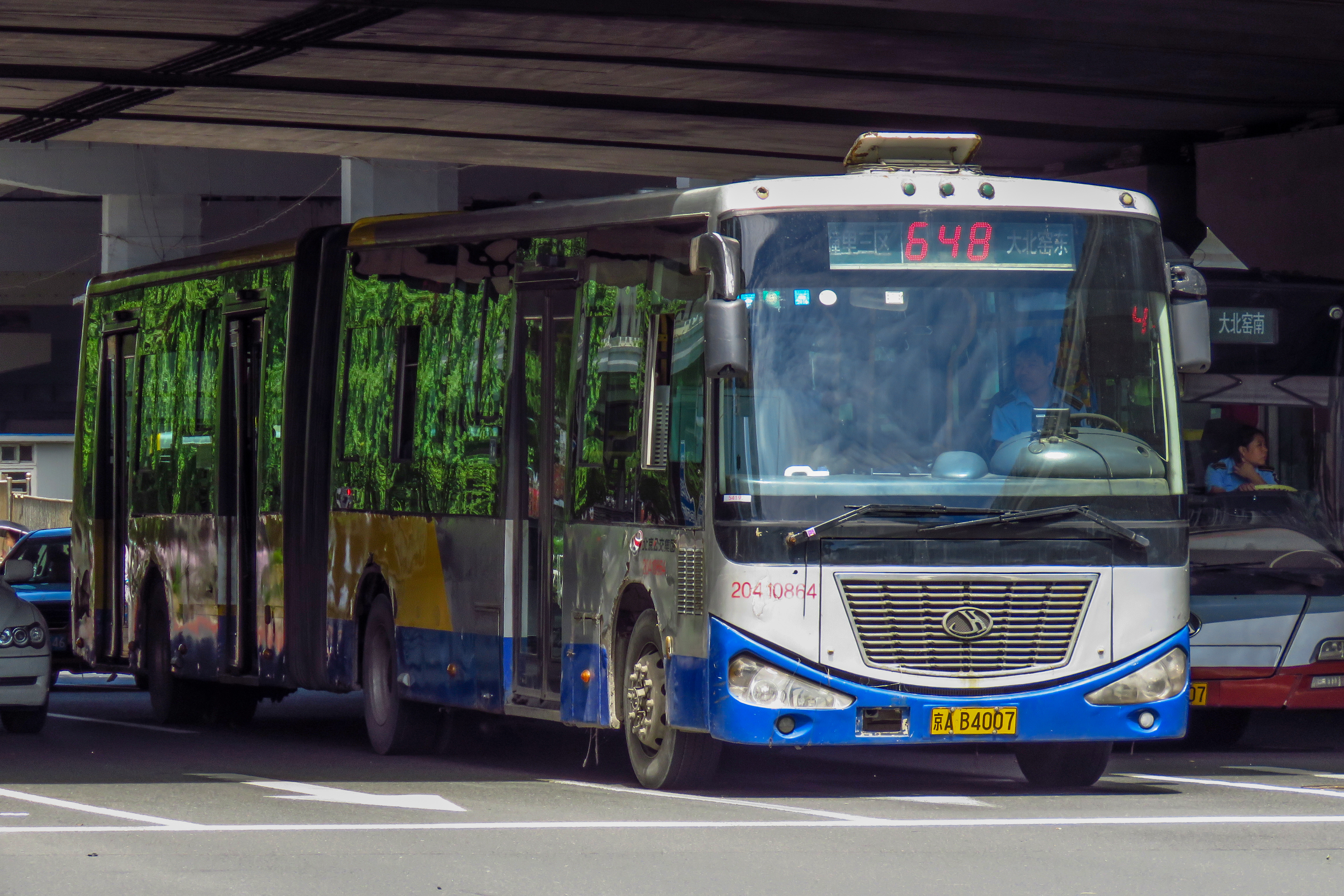
京華BK6180D2
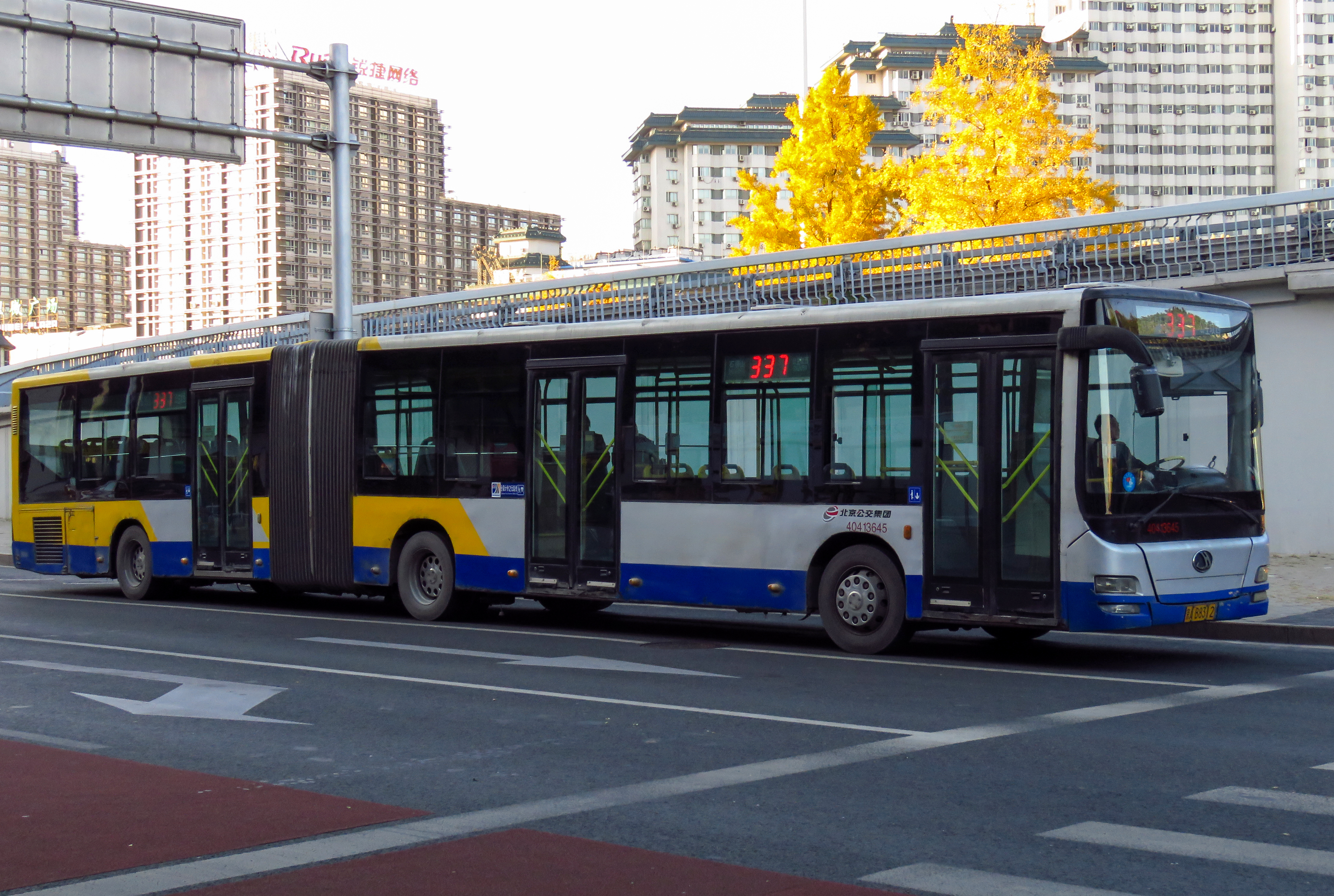
京華BK6182

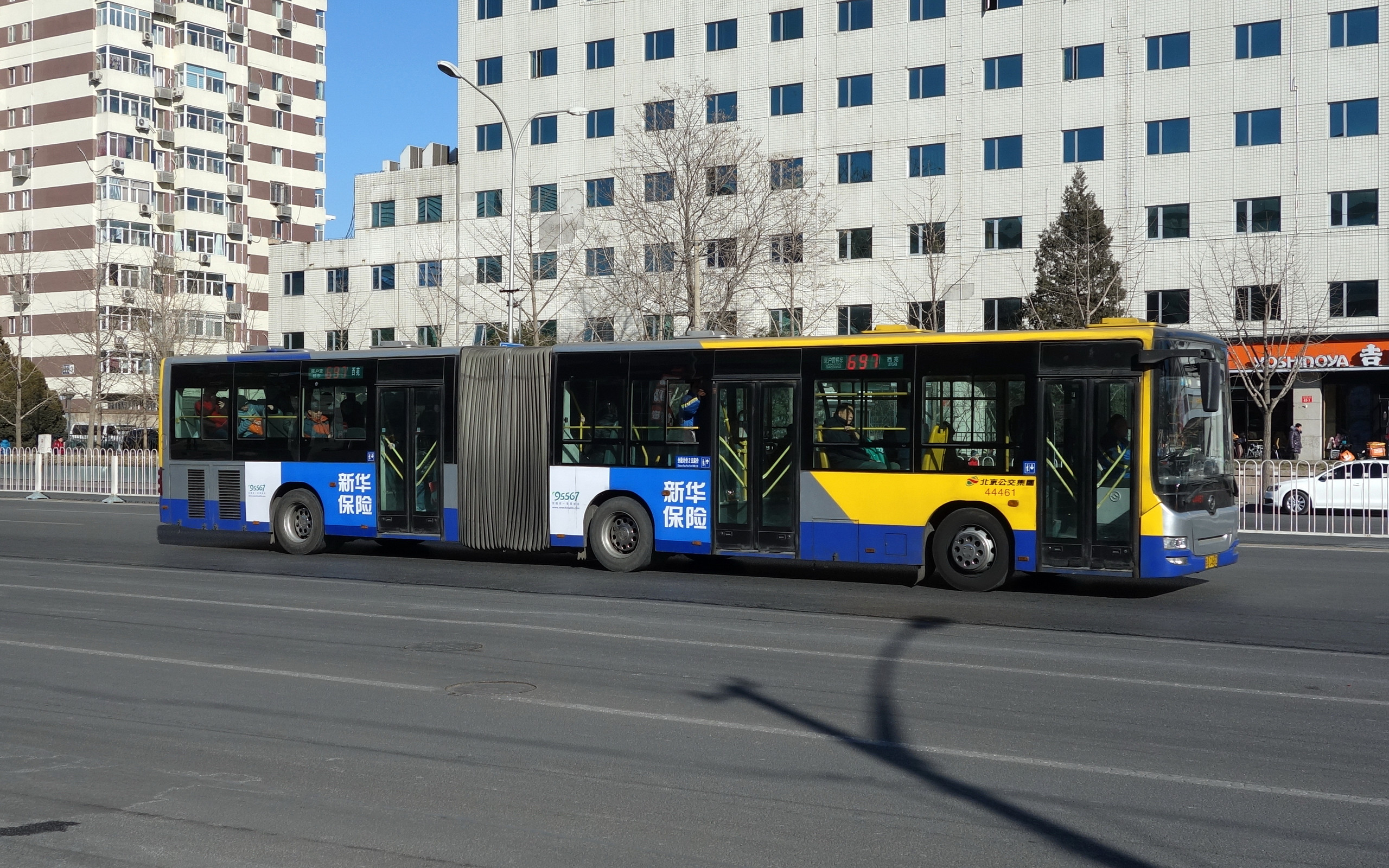
DD6160S03
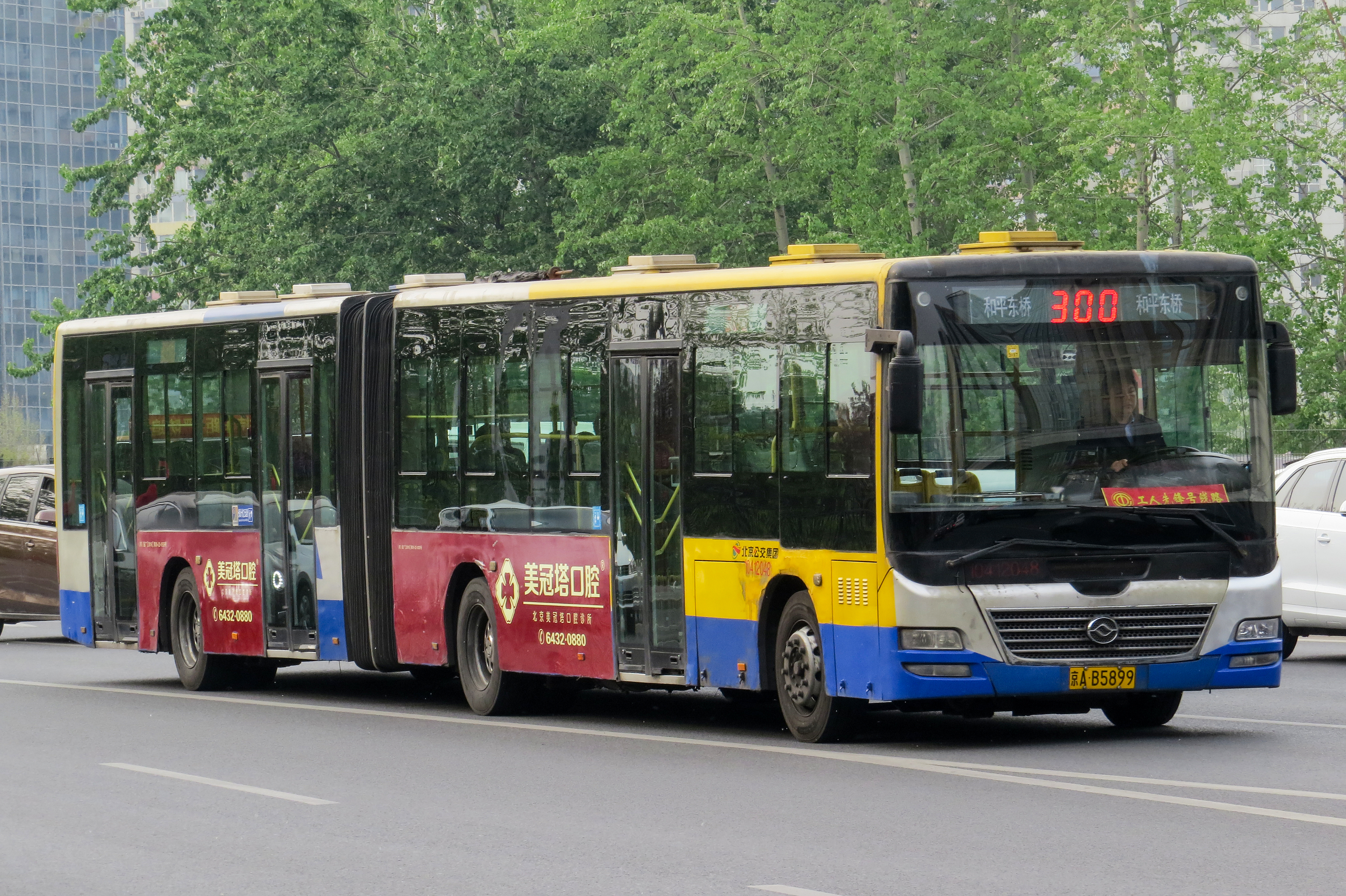
DD6180S01
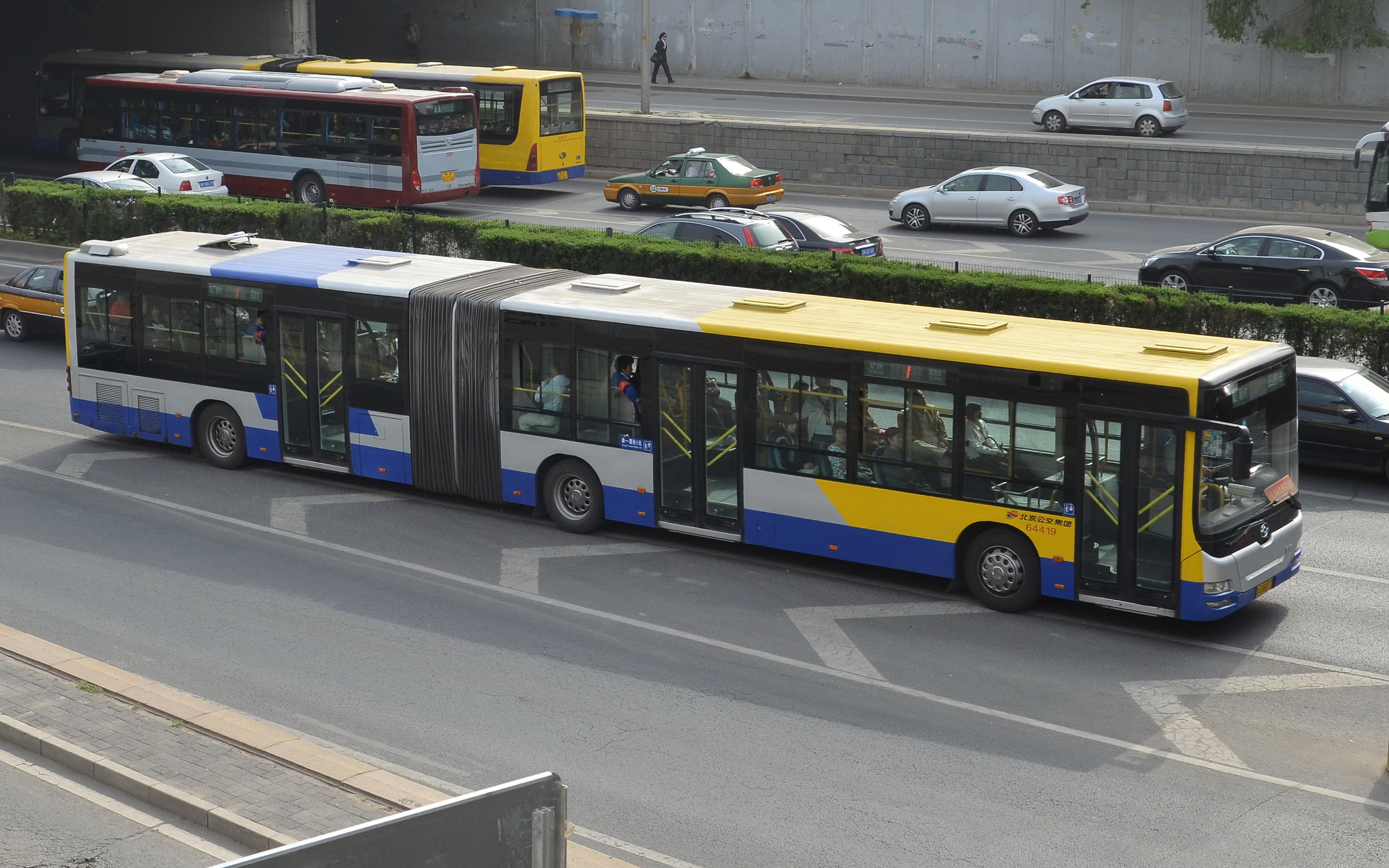
DD6181S02
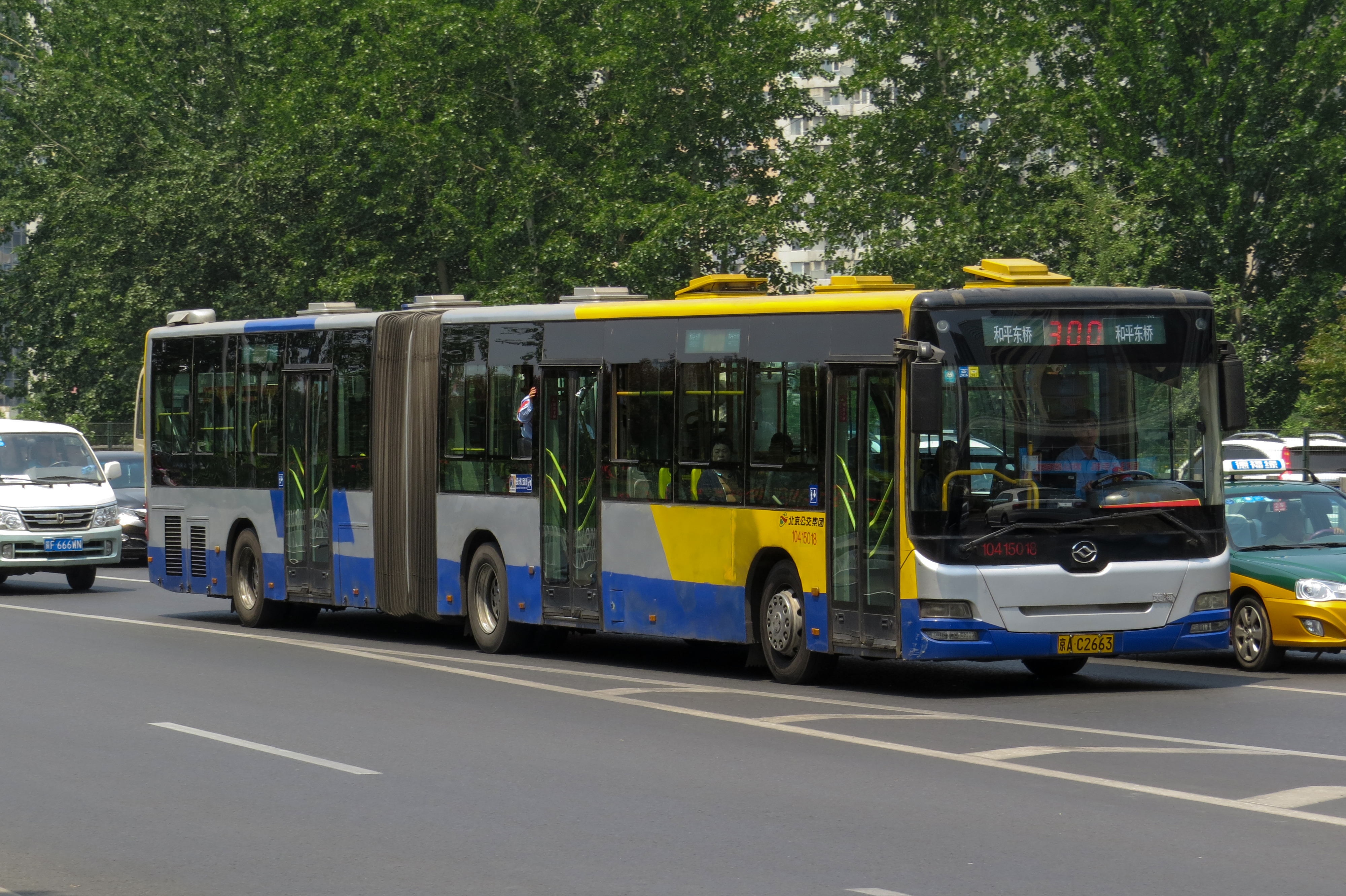
DD6181S05

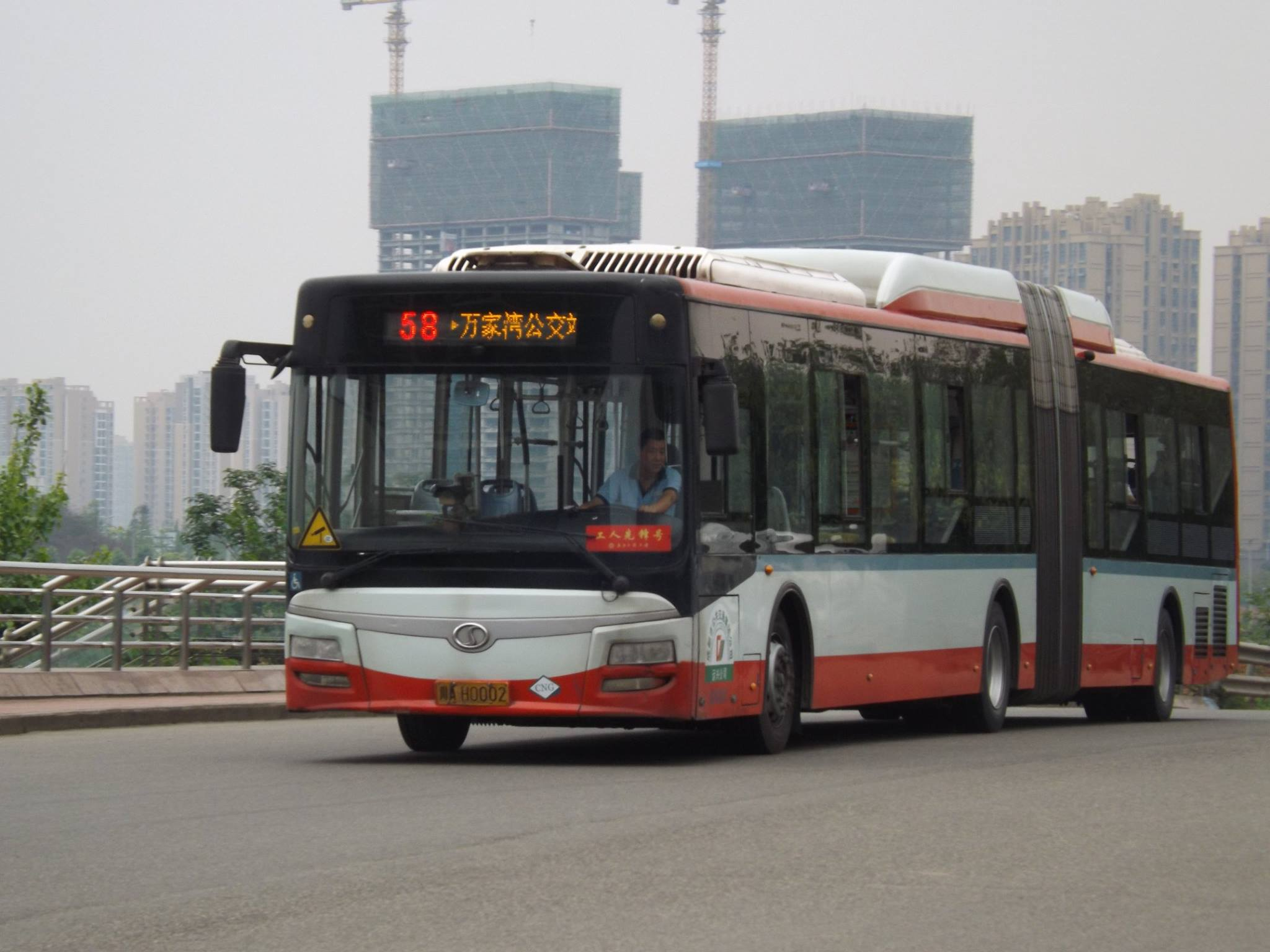
蜀都CDK6182CHR
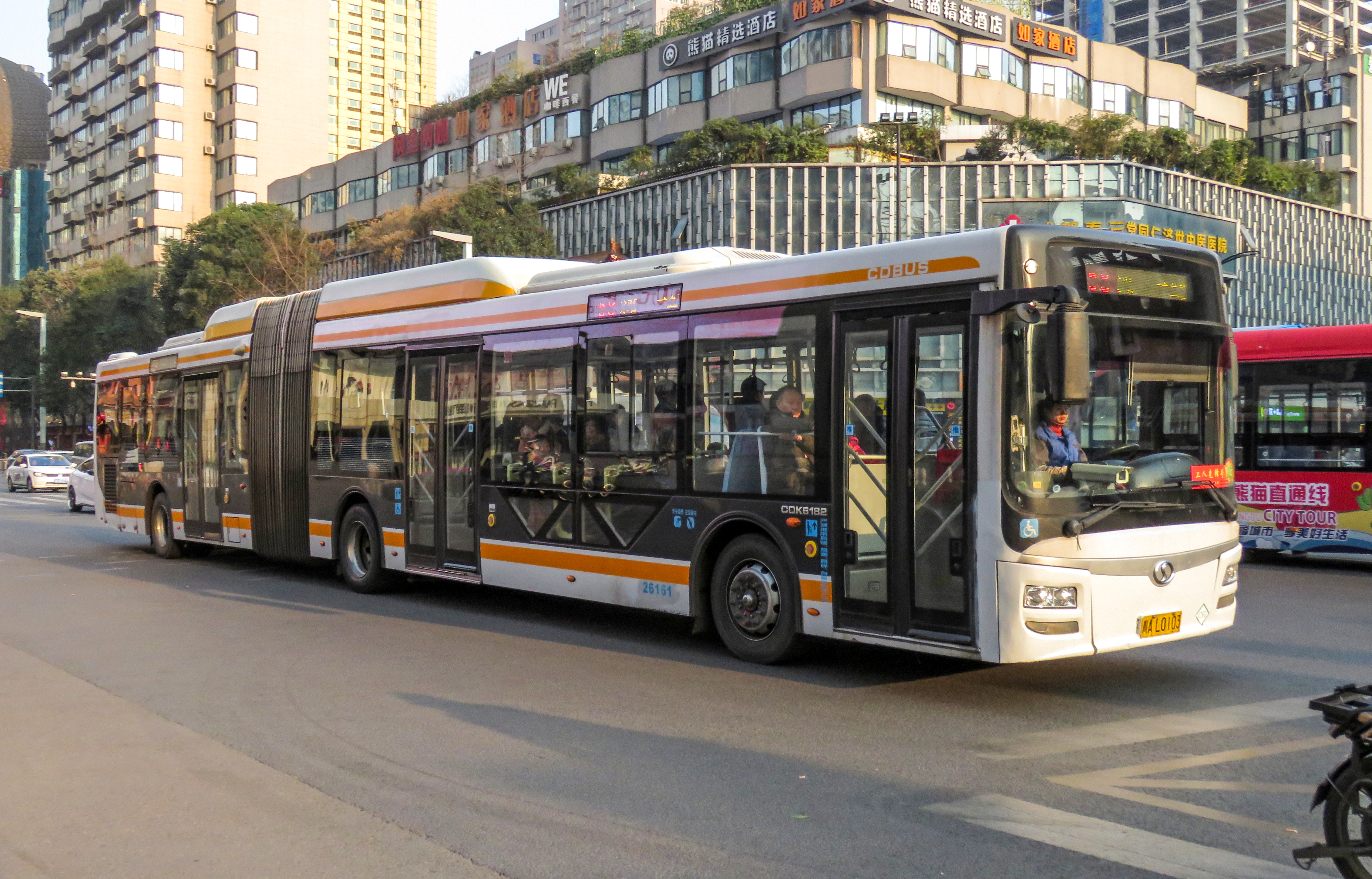
蜀都CDK6182CH1R

◆印：日本国内で導入実績のある車種
- いすゞ自動車
  - エルガデュオ ◆
- 日野自動車
  - ブルーリボンハイブリッド連節バス ◆
- UDトラックス
  - BRT（インド市場向け）
- ネオプラン
  - セントロライナー ◆

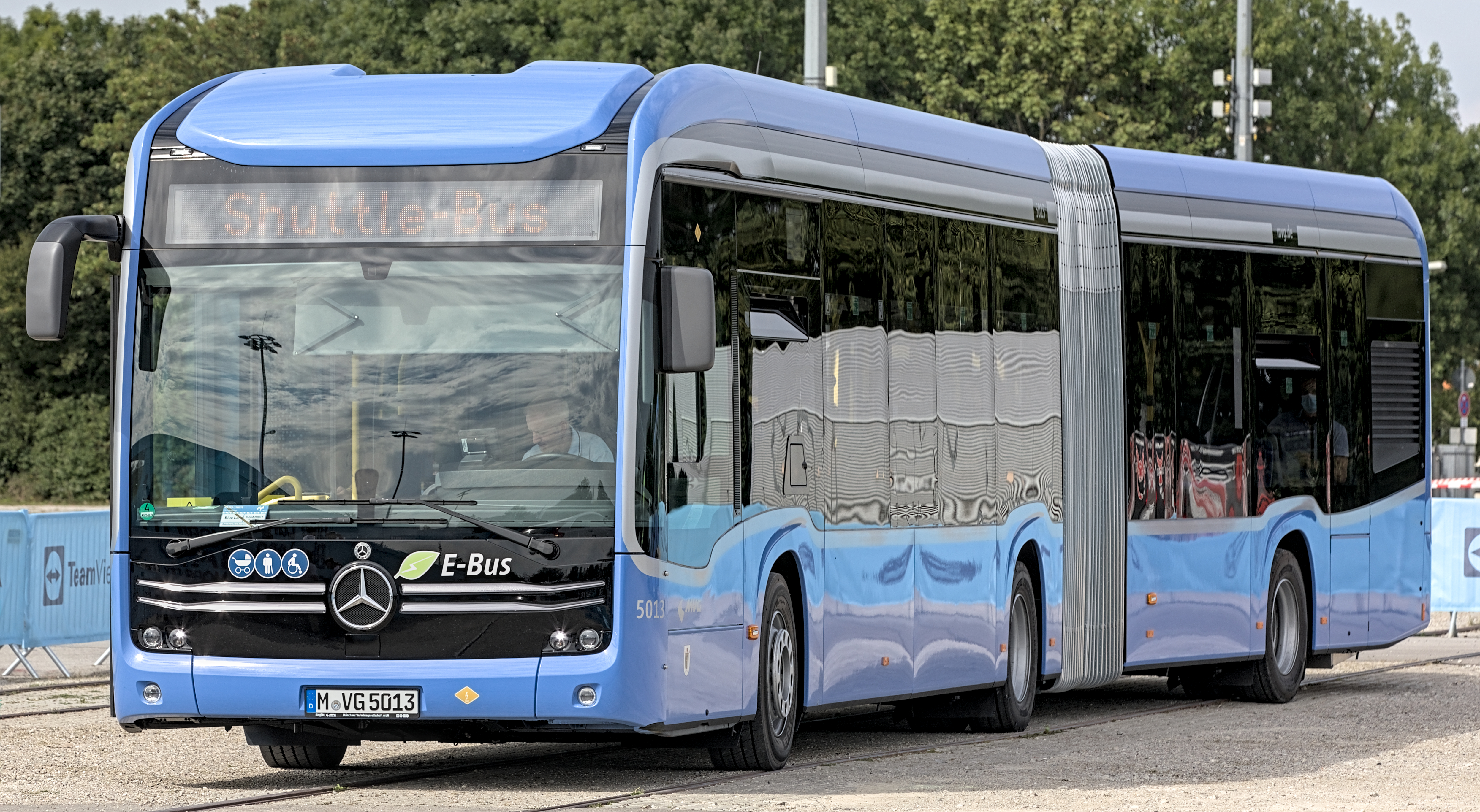
メルセデス・ベンツ・eシターロG

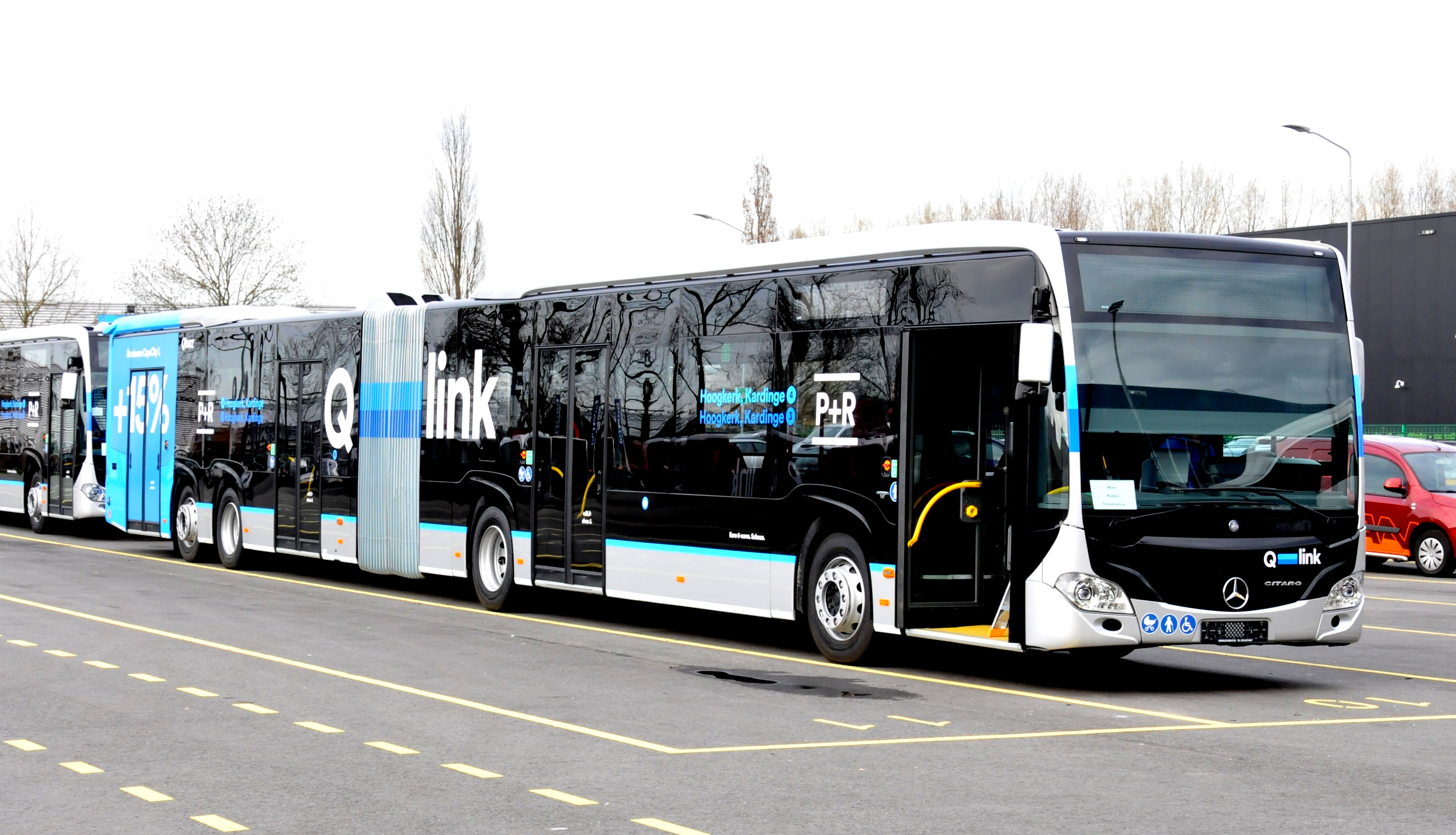
メルセデス・ベンツ・キャパシティ

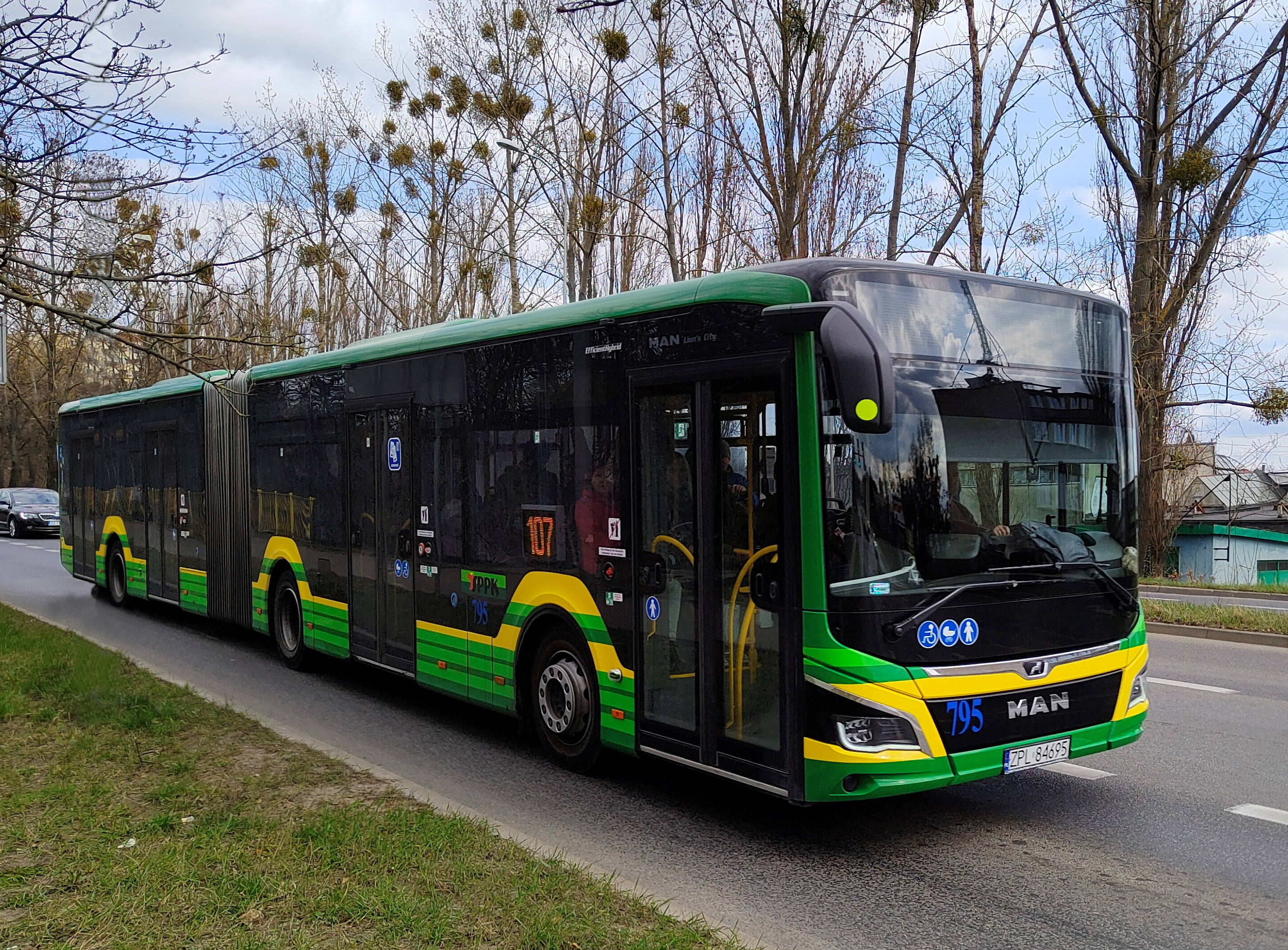
MAN・ライオンズ・シティ

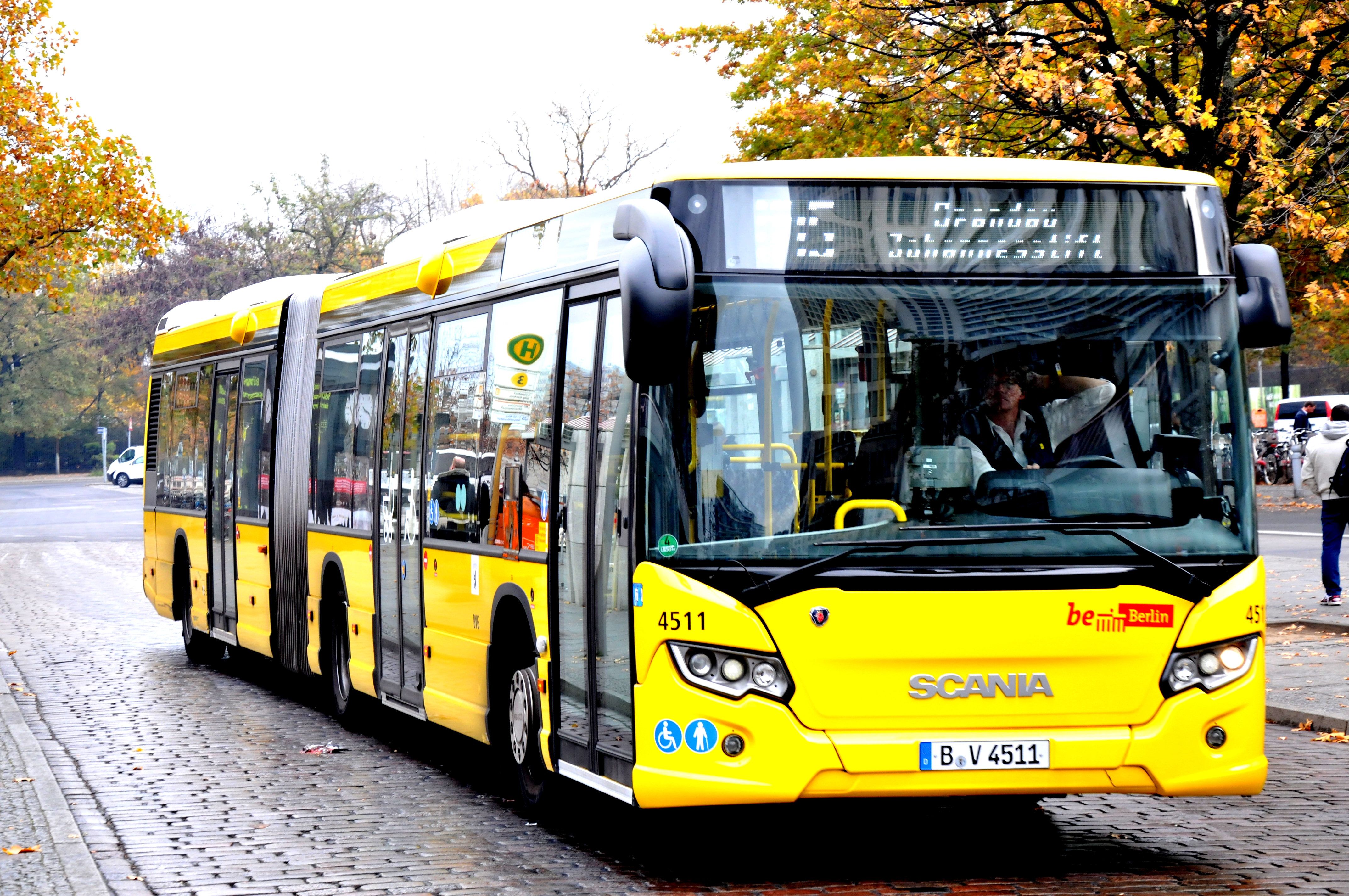
スカニア・シティワイド

  - ハイライナー（連節スーパーハイデッカー）
  - スペースロングライナー（連節スーパーハイデッカー）
  - ジャンボクルーザー（連節ダブルデッカー）◆
- メルセデス・ベンツ
  - シターロ ◆
  - eシターロ
  - キャパシティ
  - コネクト（O345G）（ドイツ語版）
  - O405G（ウクライナ語版）
- ボルボ
  - B10M ◆
  - 7900A（フランス語版）
- スカニア
  - オムニリンク（英語版）
  - オムニシティ（英語版）
  - シティワイド（英語版）
- バンホール
  - AG300（フランス語版）
  - AG300T
- MAN
  - ライオンズ・シティ
  - NG272（ウクライナ語版）
- IVECO
  - アーバンウェイ（イタリア語版）
- ソラリス
  - ウルビーノ18（英語版）
- Eurabus（ドイツ語版）
  - Eurabus 2.0
- Ebusco
  - Ebusco 2.2 18M
- Lviv Bus Factory（ウクライナ語版）（LAZ）
  - LAZ-A291（ウクライナ語版）
  - LAZ-A292（ウクライナ語版）（CityLAZ-20）
- ニューフライヤー（英語版）
  - Xcelsior（英語版）
- イカルバス
  - IK-201
  - IK-202
  - IK-203
  - IK-206
  - IK-218N
  - IK-218M
- 現代自動車
  - エレックシティ（朝鮮語版）
- BYD（比亜迪汽車）
  - B18
  - K11M
  - K11U
  - K12A
- 北京京華客車
  - BK661
  - BK662
  - BK663
  - BK670
  - BK6170
  - BK6141
  - BK6141CNG
  - BK6141D
  - BK6141D1
  - BK6141D2
  - BK6150K
  - BK6160K
  - BK6160K2
  - BK670
  - BK6170
  - BK6171
  - BK6180
  - BK6180A
  - BK6180B
  - BK6180C
  - BK6180CNG
  - BK6180CNGA
  - BK6180D
  - BK6180D2
  - BK6180D3
  - BK6181
  - BK6182
  - BK6182B

- 京華BK6141CNG
- 京華BK6141D
- 京華BK6141D1
- 京華BK6141D2
- 京華BK6150K
- 京華BK6160K
- 京華BK6180D2
- 京華BK6182

- 燭光汽車集団
  - 黄海DD6140S01
  - 黄海DD6160S03
  - 黄海DD6170
  - 黄海DD6180S01
  - 黄海DD6181S01
  - 黄海DD6181S02
  - 黄海DD6181S05

- DD6160S03
- DD6180S01
- DD6181S02
- DD6181S05

- 蜀都客車（中国語版）
  - CDK6182CHR
  - CDK6182CAR
  - CDK6182CH1R

- 蜀都CDK6182CHR
- 蜀都CDK6182CH1R

- YONG MAN（中国語版）
  - JNP6180G
  - JNP6180G-1
  - JNP6180GM
  - JNP6180GVC
  - JNP6181GC
  - JNP6181GVC
  - JNP6182G-1
  - JNP6182LPG

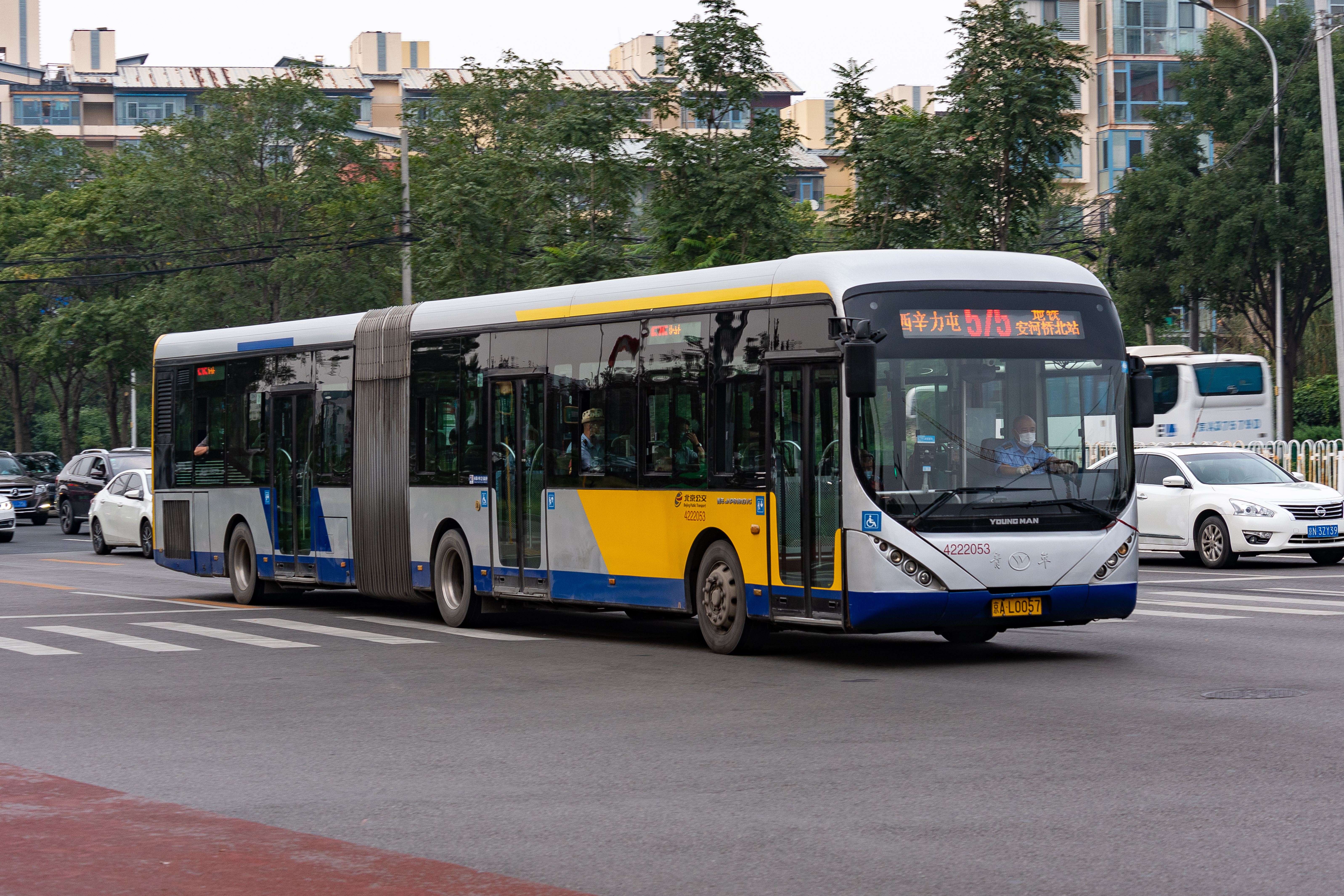
YONGMAN.JNP6181GVC
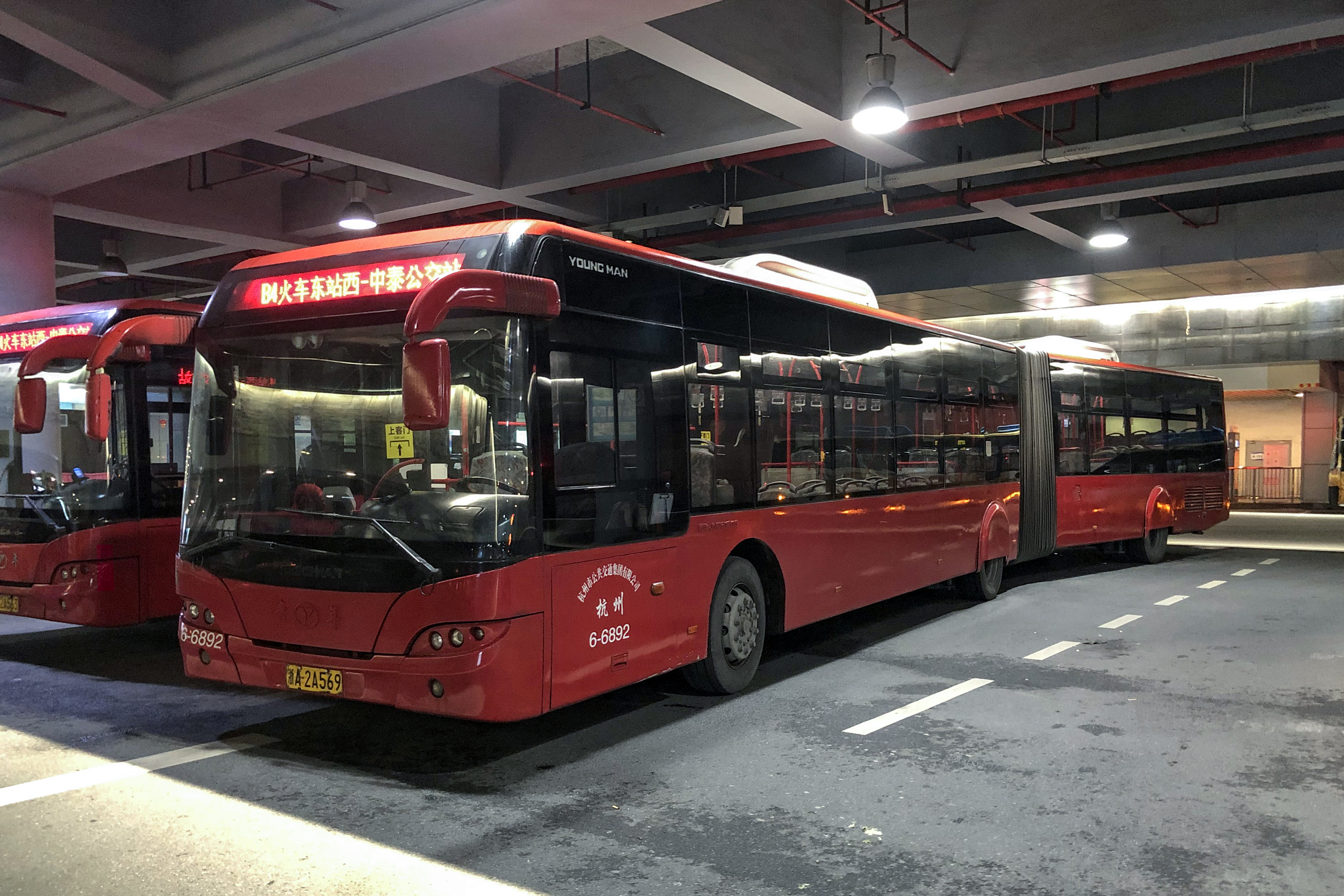
YONGMAN.JNP6180G
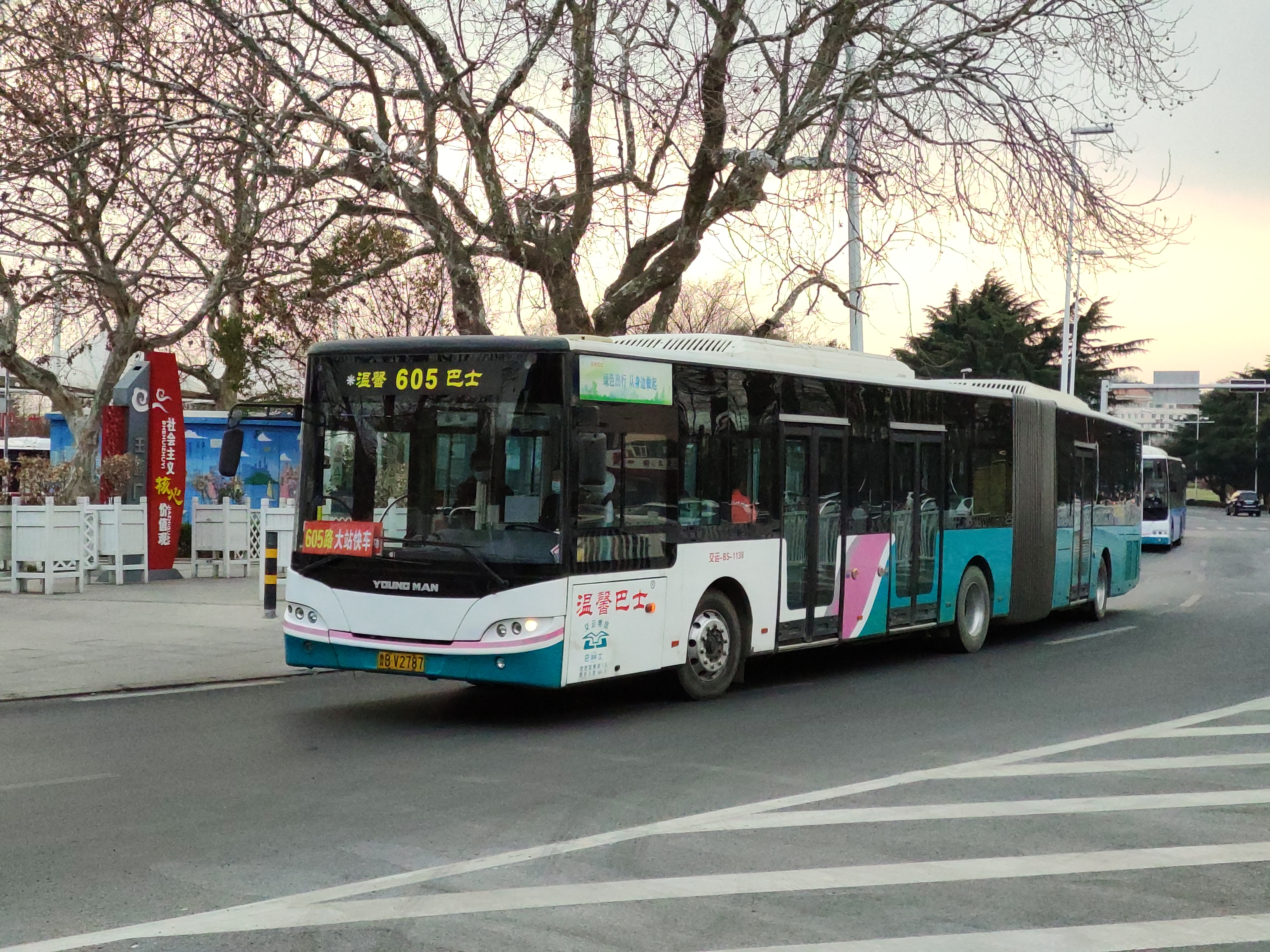
YONGMAN.JNP6180GVC

- KING LONG
  - XMQ6180G
  - XMQ6180G2
  - XMQ6180AGD5
  - XMQ6180AGN5
  - XMQ6180AGBEVL

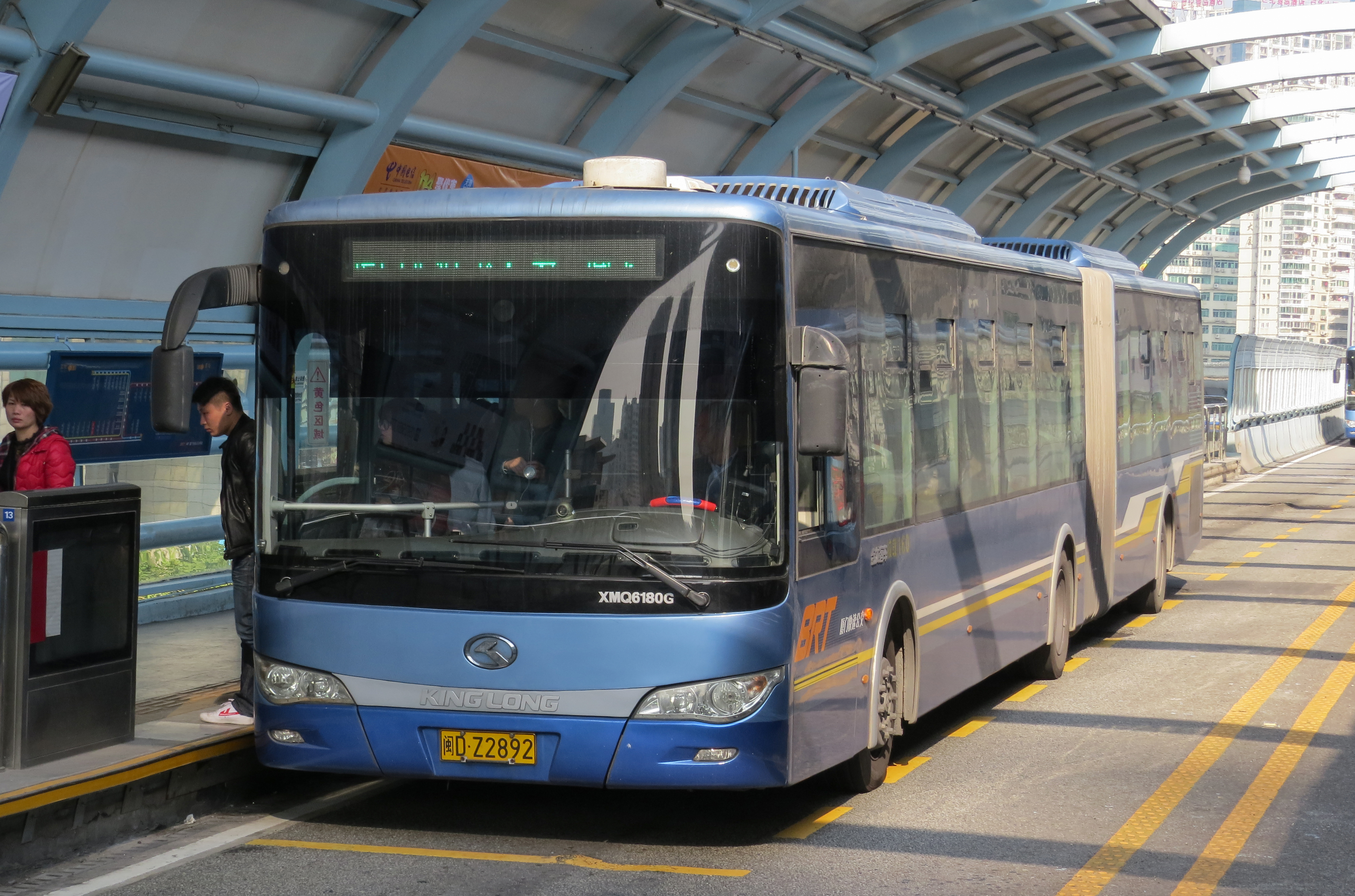
KINGLONG,XMQ6180G
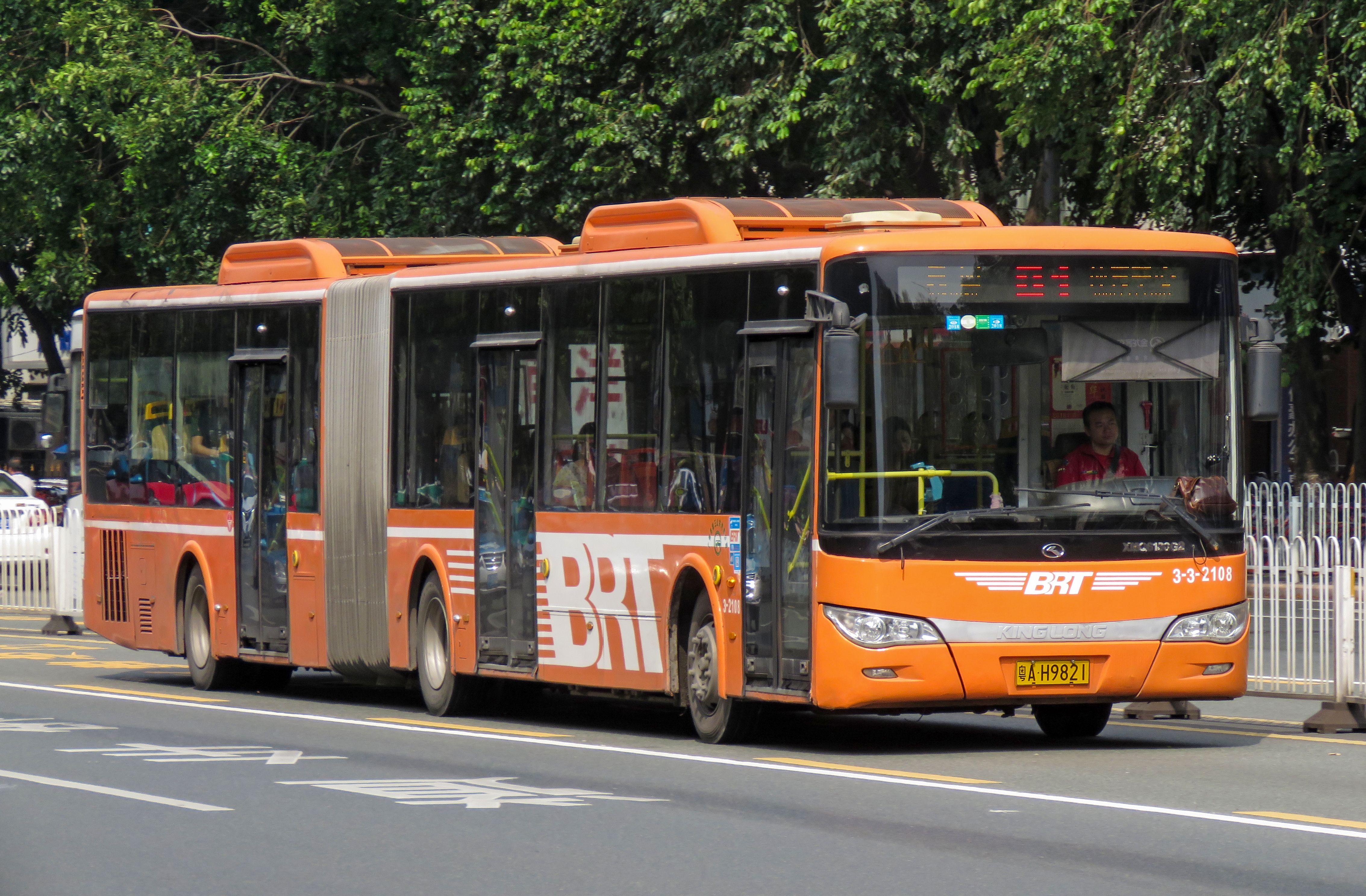
KINGLONG,XMQ6180G2

- YUTONG
  - ZK6180CHEVG1
  - ZK5180A（低床トロリーバス）
  - ZK6180CHEVNPG3
  - ZK6180HG2A
  - ZK6180HGAA
  - ZK6180HGD9
  - ZK6180LHGAA
  - ZK6180HNG2
  - ZK616186BVG1
- FOTON
  - BJ6180C8CTD
  - BJ6180C8DJD
  - BJ6160C6CCD
  - BJ6160SHEVCA-3

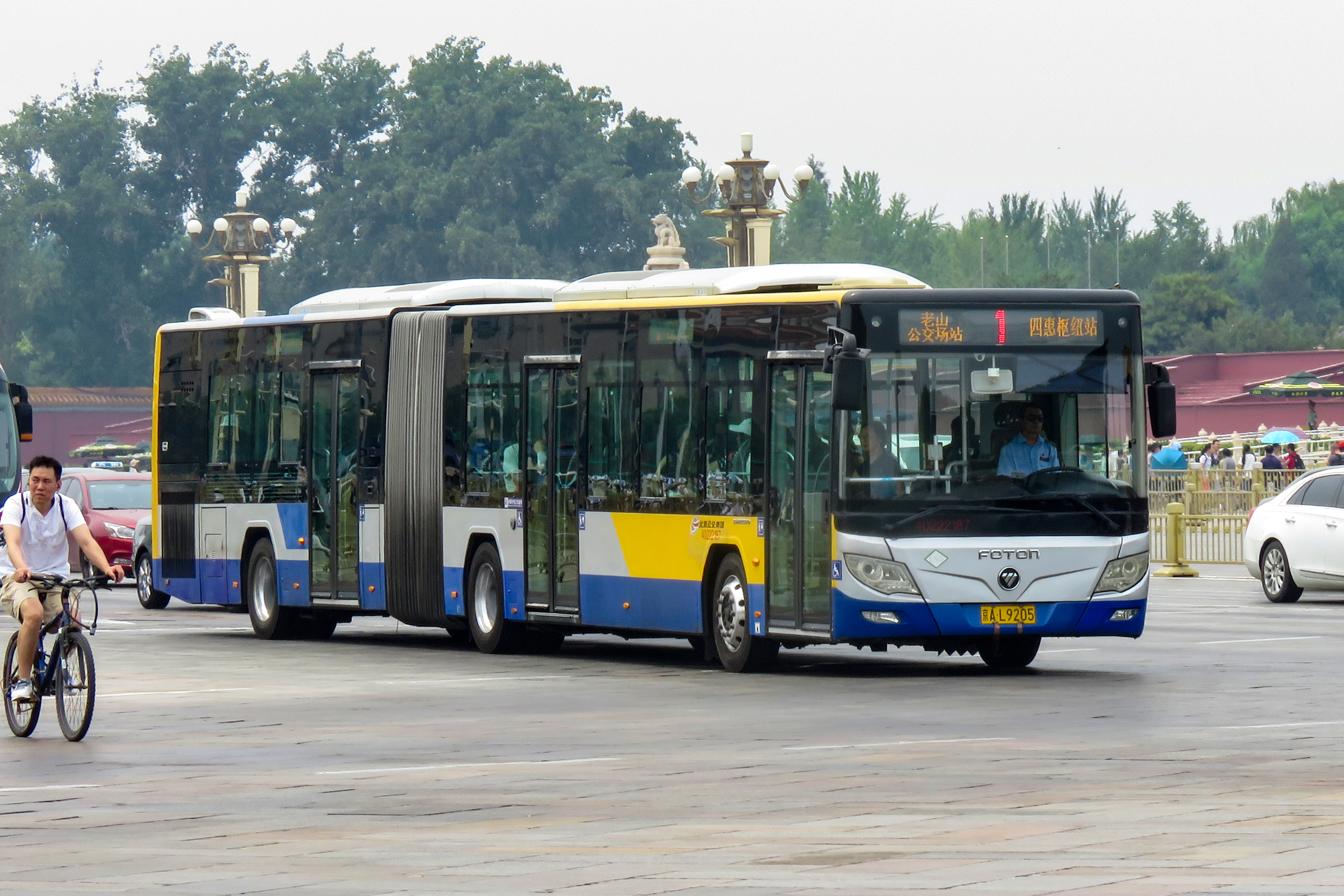
FOTON.BJ6180C8CTD(3扉)
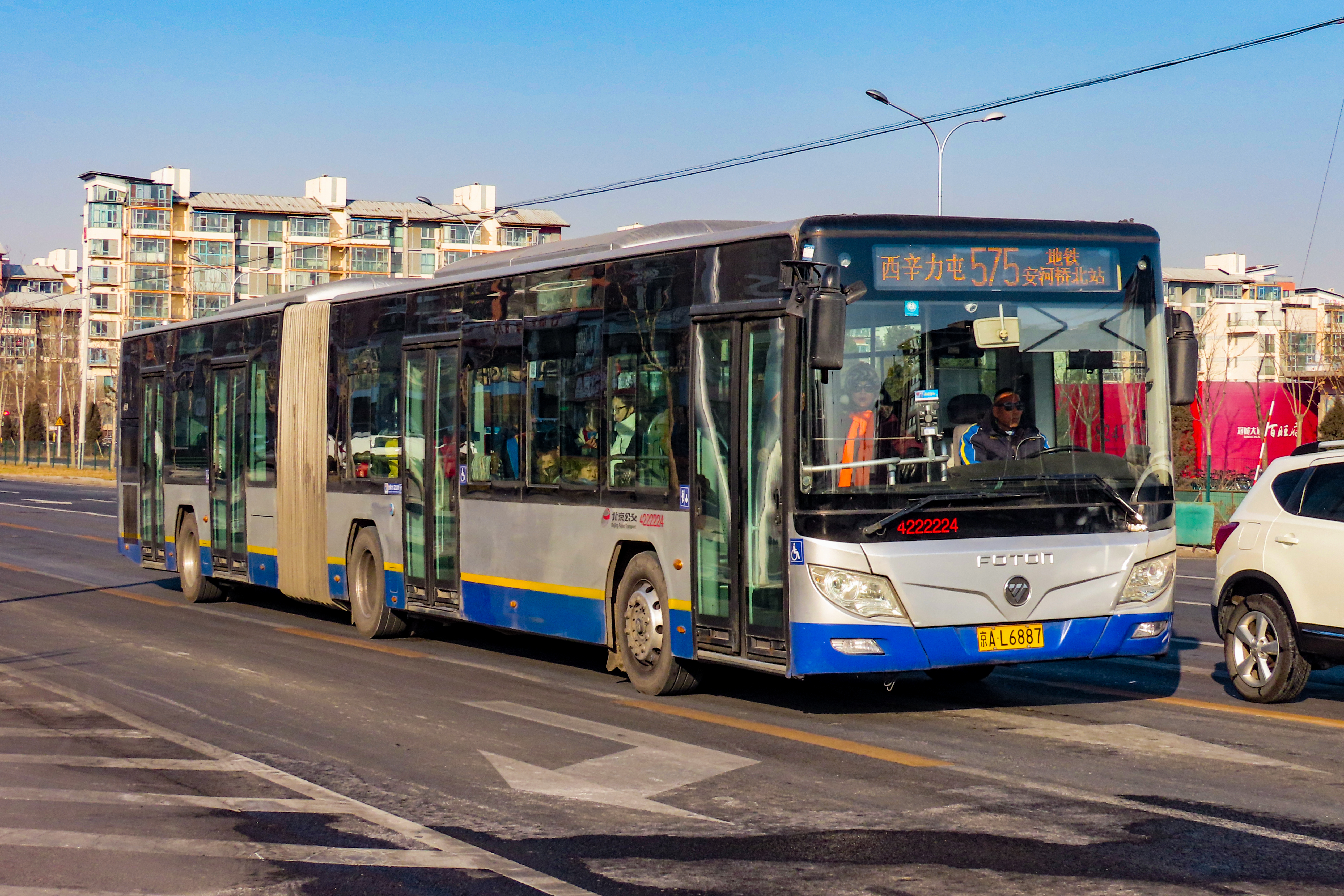
FOTON.BJ6180C8CTD(4扉)
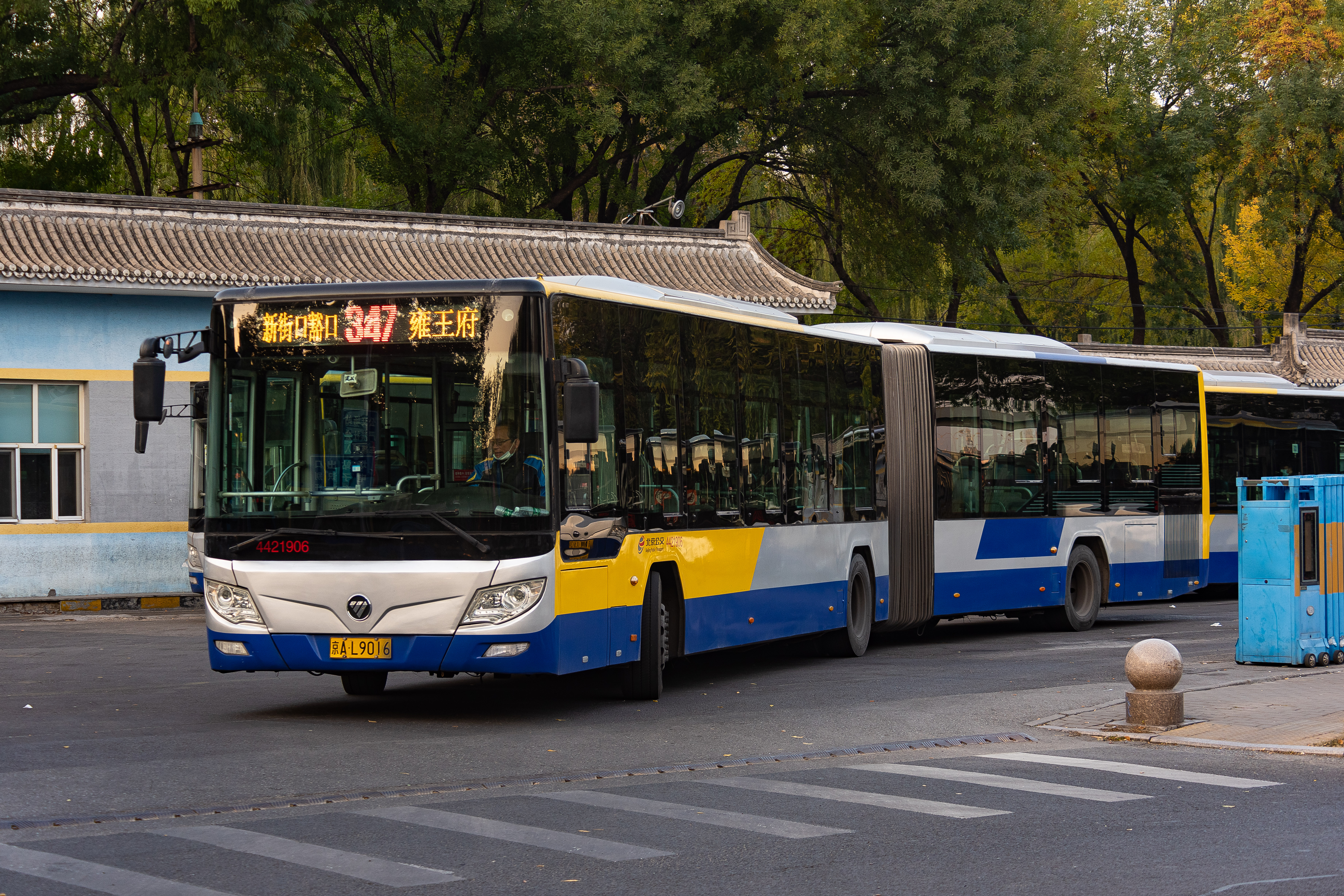
FOTON.BJ6180C8DJD
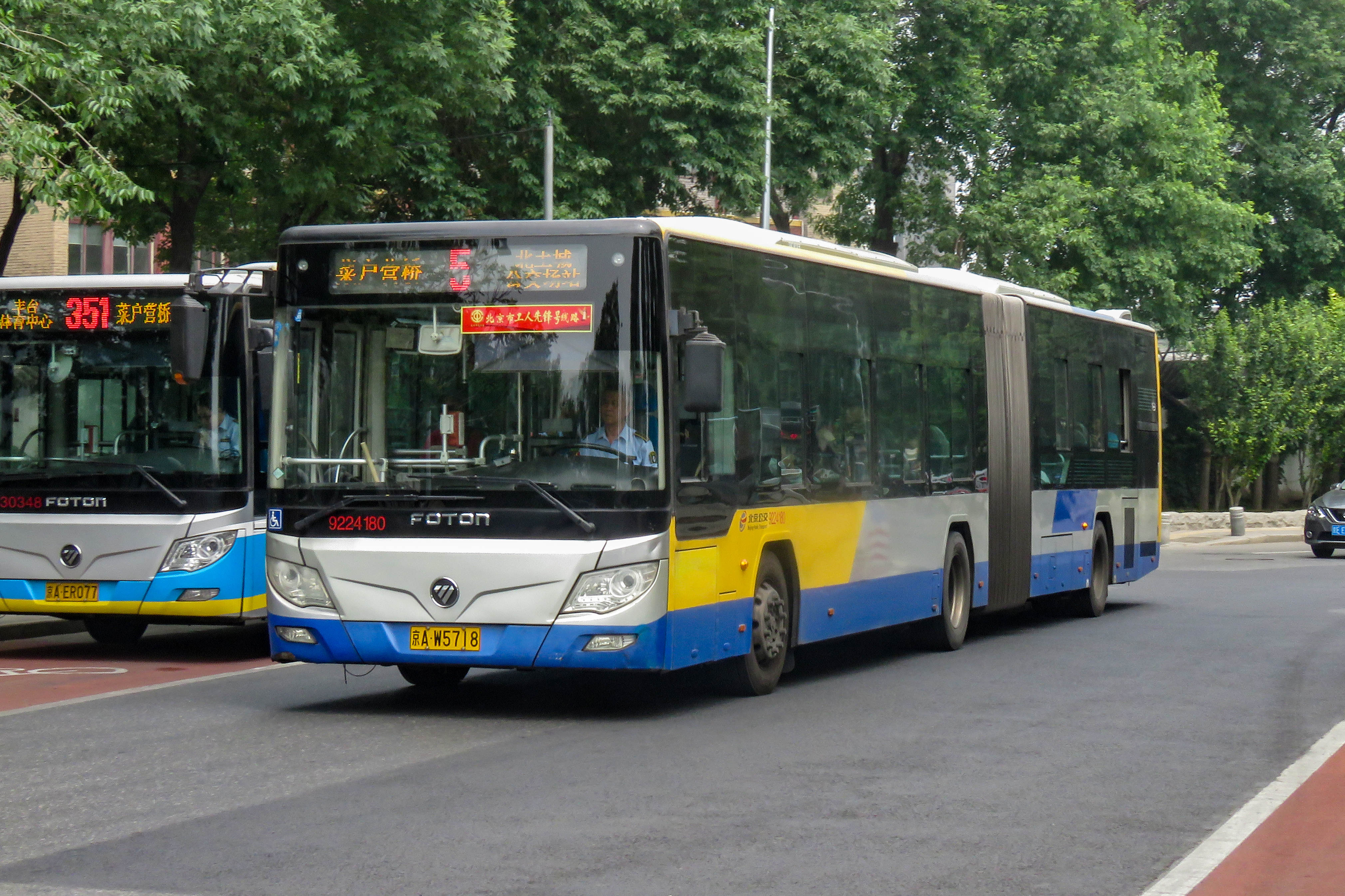
Foton BJ6160C6CCD

- Zhongtong Bus（英語版）
  - LCK6180DGCA
  - LCK6180EVGDA1
- LCK6180G-1
  - LCK6180HGA
  - LCK6180HQGNA
- 中国重型汽車集団
  - ZZ6186GBEVQ1
  - ZZ6186GBEVQ2
  - ZZ6186GN5Q1
- ANADOLU ISUZU（トルコ語版）
  - CITIPORT 18
- KARSAN（トルコ語版）
  - e-ATA 18

## 世界での導入事例

### ヨーロッパ

#### ノルウェー
- オスロ：中国・BYD製の連節電気バスを導入し、Nobina Norge（ノルウェー語版）がルート31と31Eで運行。

#### ハンガリー
- ミシュコルツ：市内でMiskolc_tömegközlekedése（ハンガリー語版）が運行

#### ドイツ
- ミュンヘン市内で運行。
- シュトゥットガルト・ミュールハウゼンで運行。
- ベルリン市内でベルリン市交通局（BVG）が運行。
- 上記以外に観光バスタイプで2階建て連節バス（ネオプラン・ジャンボクルーザー）が存在する。

#### セルビア
- ベオグラード：GSPベオグラードにより市内の主要路線で運行されている。ベオグラード市には地下鉄が整備されておらず、トロリーバス・路面電車の路線網も限定されていることから、公共交通のバスへの依存度は高く、GSPベオグラードの保有するバス車両844台（2006年時点）のうち半数以上を2車体連節車が占めている。また、ベオグラード市で開催された2009年夏季ユニバーシアードでは、会場輸送にセルビア国内メーカーのイカルバス（Ikarbus）製ノンステップ2車体連節車IK-218Nが投入され、使用された。
- セルビア北部・ヴォイヴォディナ自治州の州都ノヴィ・サドでも、JGSPノヴィ・サドにより市内バス路線で2車体連節車が運行されている。

#### イギリス
- 1980年まで連節バスは違法だった。2階建てバスは一般的に購入も運行も安価であると考えられていた。ロンドンでは、 2001年から2011年まで一部の路線で連節バスが運行していたが成功しなかった。ボリス・ジョンソンは、2008年のロンドン市長選挙を前に連節バスを市内から排除し、2階建てバスに置き換えると公約していた。いまは空港のパークアンドライドシャトルとして主に運行されている。

### 北米

#### アメリカ合衆国
- ニューヨーク：ニューヨーク市都市交通局が、市内のBRTなどで運行。
- ロサンゼルス：ロサンゼルス郡都市圏交通局（メトロ）が、多客路線のメトロ・ラピッド（快速バス）として多数運用しており（特にサンタモニカ - コマースセンターの720番系統が有名）、一部のメトロ・ローカル（一般各駅停車バス）にも多客路線を中心に運行。

#### カナダ
- バンクーバー：トランスリンクが、UBC - ブロードウェイ駅間を「99 B-LINE」、バラード駅 - リッチモンドセンター間を「98 B-LINE」の愛称で、特急バスとして運行するほか、利用者の多い路線にも使用されることがある。

#### メキシコ
- メキシコシティのメトロブス、グアダラハラのマクロブス、モンテレイのエコビア、レオンのオプティブスなどのBRT路線で運行。

### 中米・南米

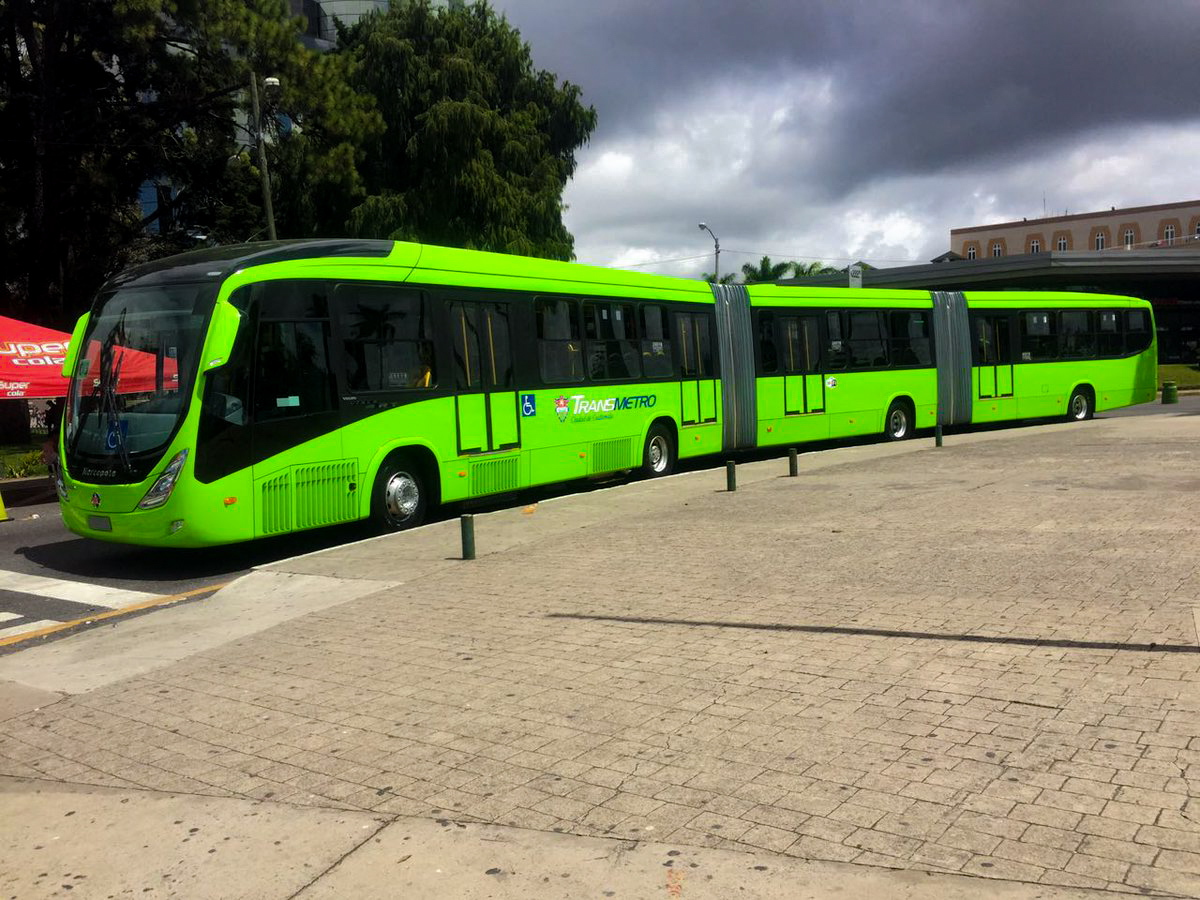
グアテマラシティのトリプルバス

#### グアテマラ
- グアテマラシティ：全長25メートルの二重連節バス（トリプルバス）も運行されている。

#### コロンビア
- ボゴタ：専用バスレーンを用いた「トランスミレニオ」と呼ばれるバス輸送システムで運行。

#### ブラジル
- パラナ州クリチバ市では3両連節のバス（Bi-Articulado）を使用し、BRT（Rede Integrada de Transporte（英語版））で運用している。
- サンパウロ市などの大都市圏で2連節バスの実例を多数見ることができる。

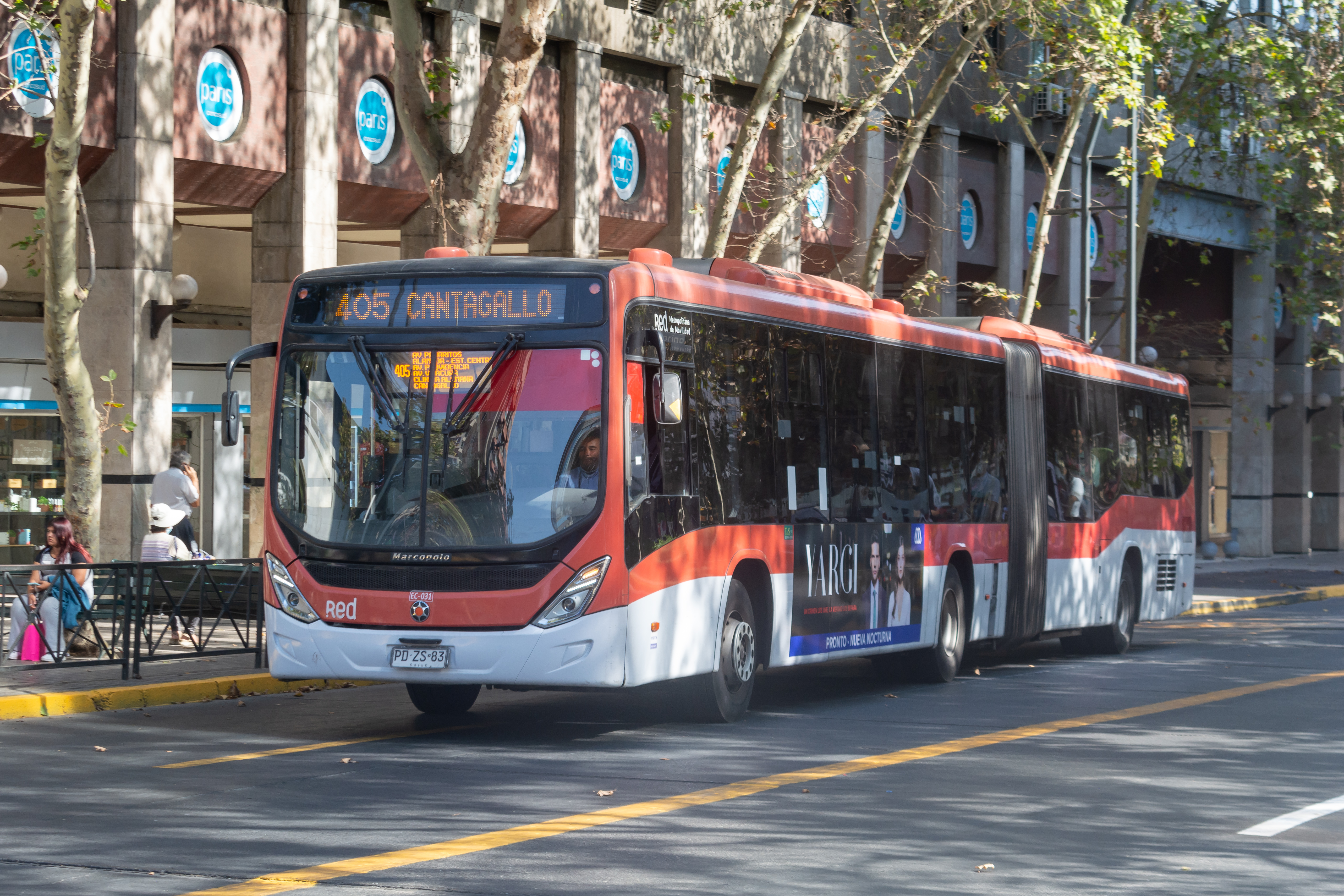
サンティアゴのマルコポーロ製の連節バス

#### チリ
- サンティアゴ：市内で多数運行されている。2022年にはボルボ社にとって南米最大の大型受注となる、連節バス92台を大量導入している[7]。

### アジア

#### 中国
- 北京市：市内で北京公交集団が運行。北京BRT（中国語版）で2005年に運行を開始し、連節バスを使用。
- 上海市：上海久事公交集団（中国語版）［71］（延安東路外灘 - 申昆路枢紐）で2017年2月1日に運行を開始し、連節トロリーバスを使用。奉賢バス［奉浦快線（中国語版）］（南橋バスターミナル - 沈杜公路駅）で2018年4月20日に運行を開始し、連節バスも使用。
- 広州市：広州BRT（中国語版）で2010年に運行を開始し、連節バスも使用。
- 鄭州市：鄭州BRT（英語版）で2009年に運行を開始し、連節バスも使用。
- 合肥市：合肥BRT（中国語版）で2007年に運行を開始し、連節バスも使用。
- 済南市：市内で済南公交集団が運行。済南BRT（中国語版）で2008年に運行を開始し、連節バスも使用。
- 大連市：大連BRT（中国語版）で2008年に運行を開始し、連節バスも使用。
- 常州市：常州BRT（中国語版）で2008年に運行を開始し、連節バスも使用。
- 廈門市：廈門BRT（中国語版）で2008年に運行を開始し、連節バスも使用。
- ウルムチ市：ウルムチBRT（中国語版）で2011年に運行を開始し、連節バスも使用。
- 銀川市：銀川BRT（中国語版）で2012年に運行を開始し、連節バスも使用。
- 連雲港市：連雲港BRT（中国語版）で2012年に運行を開始し、連節バスも使用。
- 成都市：市内で成都公交集団が運行。成都BRT（中国語版）で2013年に運行を開始し、連節バスも使用。
- 蘭州市：蘭州BRT（英語版）で2013年に運行を開始し、連節バスも使用。
- 中山市：中山BRT（中国語版）で2014年に運行を開始し、連節バスも使用。
- 宜昌市：宜昌BRT（中国語版）で2015年に運行を開始し、連節バスも使用。
- 温州市：温州BRT（中国語版）で2015年に運行を開始し、連節バスも使用。
- 金華市：金華BRT（中国語版）で2015年に運行を開始し、連節バスも使用。
- 武漢市：武漢BRT（中国語版）で2016年に運行を開始し、連節バスも使用。
- 貴陽市：貴陽BRT（中国語版）で2017年に運行を開始し、連節バスも使用。
- 南寧市：南寧BRT（中国語版）で2017年に運行を開始し、連節バスも使用。

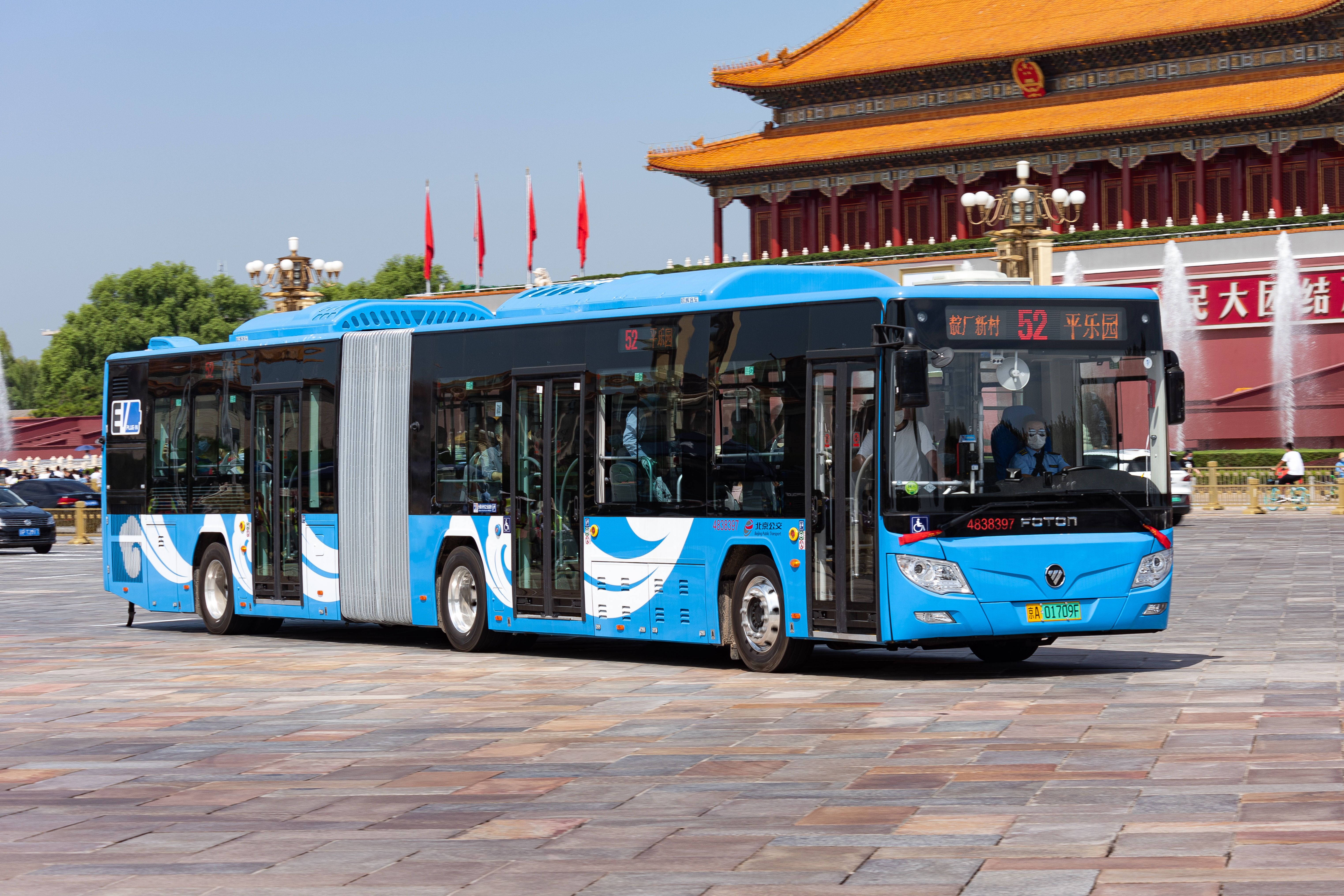
北京市内で運行された3プラグインハイブリッド連節バス
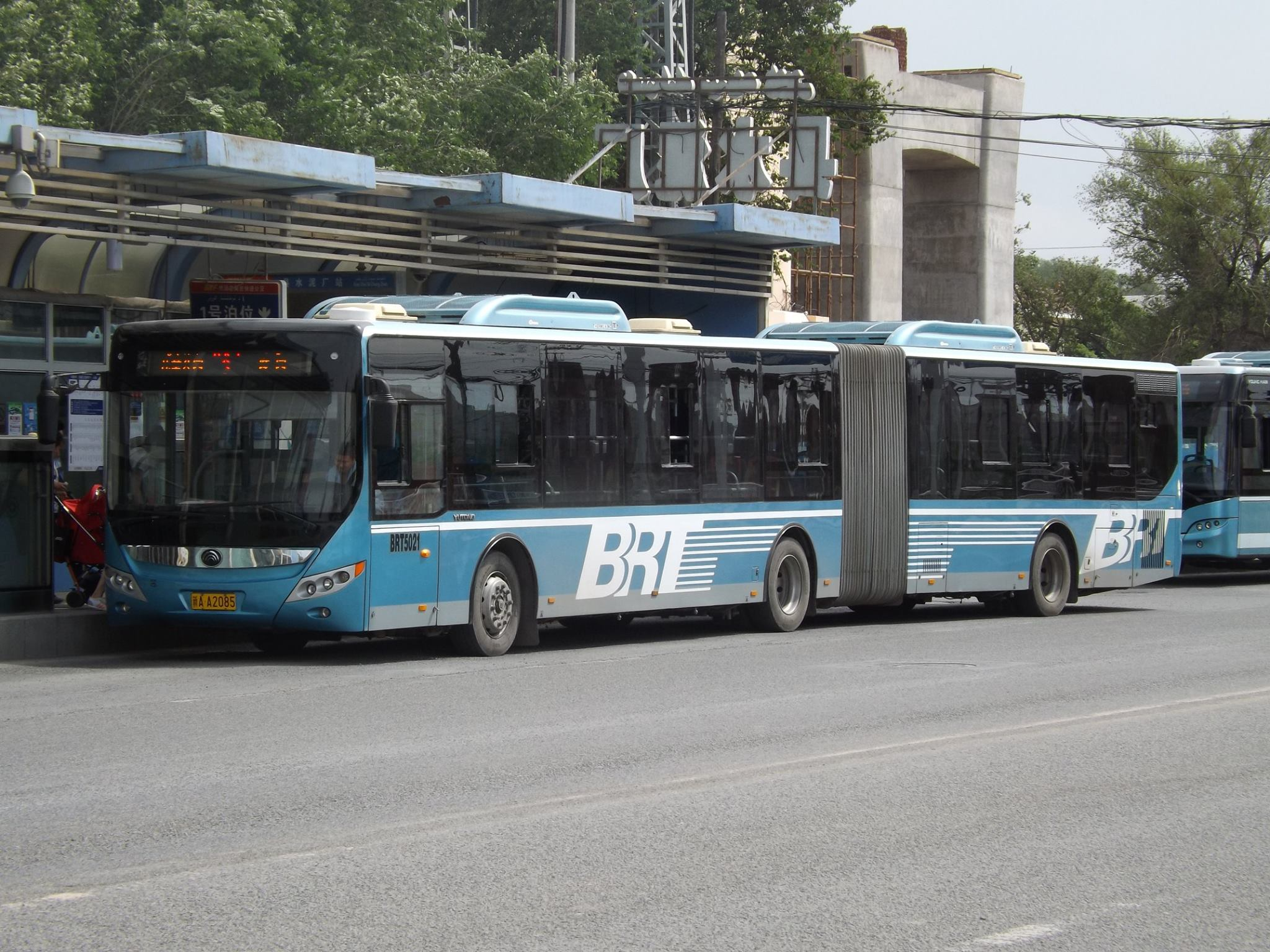
ウルムチ市内で運行された連節バスZK6180HGAA
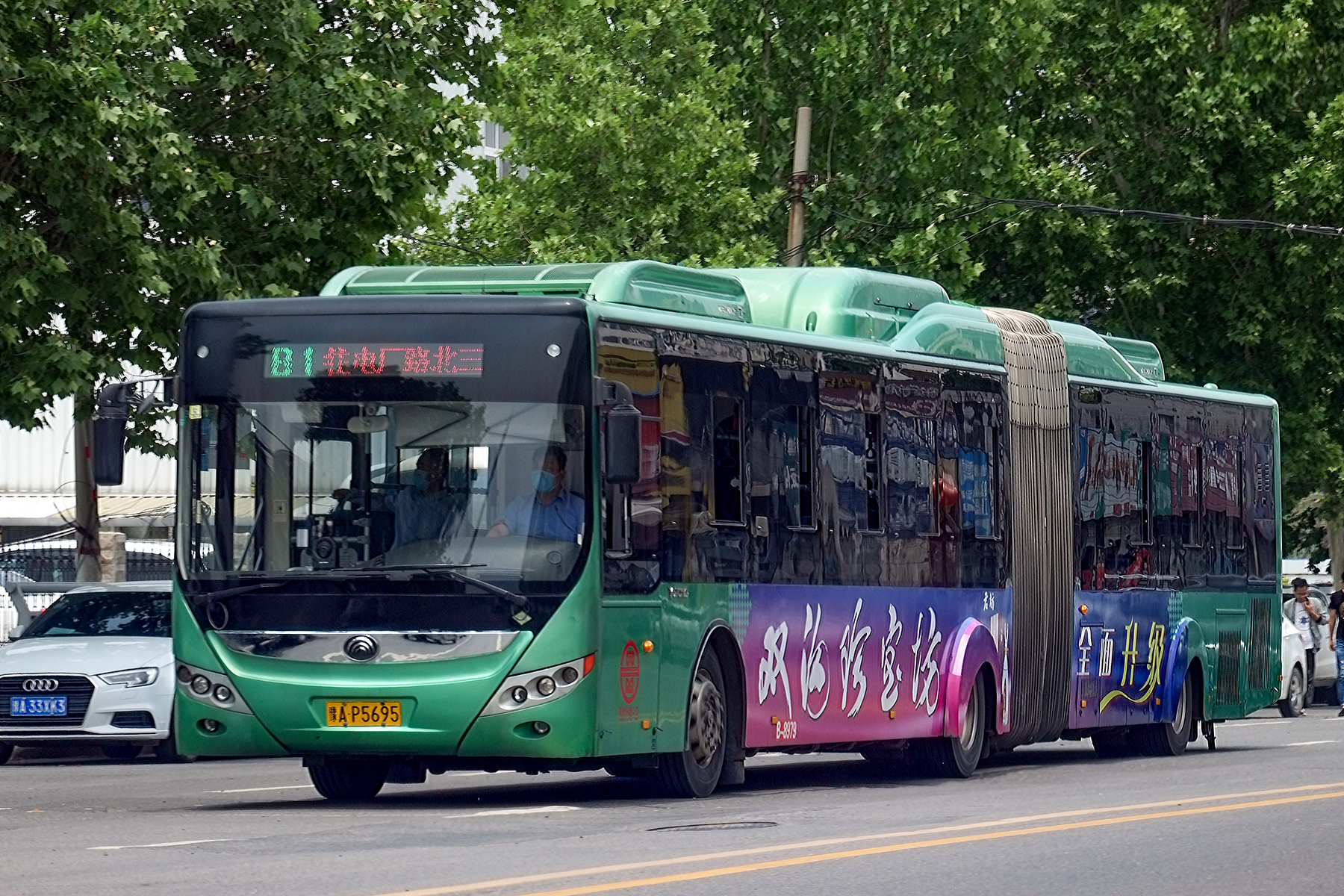
鄭州BRT 宇通ZK6180CHEVNPG3(右扉）
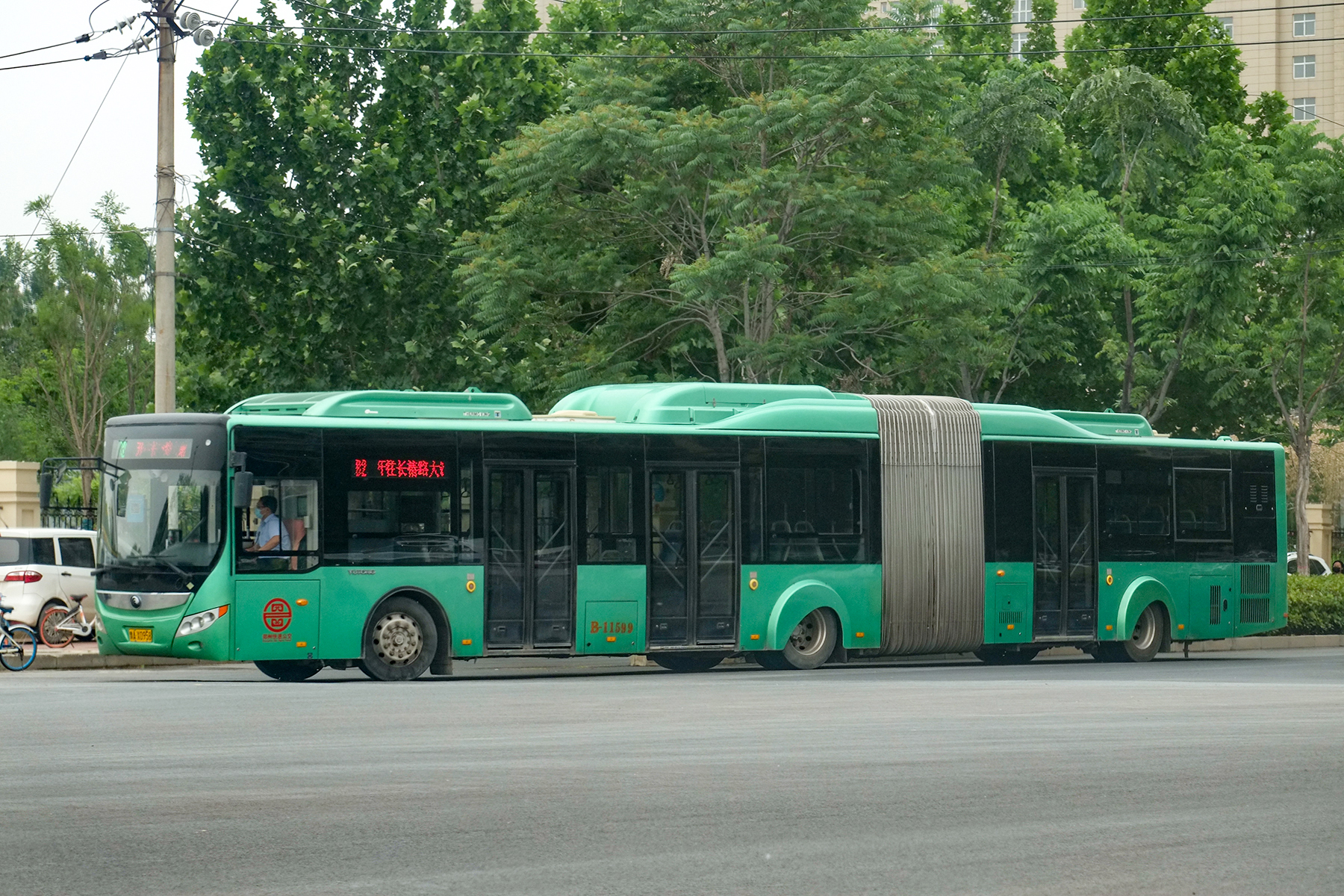
鄭州BRT 宇通ZK6180CHEVNPG3(左右扉）
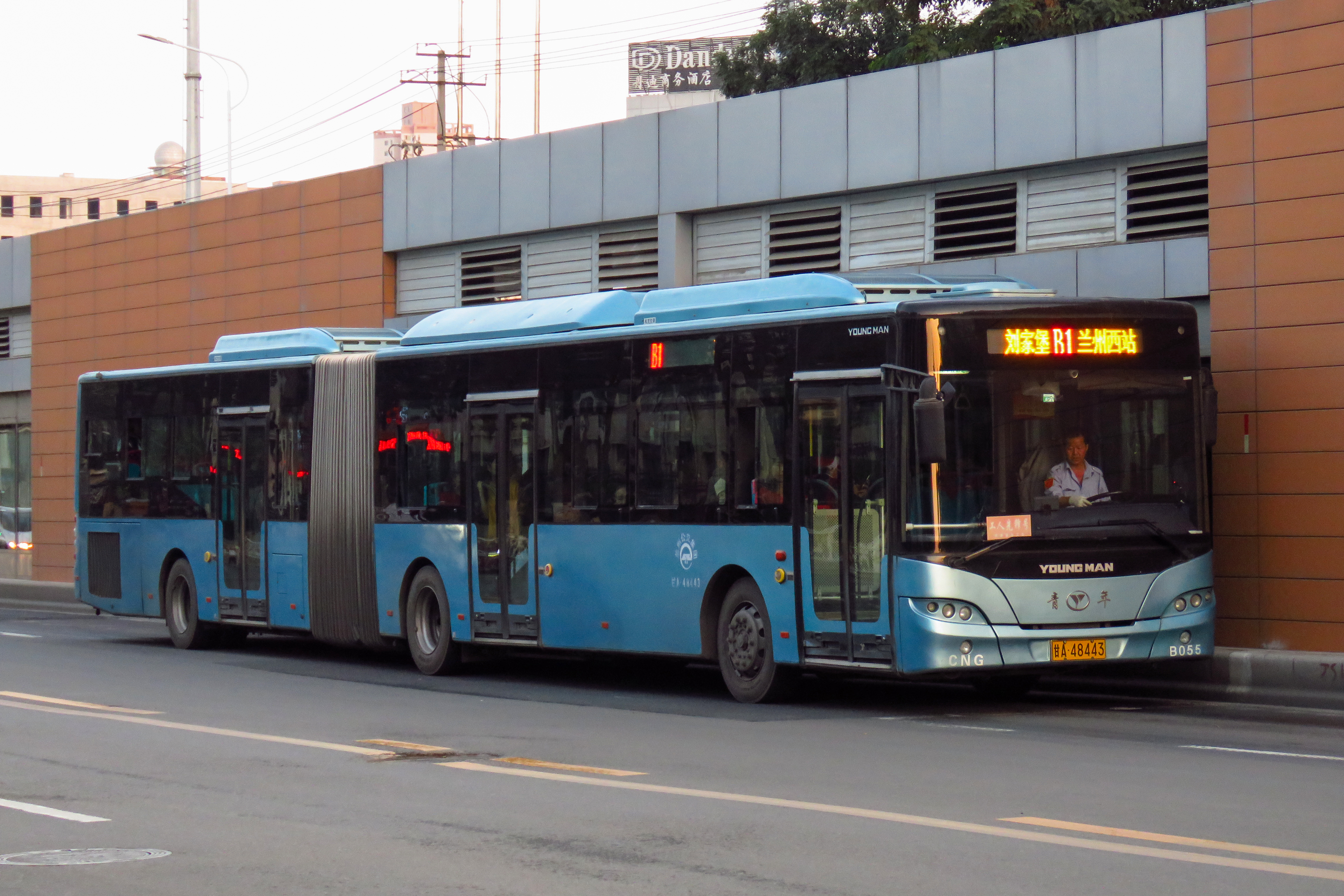
蘭州BRT 青年ネオプラン・セントロライナーJNP6181GC
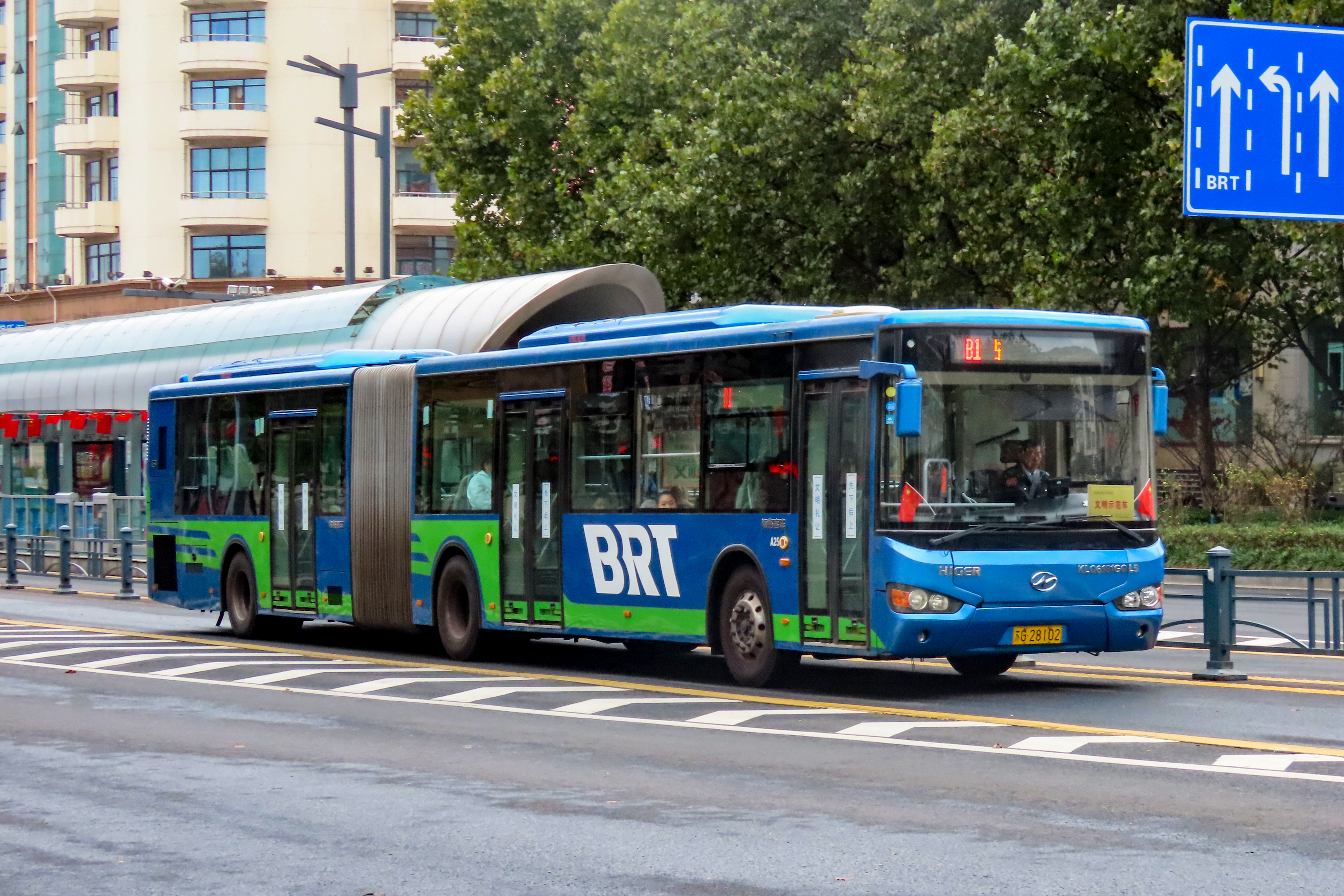
連雲港BRT KLQ6181GQL5
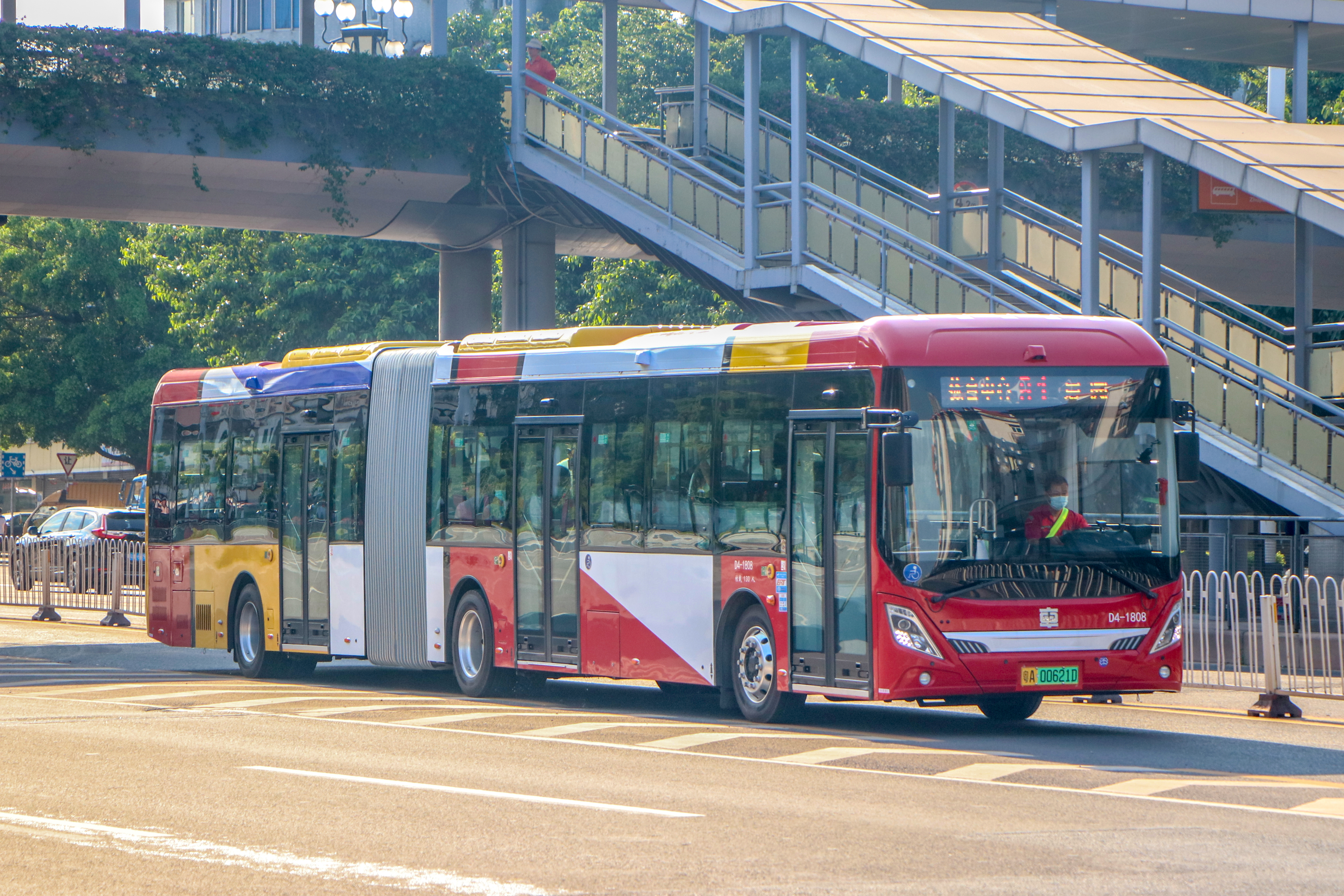
広州BRT TEG6180BEV02
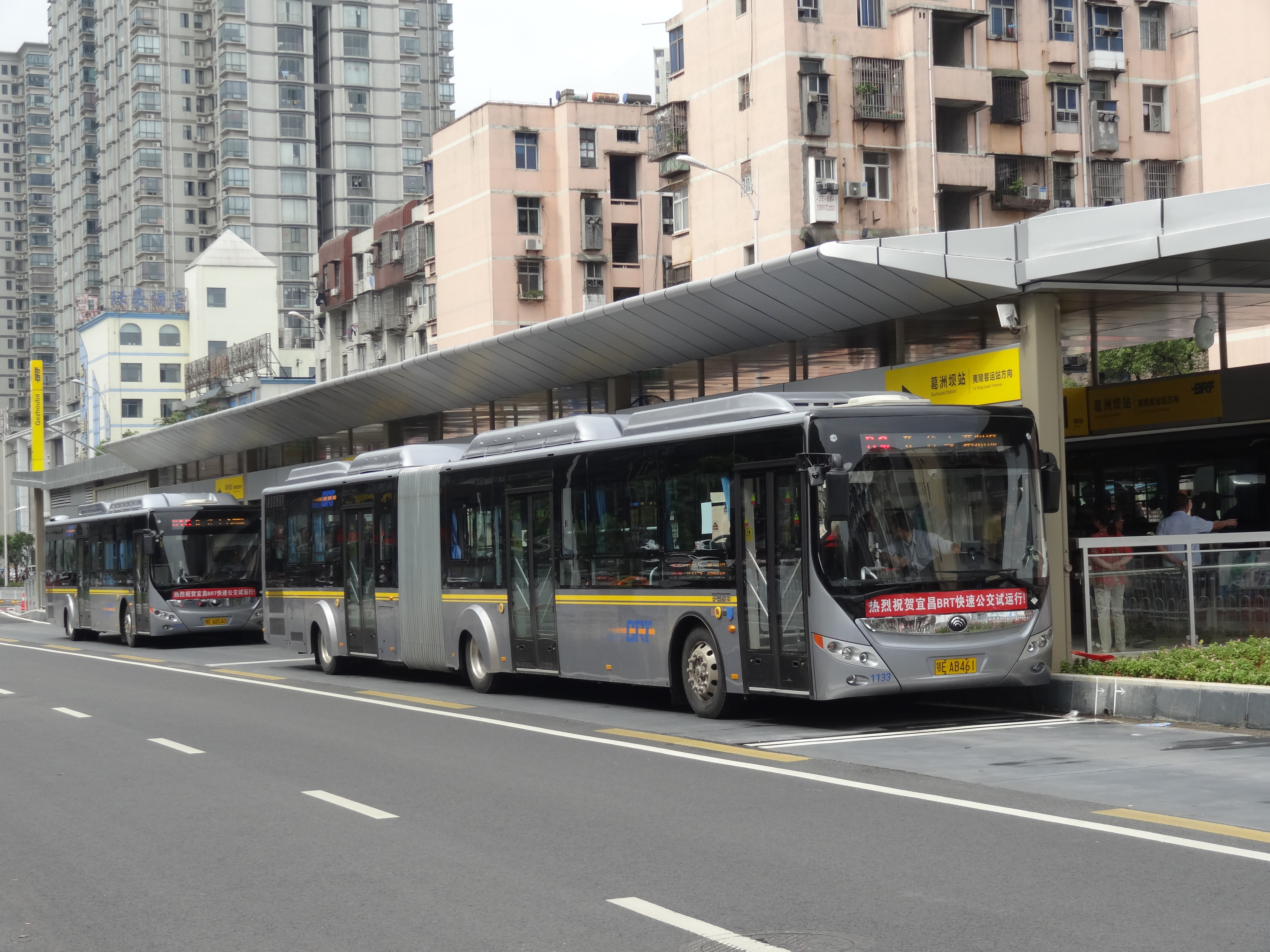
宜昌BRT
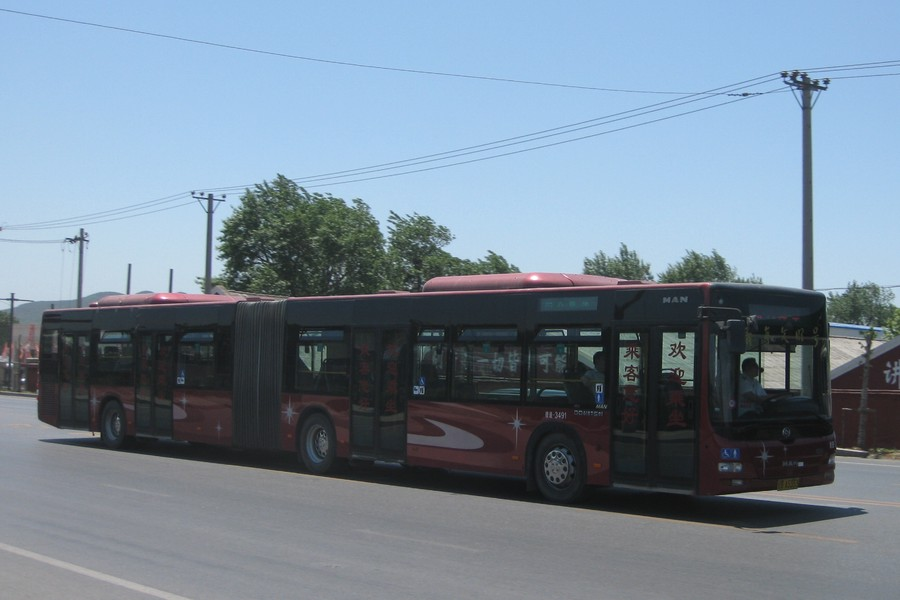
大連BRT DD6187S01
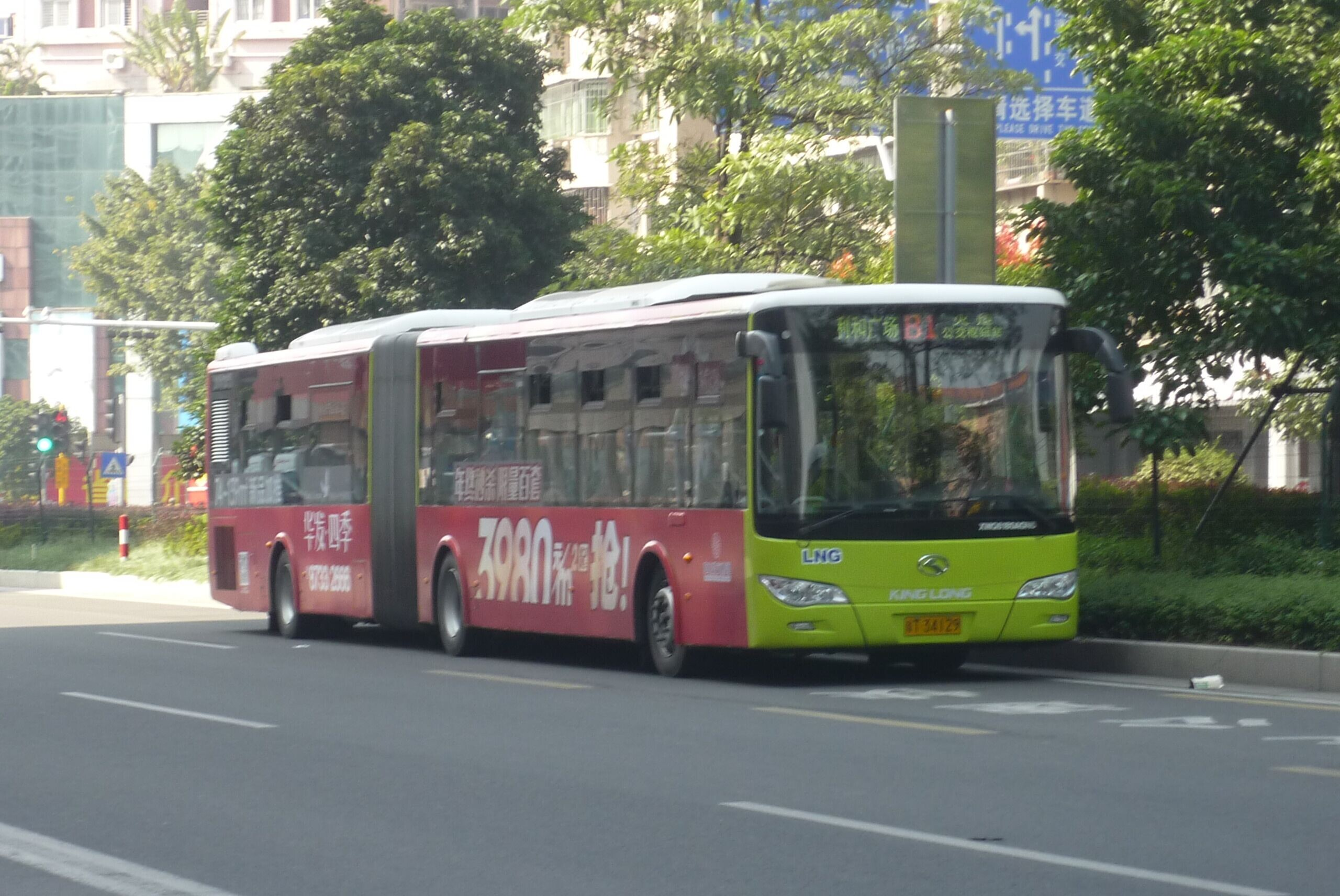
中山BRT XMQ6180AGN5
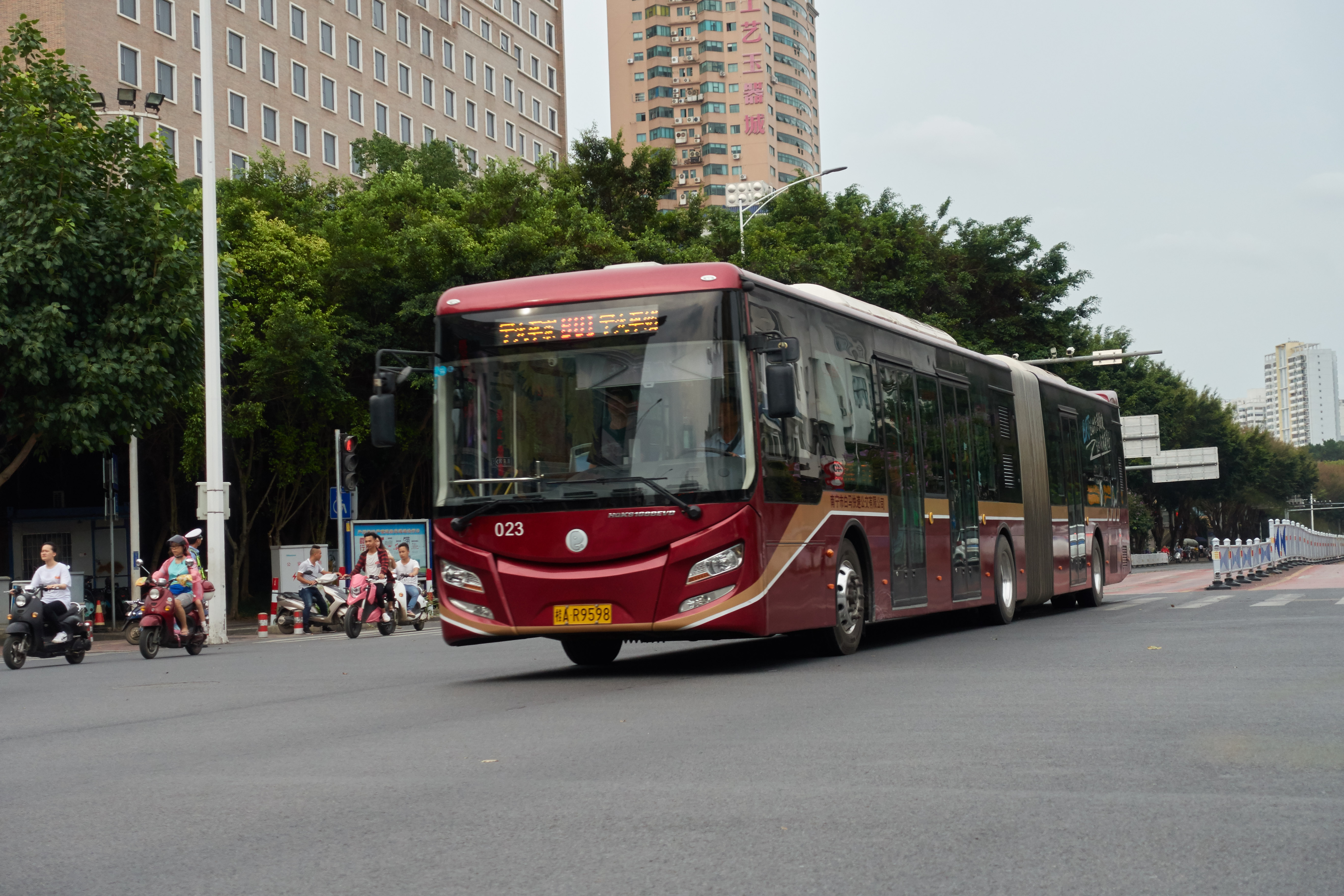
南寧BRT連節バス

#### 台湾
- 高雄市：2017年10月に台湾初の電気連節バスが運行開始[8]。
- 台中市：台中BRT藍線に宇通客車製の連節バスを導入。（現在、台中市公車300路）

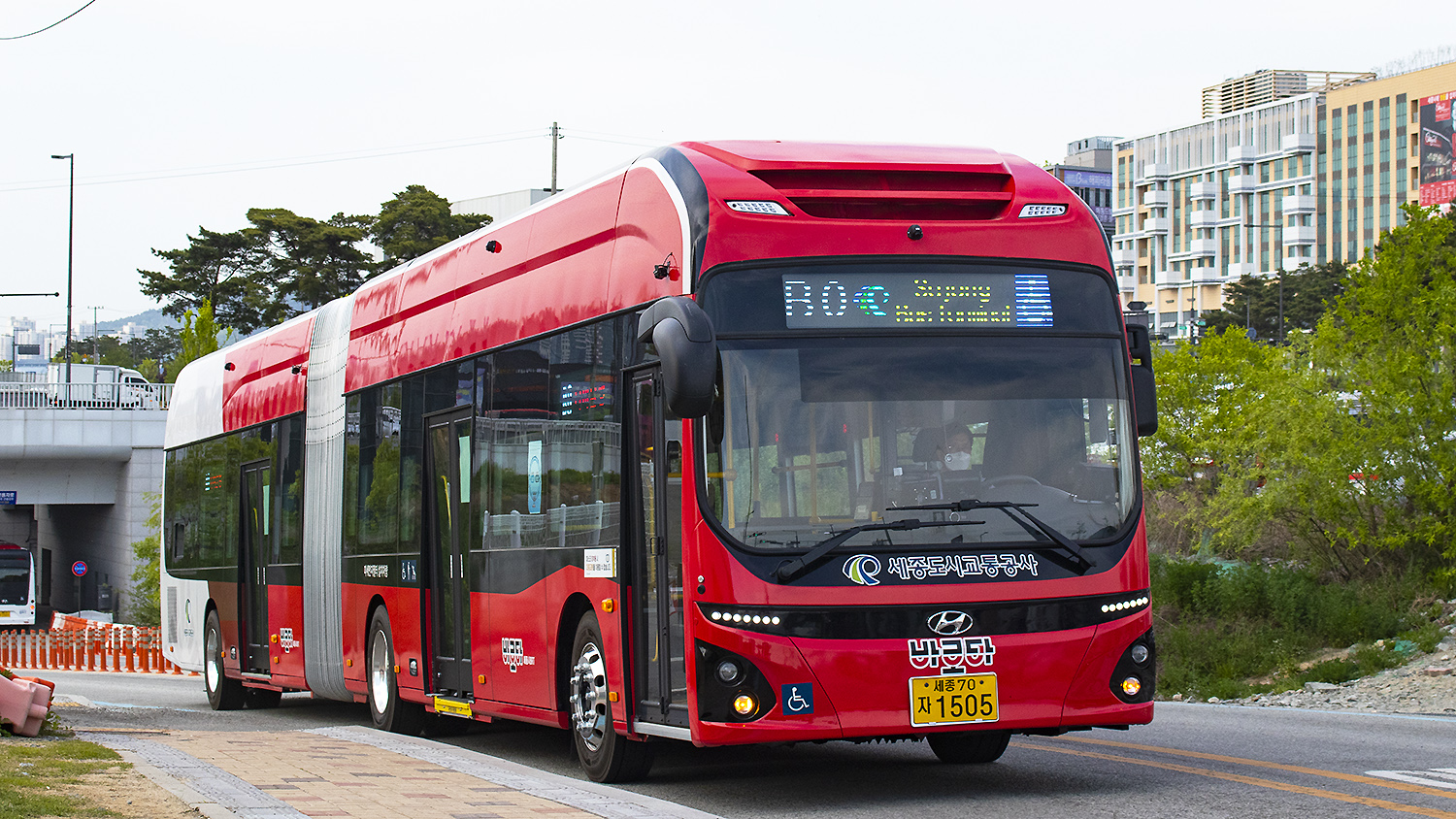
世宗都市交通公社で運行中のエレクシティ

#### 韓国
- ソウル：2004年に100億ウォンを投じて計20台導入したが、道路環境に合わない、事故や故障が頻発するなどして、2008年にわずか4年余りで姿を消した[9]。
- 世宗特別自治市：公営バスが現代自動車製のエレクシティを運行。

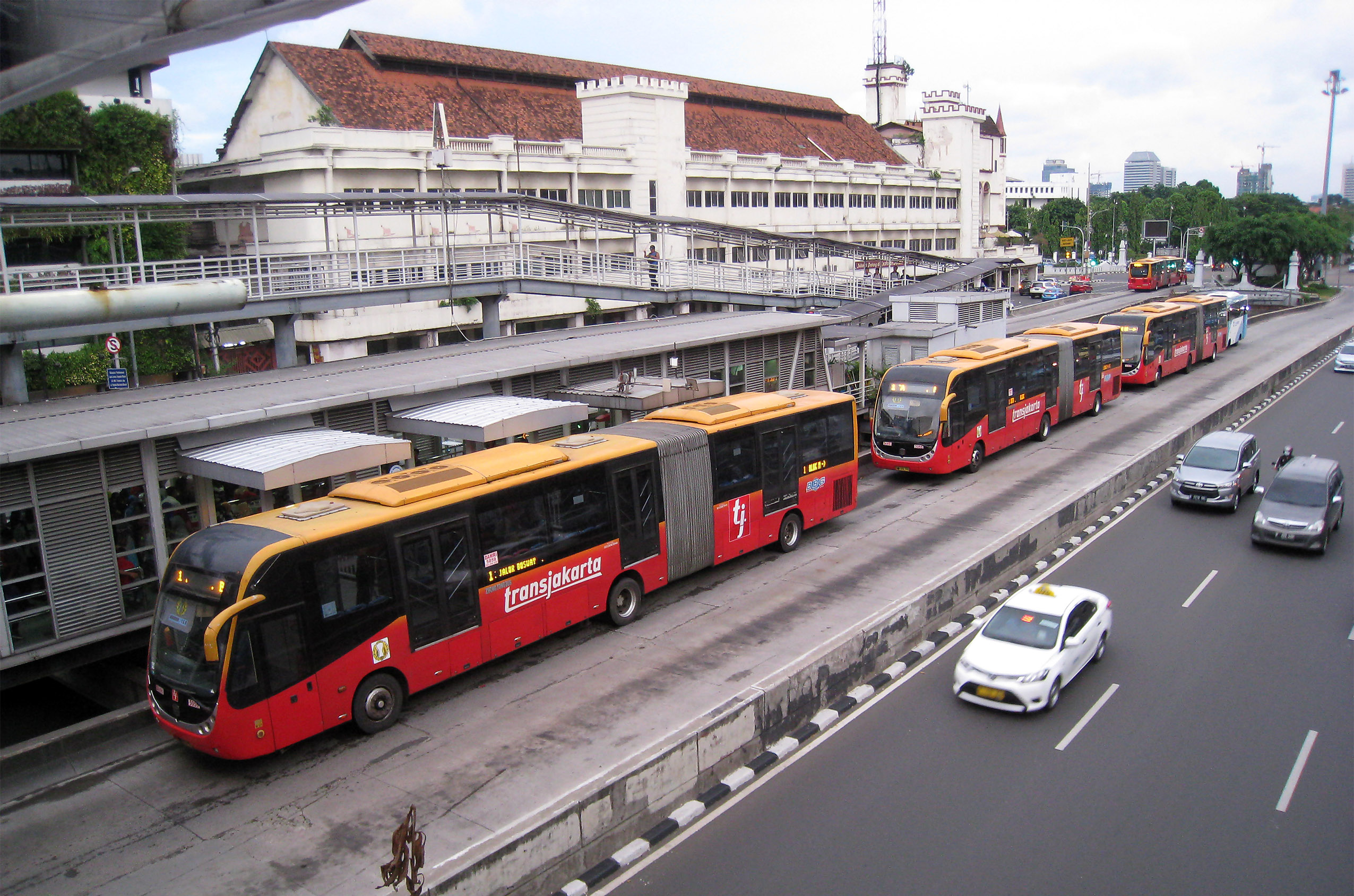
ジャカルタ市内のハーモニ中央バスウェイ

#### インドネシア
- ジャカルタ：1993年にジャカルタのバス会社PPDがハンガリー製のIkarus連節バスを初めて導入。トランスジャカルタは2015年からスカニア製の連節バスを導入。

#### タイ
- バンコク：バンコク大量輸送公社（BMTA）により過去に導入されていた。導入は1997年頃から。511番路線（南バスターミナルからパーックナームまで）および145番路線（北バスターミナルからパーックナームまで）で使用されていた。総台数は40台程度とされる。現在は運行されていない。

### オセアニア

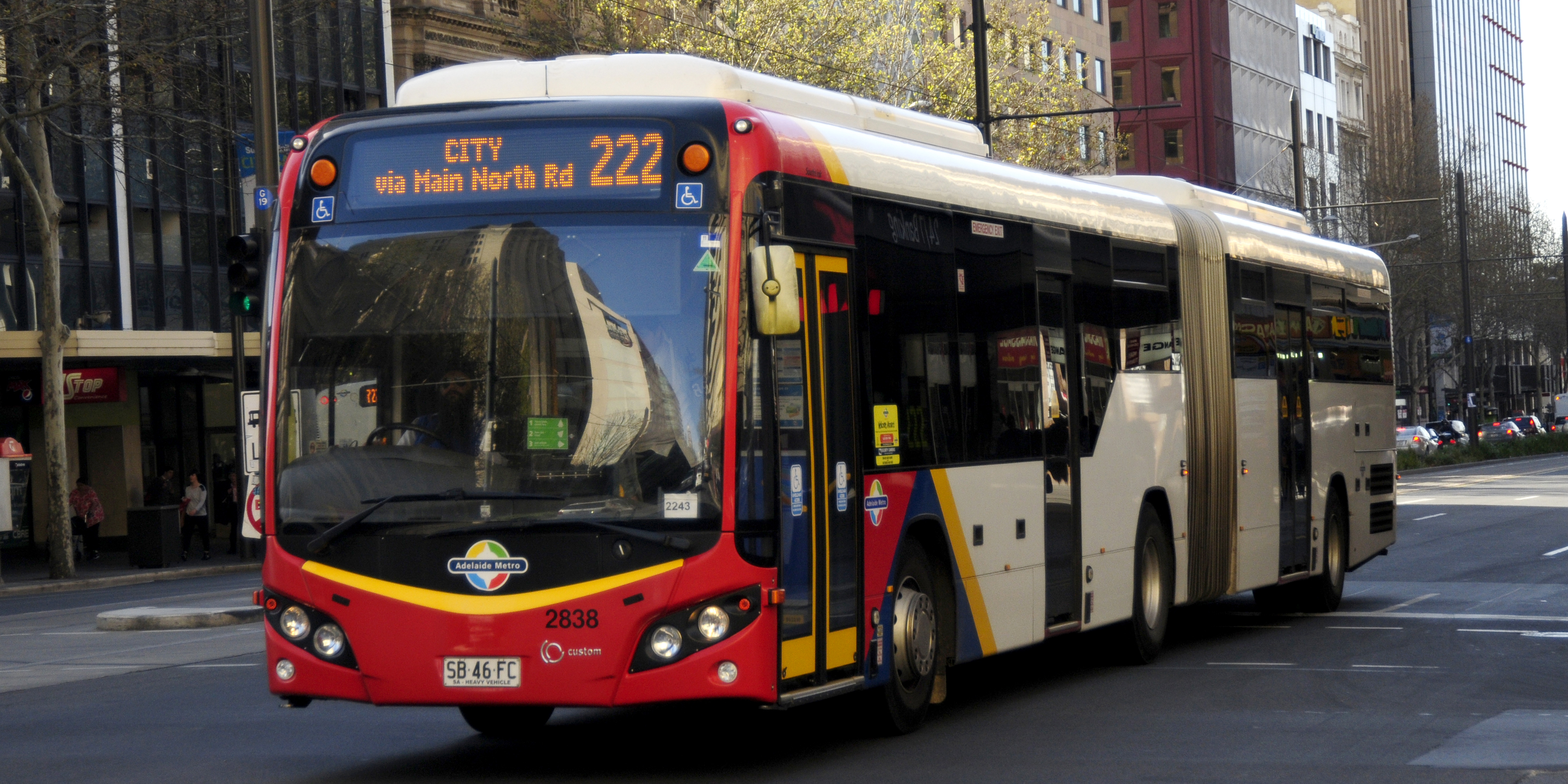
サウスリンク スカニア K320UA

#### オーストラリア
- オーストラリア初の連節バスは1974年にキャンベラで運行を開始した。いまは全ての州都、複数の主要都市で運行されている。

## 日本での導入事例

### 日本での運行

#### 車両
欧州仕様の車両を導入する場合には日本の保安基準と異なる点について特認という形がとられている。
- 日本の保安基準で定められているバスの全長が問題となる[3]。連節バスは全長が日本の保安基準で定められている12 mを越えるなどの特殊構造のため、道路運送法に基づく国土交通省運輸局の特例措置を受け、使用路線を限定して運行される。許可を得た道路しか走行できないので、マラソンや歩行者天国などで通行止めになった場合、一般的な路線バスは通行止め区間を迂回して運行するが、連節バスは上記理由でそうはいかないので運休せざるを得なくなる。事故などで突発的に通行止めになった場合も連節バスは迂回ができないので、通行止め解除を待たないといけないデメリットもある。
- 非常口の設置も問題となるが、この点は非常時用のハンマーを窓ガラス付近に設置して代替とすることで運行が認められている[3]。

これらの点について道路運送車両法に基づく国土交通省運輸局への基準緩和認定申請及び事業計画変更申請と、道路法に基づく道路管理者の特殊車両通行許可申請及び道路交通法に基づく警察署の制限外許可申請等が必要である。

#### 資格
連節バスは連節ターンテーブルで接続されており、鉄道の連結器のように容易に解結出来る構造ではなく、半永久的に連節のまま運行される。2台まとめた状態を「1台の車両」と見なすので（当然ナンバープレートも前後で同じ番号）法律上はけん引免許は不要となっている。
連節バスを営業運転する場合は、単車バスと同じく大型二種免許は必要である。上述のトレーラーバスの営業運転に必要なけん引二種免許は、本来連節バスには必要ない免許ではあるが、車両の挙動がフルトレーラーに近いことから、運転士にけん引免許を取得させている事業者もある。

### 日本での歴史

#### いすゞBXツイン・バス
1950年（昭和25年）2月、いすゞ自動車は当時のベストセラーバスであったいすゞBX91をベースにした連節バス1両を試作製造した。ボディはいすゞと提携したばかりの川崎産業（川崎航空機工業の前身。のちのいすゞバス製造）が架装した。当時は「連節バス」ではなく「双子バス」と呼ばれた。全長11 m、運転者1名と車掌2名が乗務し、定員は75名（BX91は定員52名）で、関節部は上下方向にしか折れ曲がらない代わり、後部車体にある第3軸が操向した。製作はそれ1両のみで、同車は八戸市交通部に納入されて営業運転に使用され、のちに弘南バスに移籍した。

#### ネオプラン・ジャンボクルーザー
1983年（昭和58年）、ドイツ・ネオプランの2階建て連節バス「ジャンボクルーザー」を輸入し、翌1984年（昭和59年）3月開業の姫路セントラルパークに園内巡回バスとして導入された。1983年に実施された東京モーターショーでも同車両が展示されたが、結果的に日本へ輸入されたのはこの1台のみで、前述導入された1台も営業ナンバーが取得できず、公道走行は出来なかった。

#### 科学万博スーパーシャトルバス

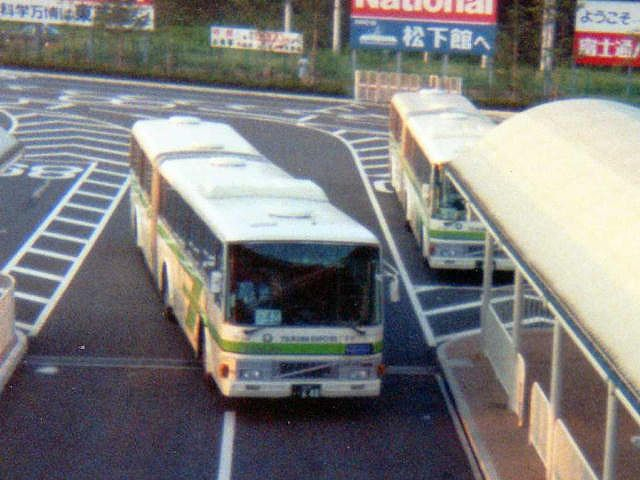
富士重工／ボルボ B10M
科学万博スーパーシャトルバス
（万博会場バスターミナル）

1985年（昭和60年）、茨城県・筑波研究学園都市で開催された国際科学技術博覧会（科学万博つくば'85）会場への交通アクセス手段として、スウェーデン・ボルボ製B10M（ボディは富士重工業（現・SUBARU）製）の連節バスが1984年（昭和59年） - 1985年（昭和60年）にかけて100台導入された。運行区間は万博会場と常磐線の臨時駅（当時）である万博中央駅（現在のひたち野うしく駅の場所に会期中のみ開設されていた）との間のみであった。これは、車両の全長が長いことから道路交通法の特例措置を受ける形で運行されたことによる。

##### 閉幕後
- 80台はオーストラリアへ輸出された[10]。
- 19台は東京空港交通に移籍した[10]（次の【東京空港交通での活躍】を参照）。
- 最後の1台は富士重工業伊勢崎製作所（→スバルカスタマイズ工房→桐生工業伊勢崎工場）に保存のため引き取られた[10]が、その後部品供出のために欠品がかなり目立つようになり、2000年（平成12年）頃に解体された。

##### 東京空港交通での活躍
東京空港交通では19台中3台を当初よりランプバスとして使用し、16台は都心（東京シティエアターミナル）と成田空港を結ぶ連絡路線バスとして使用することになり、後部車体の乗降口を撤去したうえ、最後部に荷物置き場を設置した。また、座席は全てリクライニングシートに交換されたほか、高速走行に対応して最終減速比（オーバーオールレシオ）を6.166から4.86に変更している。しかし以下の事情もあり、運行路線と途中経路を限定する形で道路交通法の特例措置を受けて運行された。
- 一般道を通行できない。
- 有料道路でも京葉道路は通行できるが、首都高速湾岸線は通行できない。

結局、渋滞などにより迂回路を使用するフレキシブルな運用ができないデメリットがあり、のちに運行は廃止された。
なお、空港内ランプバスとして使用された3台は1999年に旭川電気軌道に移籍し、冬期の通学路線用として2004年まで使用された。

##### アキバエクスプレスへ
上記の東京空港交通で使用されていた車両のうち、埼玉県の中古車販売店に留置されていた解体寸前の1台を、2008年にバス愛好家団体「アキバエクスプレス」が購入した。同団体の本拠地・栃木県までの80 kmを自走したあと、動態保存に向けて整備されている。
その後2011年に、群馬県で倉庫として使用されていた解体寸前の個体を部品取り車として購入した。翌年応急処置のうえ、同団体の本拠地まで自走した。
2020年現在、同一個体かは不明だが1両が国内某所で確認されている。

#### 海外メーカーの日本市場参入

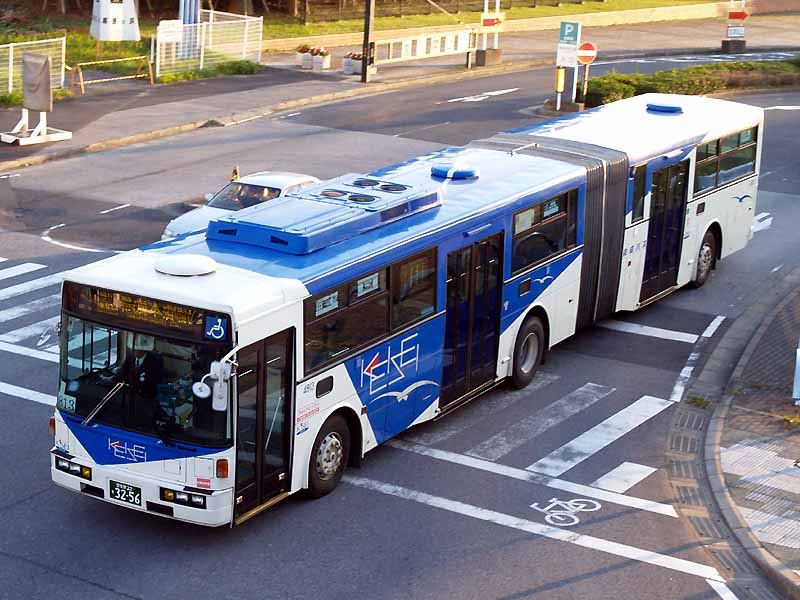
富士重工／ボルボ B10M連節バス
京成バス（幕張海浜公園前）

1998年（平成10年）、ボルボは日本で連節バス（ボディは富士重工業製）を正式発表したが、京成電鉄（分社化されて現・京成バス）が千葉県千葉市内の路線向けに導入した10両のみで終わり、2000年（平成12年）に販売が中止された。この京成バスの車両を使用して、石川県金沢市では2004年（平成16年）11月13日から11月28日にかけて同市内で連節バスの運行実験が行なわれ、運行は北陸鉄道が担当した。

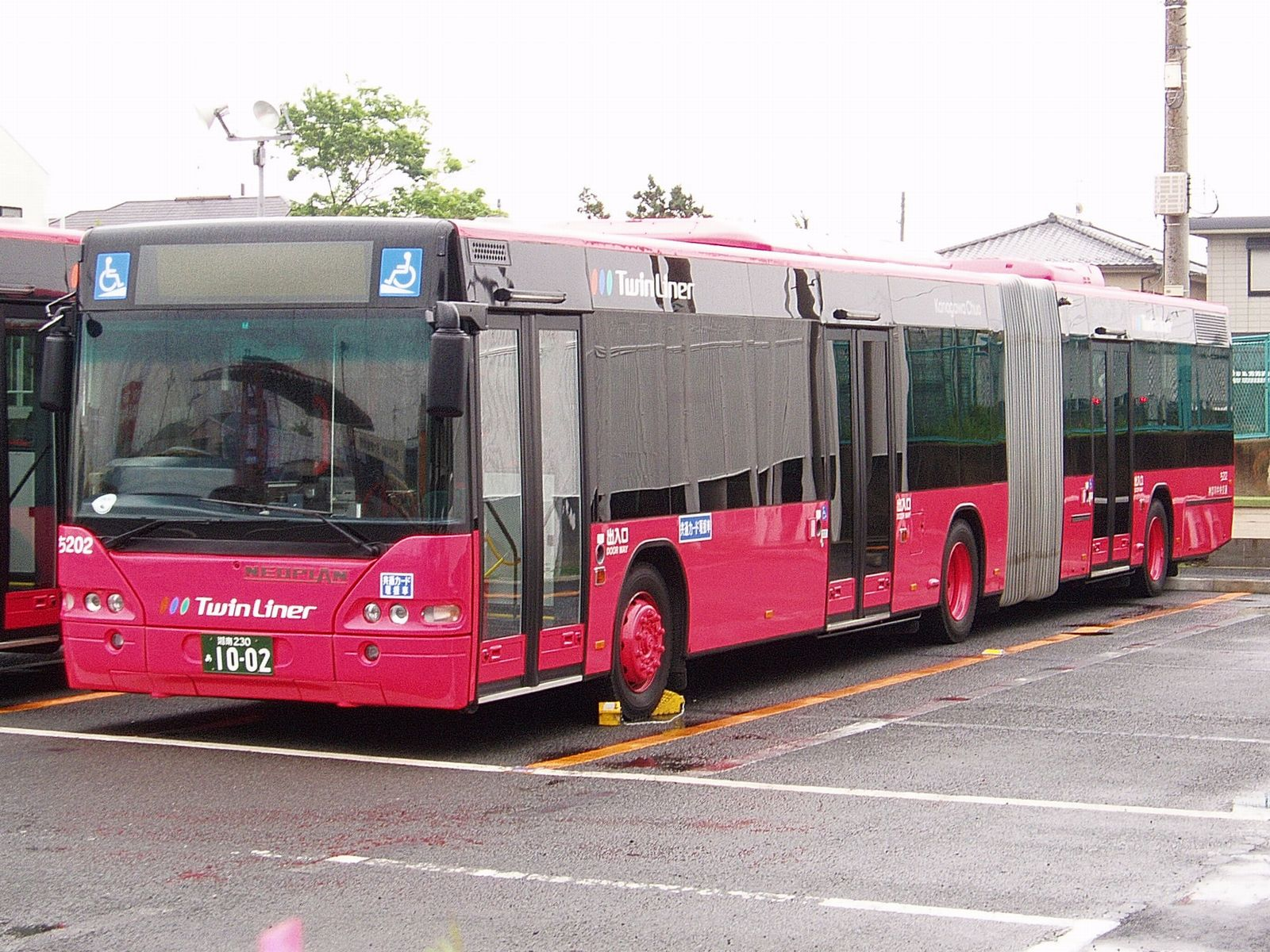
ネオプラン・セントロライナー
神奈川中央交通

2005年（平成17年）3月、神奈川中央交通（神奈中バス）はドイツ・ネオプラン製セントロライナー（エンジンはMAN）2両を導入し、これが日本国内においてはノンステップ連節バスの初導入事例となった。神奈川県藤沢市内の路線で「ツインライナー」として運行開始、同年9月には4両に増備された。2008年（平成20年）8月12日から8月16日にかけて新潟県新潟市内で連節バスの運行実験が行われた際には、神奈川中央交通の連節バスが乗務員込みで貸し出された。
2007年（平成19年）末には神奈川中央交通がメルセデス・ベンツ・シターロ4両を導入し、2008年（平成20年）2月より神奈川県厚木市内の路線で営業運行を開始しているが、道路運送車両法が定められた上限を上回る、車体幅2.55 mの路線バスは単車体の車両を含めても日本では初めての導入例となった。2009年（平成21年）10月10日から10月12日にかけて静岡県浜松市内で連節バスの運行実験が行なわれた際には、神奈川中央交通の連節バスが乗務員込みで貸し出された。
2015年（平成27年）9月、新潟市の新潟交通BRT・万代橋ライン用として、スカニアがシャシーを製造し、ボディをオーストラリアのボルグレン製とした連節バスを4両導入した。この車両は、日本の規格にあわせ、車幅を欧州規格より小さくし、非常口を設置するなどした仕様である。のち、西鉄バスFukuoka BRT用としても採用されている。
2016年（平成28年）10月には、メルセデス・ベンツ・シターロの新型モデルを日本国内向けに発売することが発表され、2017年（平成29年）4月より関西国際空港内の第1ターミナルと第2ターミナルを結ぶ南海バスの路線に投入された。

#### 国内メーカーの参入

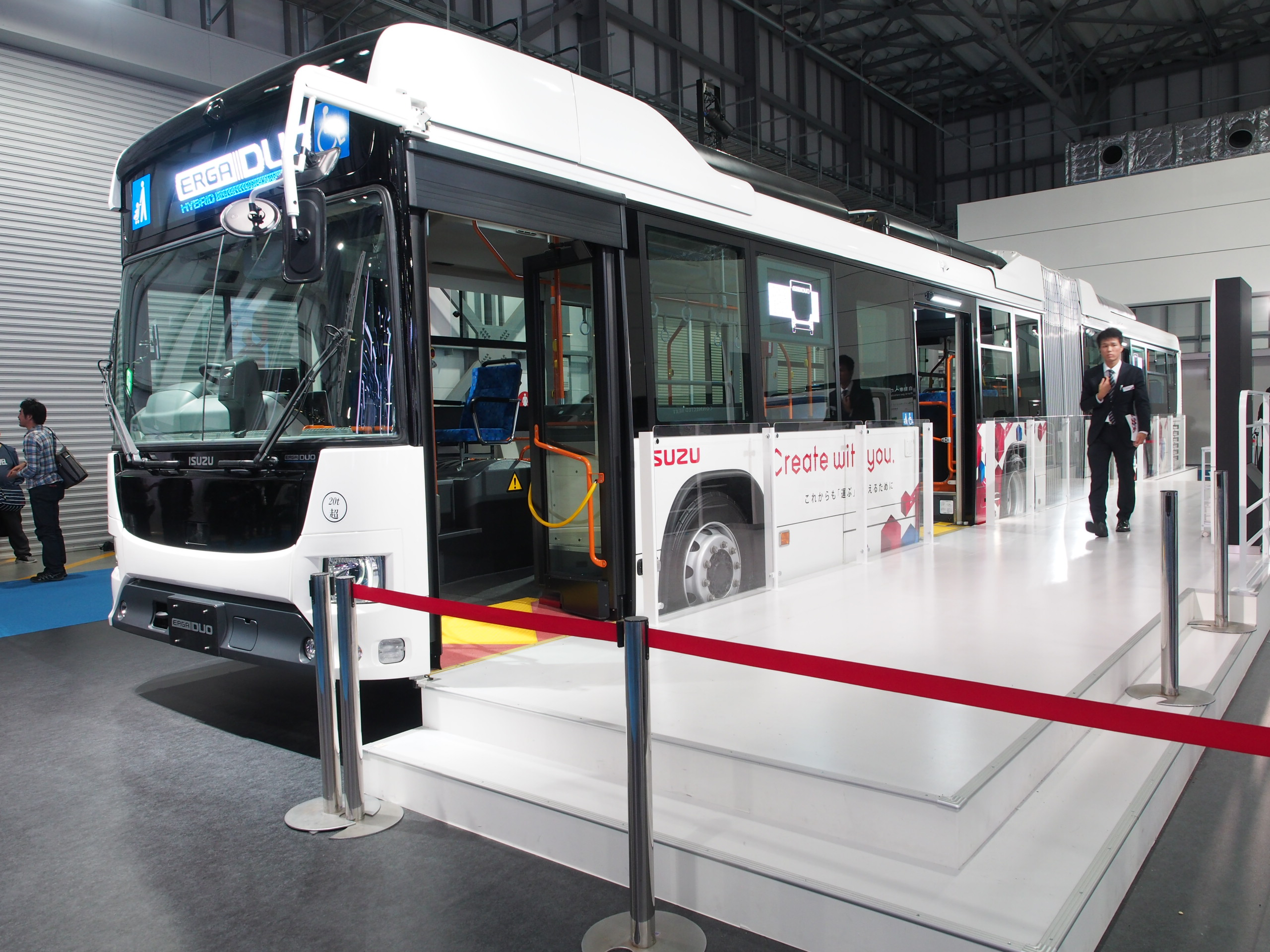
いすゞ エルガデュオ
（東京モーターショー2019）

2019年（令和元年）5月27日には、いすゞ自動車と日野自動車がハイブリッド機構を採用した新型連節バスを日本国内向けに共同開発（製造は子会社のジェイ・バス）し、発売を開始した。
2020年（令和2年）7月23日、横浜市交通局が横浜駅東口～山下ふ頭間に国内初納車となる日野・ブルーリボンハイブリッドを投入し営業運行を開始した。愛称はベイサイドブルー。以降は東京BRTや京王バスなどでも国産連節バスの導入が進められた。2022年（令和4年）8月2日には日野自動車によるエンジンの排出ガスおよび燃費に関する不正行為を受けて、いすゞ自動車と合弁で生産する「エルガデュオ」と「日野ブルーリボン ハイブリッド 連節バス」の2車種が一時的に出荷停止となっていた。

### 導入済みの事業者
当初、導入事業者は少なかったが、2010年代以降は全国各地で徐々に増加し、2025年4月現在では以下の地域で導入されている。

#### 京成バスグループ

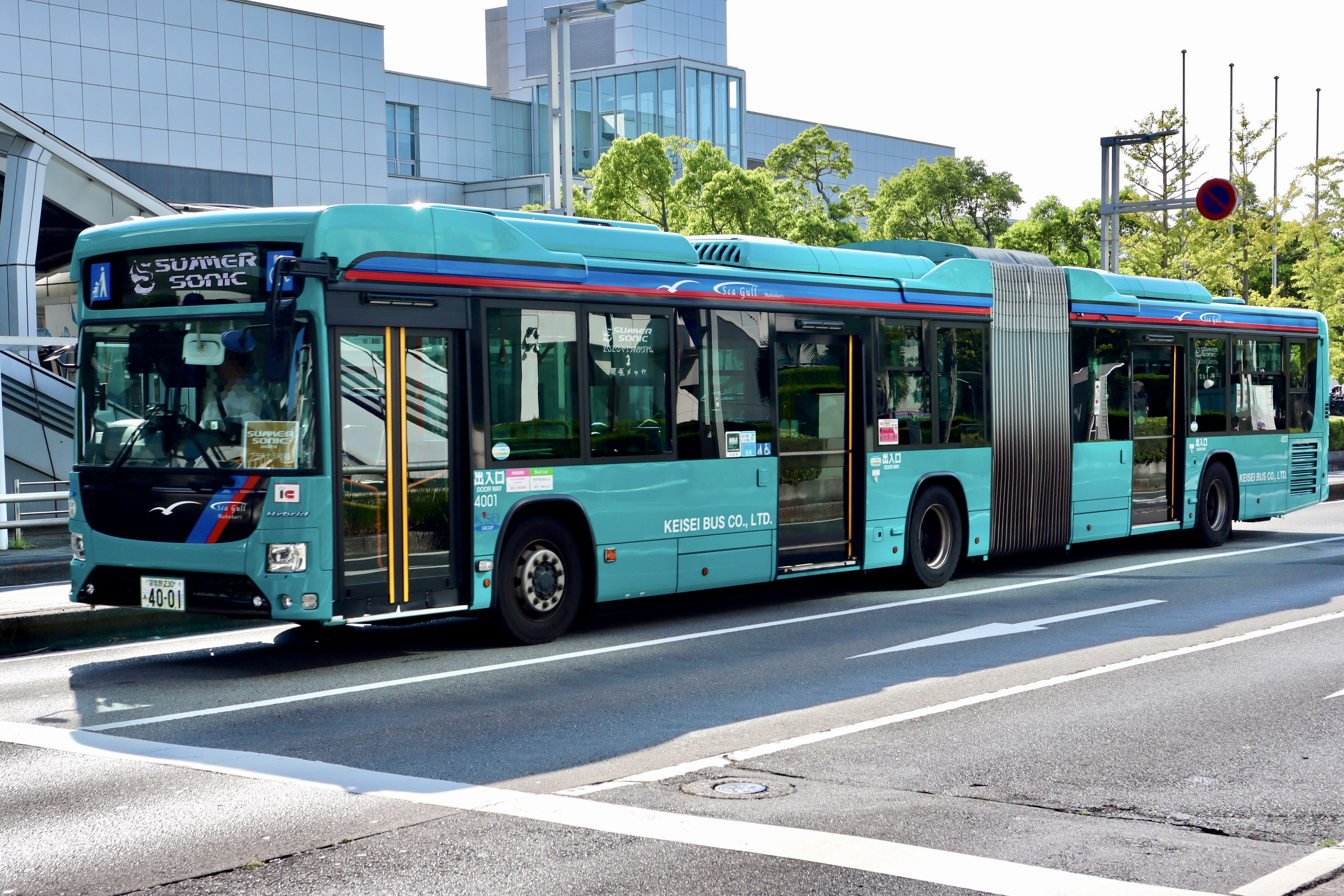
京成バス「シーガル幕張」
日野・ブルーリボンハイブリッド連節バス

千葉県千葉市（幕張新都心）、京成バス新都心営業所所属「シーガル幕張」（メルセデス・ベンツ・シターロ／エボバス、ブルーリボンハイブリッド連節バス／日野自動車）
- ［幕01］幕張本郷駅 - 幕張メッセ・ZOZOマリンスタジアム（急行便および免許センター経由各停便）
  - 前述のボルボ車は運行開始から10年が経過し、車両の老朽化と排出ガス規制の関係により2010年2月19日からメルセデス・ベンツ製の新型連節バス「シーガル幕張」に置き換えられた[25]。この車両は、先に運行開始した神奈川中央交通 厚木営業所の「ツインライナー」（後述）と同一のものである。同年末には増車も行われた[26]。
  - 上記に伴い、旧ボルボ車は後述のいわさきバスネットワーク（現・鹿児島交通）およびジェイアールバス関東に売却された。
  - 2021年3月30日には3代目車両として国産の日野自動車製ハイブリッド連節バスが導入され、メルセデス・ベンツ製連節バスの一部車両が置き換えられた[27][28]。

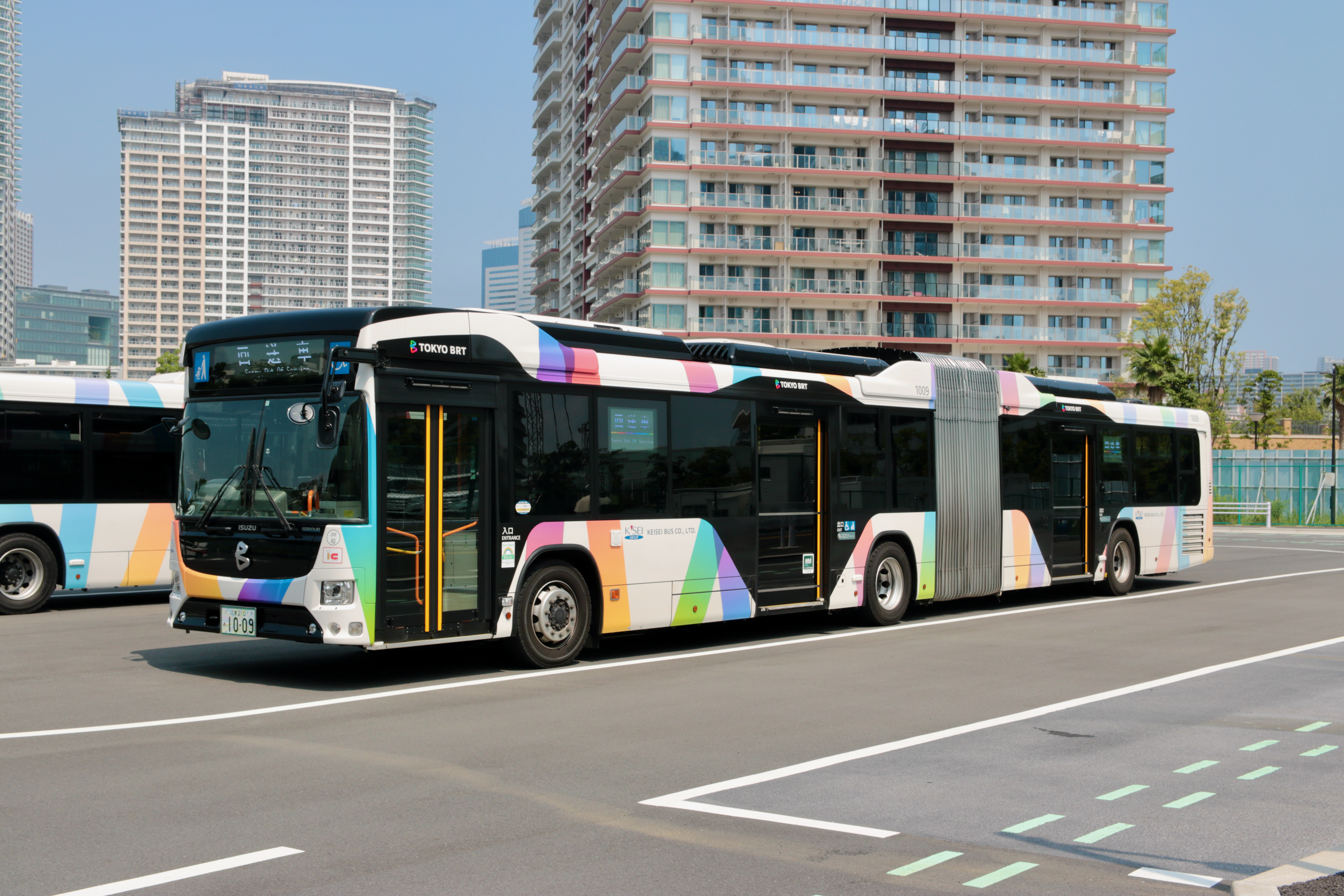
東京BRT

東京都港区・中央区・江東区、東京BRT葛西臨海営業所所属「東京BRT」（エルガデュオ／いすゞ自動車）
- ［BRT 幹線ルート］虎ノ門ヒルズ（B11） - 新橋（B01） - 勝どきBRT（B02） - 国際展示場（B05）
- ［BRT 幹線ルート］新橋（B01） - 勝どきBRT（B02） - 国際展示場（B05）
- ［BRT 幹線ルート］新橋（B01） - 勝どきBRT（B02） - 国際展示場（B05） - 東京テレポート（B06）
- ［BRT 晴海・豊洲ルート］新橋（B01） - 勝どきBRT（B02） - 晴海BRTターミナル（B22） - 豊洲（B23）
  - 京成バスと同社の子会社「東京BRT」による共同運行路線で、運行には連節バスと単車バスの両方が用いられる。連節バスについては当初、京成バス単独で運行されていたが、2024年に東京BRTへ車両が転出し、以降は東京BRTが運行を担う。東京都心部と東京臨海部を結び、当初は2020年5月24日にプレ運行を開始予定だったが[29]、新型コロナウイルス感染症（COVID-19）拡大防止のため延期が発表され[30]、同年10月1日にプレ運行を開始した[31]。開設当初は虎ノ門ヒルズ～晴海BRTターミナルを結ぶプレ運行（一次）を行い、2023年4月1日のプレ2次運行開始時に国際展示場への路線新設、その他環状2号線本線トンネル経由へと経路変更を行い、連節バスは全便新橋発着に変更されたが、2023年7月16日のダイヤ改正で再び虎ノ門ヒルズ発着便が設定される。2024年2月1日には旧選手村跡地で整備が進むHARUMI FLAGを結ぶ「選手村ルート」が運行を開始したが、こちらには当面連節バスは使用されない。

#### 京王バス

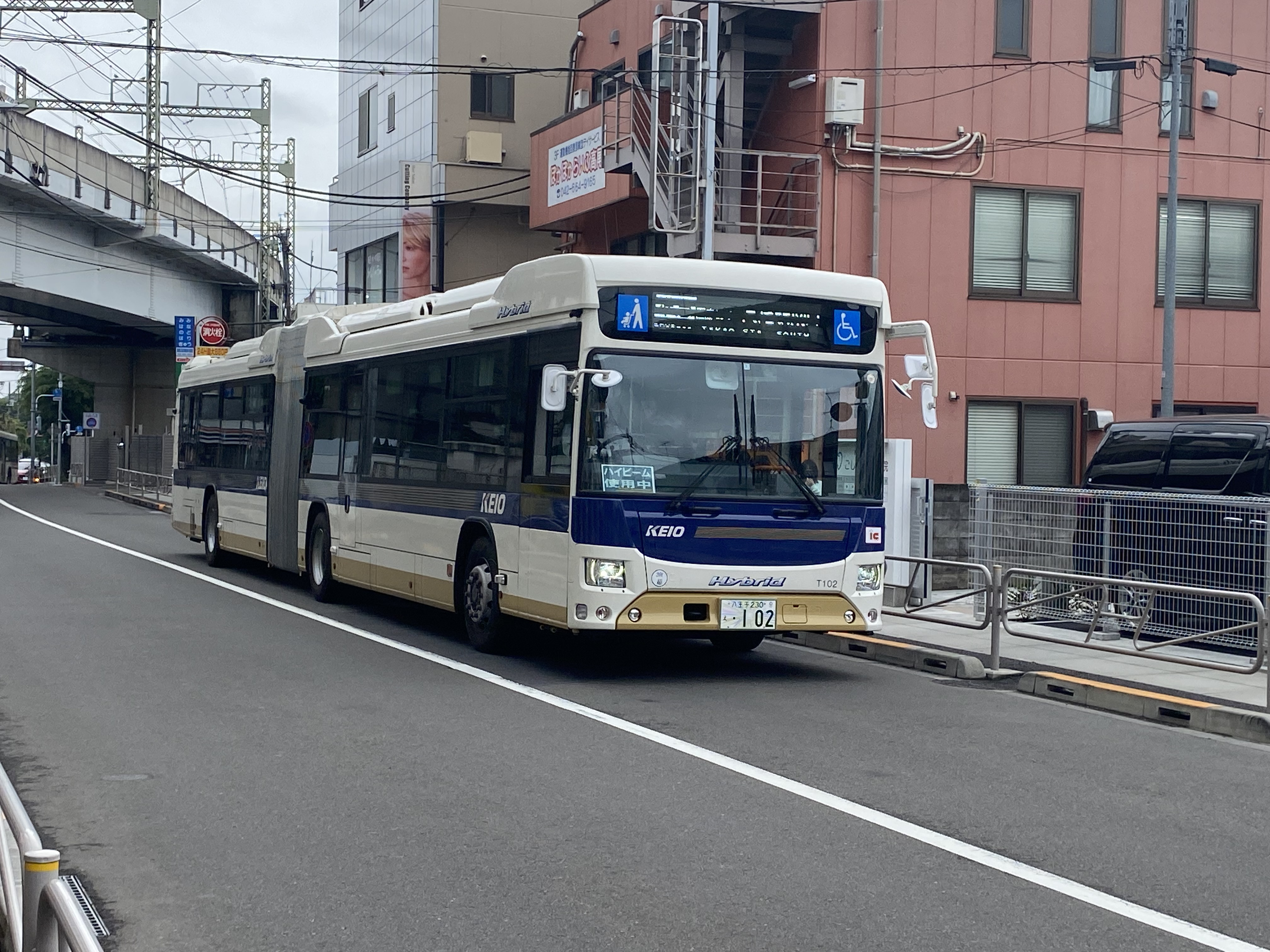
京王バス

東京都八王子市・町田市、高尾営業所所属（ブルーリボンハイブリッド連節バス／日野自動車）
- ［高24］準急・高尾駅南口 - 医療センター - 館中学校前 - 穎明館高校前 - 館ヶ丘団地
- ［め07］急行・めじろ台駅 → 法政大学
  - 2020年度に連節バス1台を導入し[32]、2021年4月5日より高尾駅南口→館ヶ丘団地間で運行開始（同年12月27日より高尾駅方面の運行も開始）[33]。同年7月1日からは京王電鉄バス八王子営業所の連節バス[34]とともに法政大学路線でも運行が開始された[35]。2024年4月より八王子営業所の連節バスが高尾営業所に転入し、保有台数が計2台となる。

#### 神奈川中央交通

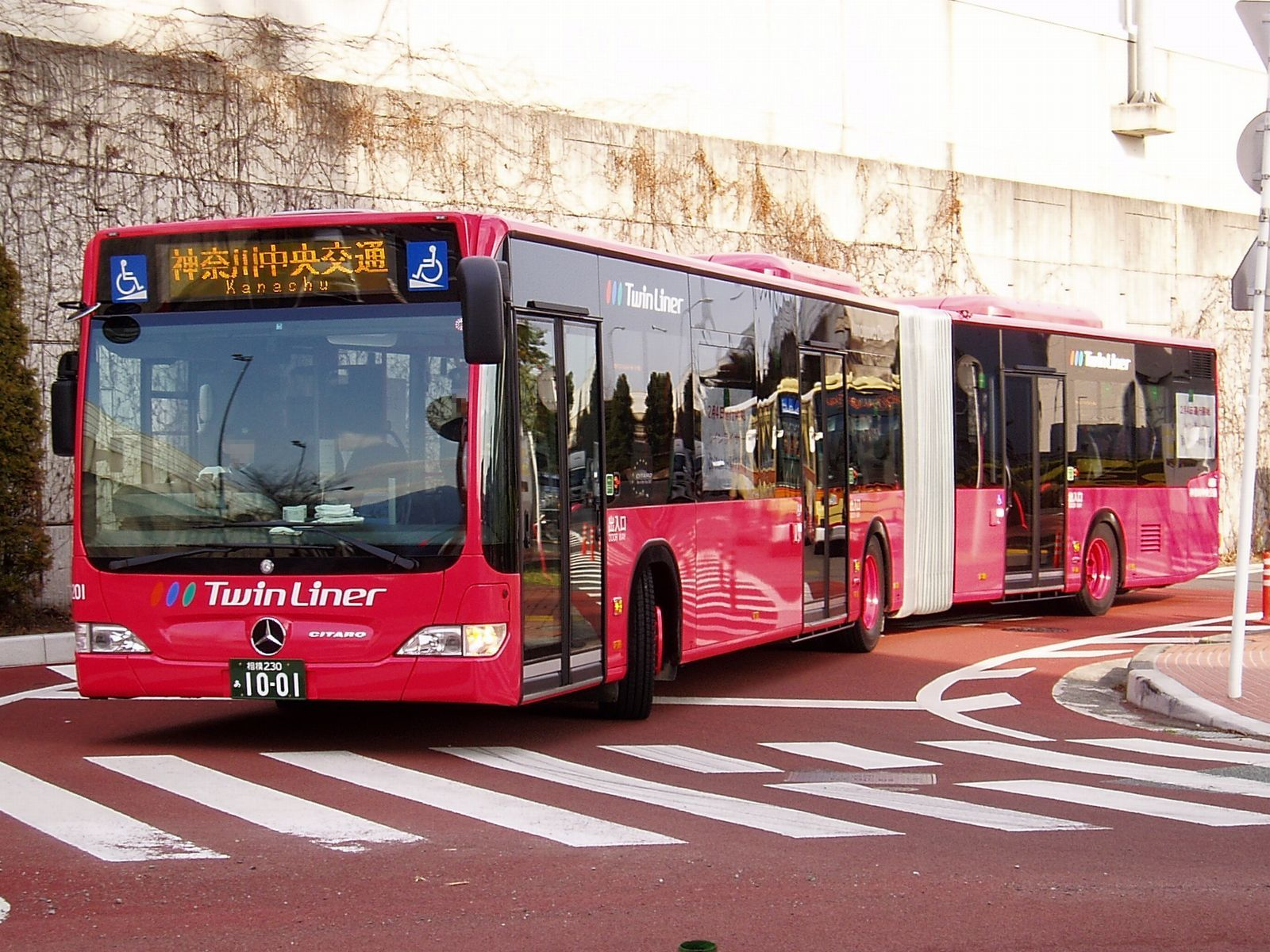
神奈川中央交通「ツインライナー」
メルセデス・ベンツ・シターロ

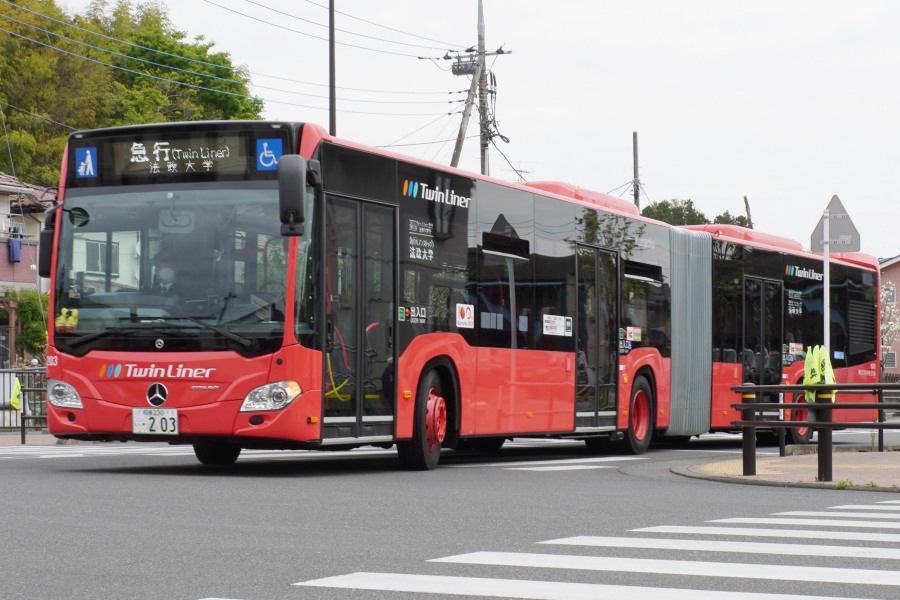
神奈川中央交通「ツインライナー」
メルセデス・ベンツ・シターロ

神奈川県藤沢市、綾瀬営業所所属「ツインライナー」（メルセデス・ベンツ・シターロ／エボバス）
- ［湘25］急行・湘南台駅西口 - 慶応大学
  - 2005年3月14日運行開始。普通のバスと違い急行運転であり、停車停留所は湘南台駅西口、南大山、慶応大学、慶応大学本館前、そして慶応中高等部前である[36][37]。［湘23］と同一経路を走る。当初は出入庫における走行環境の都合で茅ヶ崎営業所が担当していたが、その後綾瀬営業所周辺の道路整備が完了した為、2018年2月11月（実際の運行は同年2月13日）から茅ヶ崎と綾瀬の共管となり、同年4月16日より綾瀬に全面移管された。2024年7月まで初期導入車のネオプラン「セントロライナー」を保有していた[38]。
- ［辻23］急行・辻堂駅北口 - 駒寄 - 湘南ライフタウン
- ［辻35］急行・辻堂駅北口 - 駒寄 - 湘南ライフタウン - 慶応大学
  - 2018年5月28日運行開始[39]。藤沢市内2例目の連節バス路線として導入された[40]。

神奈川県厚木市、厚木営業所所属「ツインライナー」（メルセデス・ベンツ・シターロ／エボバス）
- ［厚08］急行・松蓮寺 → 厚木バスセンター
  - 中村入口・本厚木駅（北口）のみ停車する[41]。
- ［厚67］急行・厚木バスセンター - 神奈川工科大学
  - 厚木バスセンター行きに限り本厚木駅（北口）に停車する[42][43]。
- ［厚105］厚木バスセンター - 厚木アクスト （急行・各停）
  - 2008年2月4日運行開始。日本国内では初のシターロ導入となった。朝の厚木アクスト発厚木バスセンター行き6本は各停便で、それ以外は急行運転を実施しており、厚木アクスト発上り便急行は本厚木駅東口のみに停車する以外は無停車[44][45]。

東京都町田市、町田営業所所属「ツインライナー」（メルセデス・ベンツ・シターロ／エボバス）
- ［町13］急行・町田バスセンター - 山崎団地センター
  - 2012年5月28日運行開始。都内の一般路線として初めて連節バスが導入された[46]。
- ［直行］鶴川駅 - 野津田公園（臨時便）
  - Jリーグクラブ「FC町田ゼルビア」の本拠地である町田市立陸上競技場（町田GIONスタジアム、市立野津田公園内）への試合観客輸送用に運行される。従来までは大型車のみで運行されていたが、2024年2月24日から連節バスも使用開始。

神奈川県相模原市・東京都町田市、橋本営業所所属「ツインライナー」（メルセデス・ベンツ・シターロ／エボバス）
- ［橋41］急行・橋本駅南口 → 相模原協同病院
  - 2021年1月4日運行開始。橋本駅近くにあった相模原協同病院が郊外への全面移転に伴い、新病院へのアクセス手段確保のために導入。運行開始時の車両は厚木営業所から転属したネオプラン製連節バス1台を使用。2021年4月からは後述の法政大学線用に導入した新型車両も同路線の運用に就く（ネオプラン車は同年9月に厚木へ再転出）
- ［原19］急行・相原駅西口 - 法政大学
  - 2021年4月1日運行開始。法政大学多摩キャンパスの通学時等における混雑緩和などを目的に、新たな連節バス車両3台（シターロ）を導入して運行することになり、町田市内では前述の町田営業所に続いて2例目の導入となる[47]。
- ［直行］鶴川駅 - 野津田公園（臨時便）
  - Jリーグクラブ「FC町田ゼルビア」の試合観客輸送用に運行され、2024年3月9日の試合から橋本の連節バスも運用に加わった。

神奈川県横浜市、戸塚営業所所属「ツインライナー」（ブルーリボンハイブリッド連節バス／日野自動車）
- ［戸51］急行・戸塚バスセンター - ドリームハイツ
  - 戸塚区南西部におけるバス路線の維持・充実及び交通利便性向上に向け、2020年9月に横浜市と協定を締結し、郊外部において運行本数の多い路線への連節バスの導入などの協議を進め[48]、2024年7月1日から戸51系統で連節バスを6台導入する[49]。車両はこれまで神奈中が導入してきた海外製の輸入車では無く、初の国産車となる[49]。

#### 東急バス

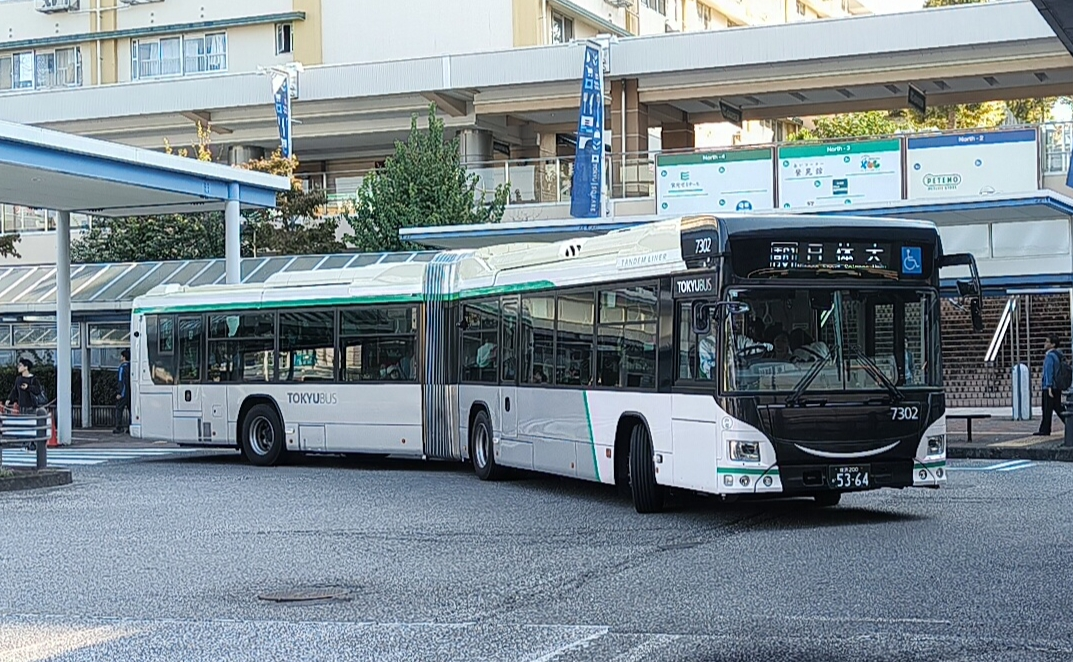
東急バス「タンデムライナー」

神奈川県横浜市、青葉台営業所所属「タンデムライナー」（ブルーリボンハイブリッド連節バス／日野自動車）
- ［青61］青葉台駅 - 横浜美術大学（すみよし台） - 日体大
  - 青葉区北西部におけるバス路線の維持・充実及び交通利便性向上に向け、2022年1月に横浜市と協定を締結し、郊外部において運行本数の多い路線への連節バスの導入などの協議を進め[50]、2024年4月1日から青61系統で連節バスを導入した[51]。この計画に際し、青葉台駅などでは連節バスのデモカーによる試運転も実施された[52]。自社初の連節バスは「2つを1つにつなげた」という意味の英語“tandem”から「タンデムライナー」と名付けられた。

#### 横浜市交通局

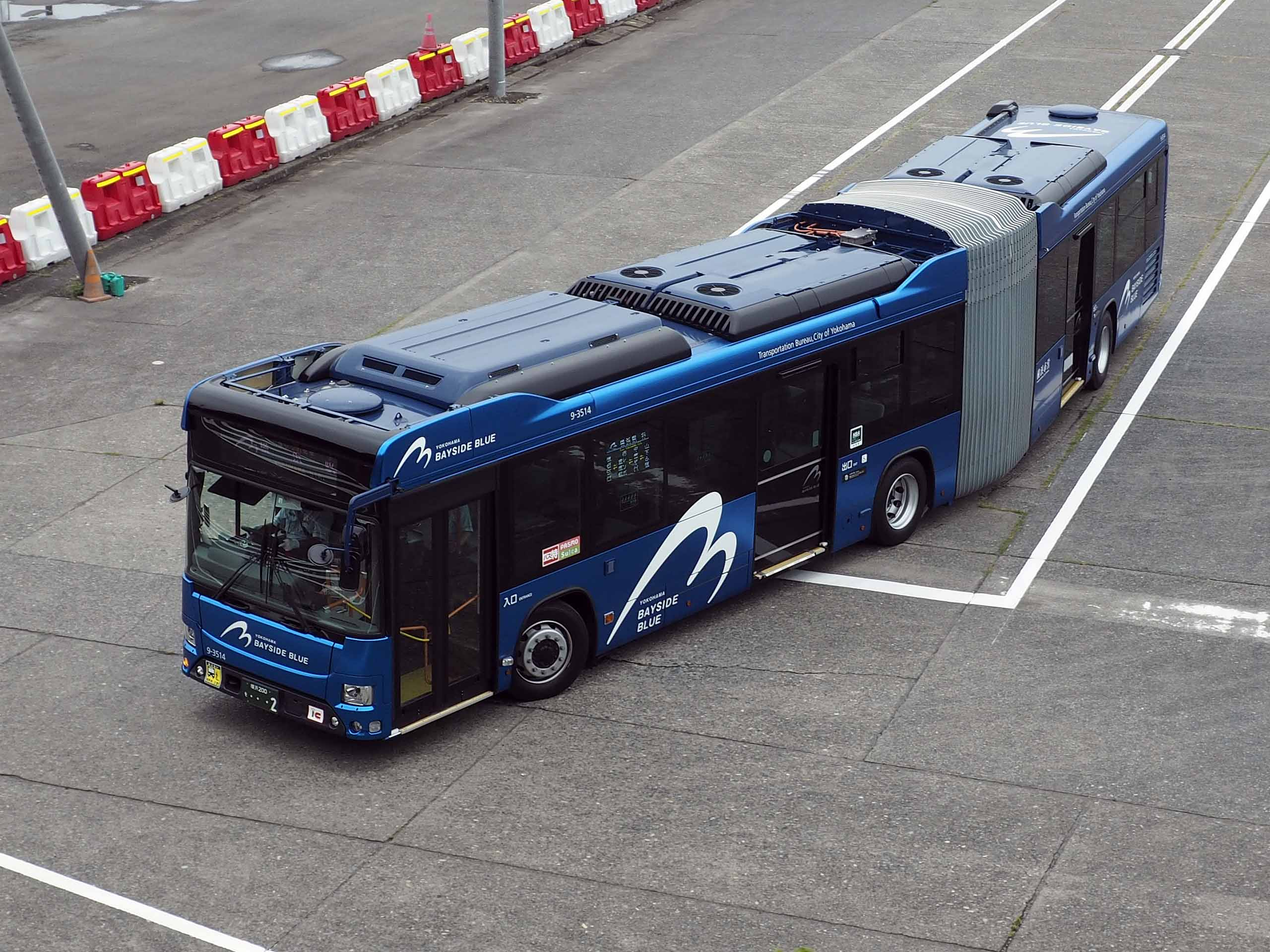
横浜市営バス「ベイサイドブルー」

神奈川県横浜市、滝頭営業所所属「ベイサイドブルー」（ブルーリボンハイブリッド連節バス／日野自動車）
- ［ベイサイドブルー］横浜駅前 → パシフィコ横浜 → 中華街入口 → 横浜駅改札口前
  - 国産ハイブリッド連節バスを国内で初めて納車（国産1号車）[53]し、計4台を導入[54]。
  - 当初は2020年6月に運行開始予定だったが、新型コロナウイルス緊急事態宣言発令の影響で運行開始が1ヶ月ほど遅れ[54]、2020年7月23日より運行を開始した[55][56]。
  - 2021年10月1日から運行が開始された123系統（横浜駅～本牧方面）では路線開設当初「123系統は連節バスが運行します」と時刻表に明記されていたが、結果的に連節バスによる運行は一度も行われず、2022年4月のダイヤ改正でこの表記は削除されている。
  - 運行開始当初より、横浜駅と山下ふ頭の区間運行だったが、2025年3月15日より山下ふ頭停留所が廃止され、横浜駅からみなとみらい・山下町を経由して横浜駅へ戻る循環運行に変更された[57]。

#### 川崎鶴見臨港バス
神奈川県川崎市、塩浜営業所所属「KAWASAKI BRT」（ブルーリボンハイブリッド連節バス／日野自動車、エルガデュオ／いすゞ自動車）
- ［BRT特快］川崎駅前 - 臨港警察署前 - 日立造船入口 - 水江町／エリーパワー前
- ［BRT快速］川崎駅前 - 大島五丁目 - 臨港警察署前 - 日立造船入口 - 水江町／エリーパワー前
  - 通勤混雑緩和を目的に川崎市が主体となり、川崎区内の川崎駅東口～水江町の臨海部を結ぶ路線での導入が計画され[58]、2023年3月1日から営業運行を開始。車両は6台納車され、川崎市内では初の連節バス導入となる[59]。また、2023年度には水江町地区と東扇島地区を結ぶ橋が完成することから、2024年度以降に東扇島方面への乗り入れも計画されている[60]。
  - 2021年3月12日には連節バスのデモカーによる試運転も実施された[60][58]。2022年12月27日より営業運行に用いられる連節バスを使用した習熟訓練運転が開始された[61]。
  - 2024年12月23日よりKAWASAKI BRTが拡充され、新たにエリーパワー前発着の運行を開始[62]。それに伴って4台を追加導入している。既存の6台は日野製だが、追加導入の4台はいすゞ製となっている。

#### ジェイアールバス関東

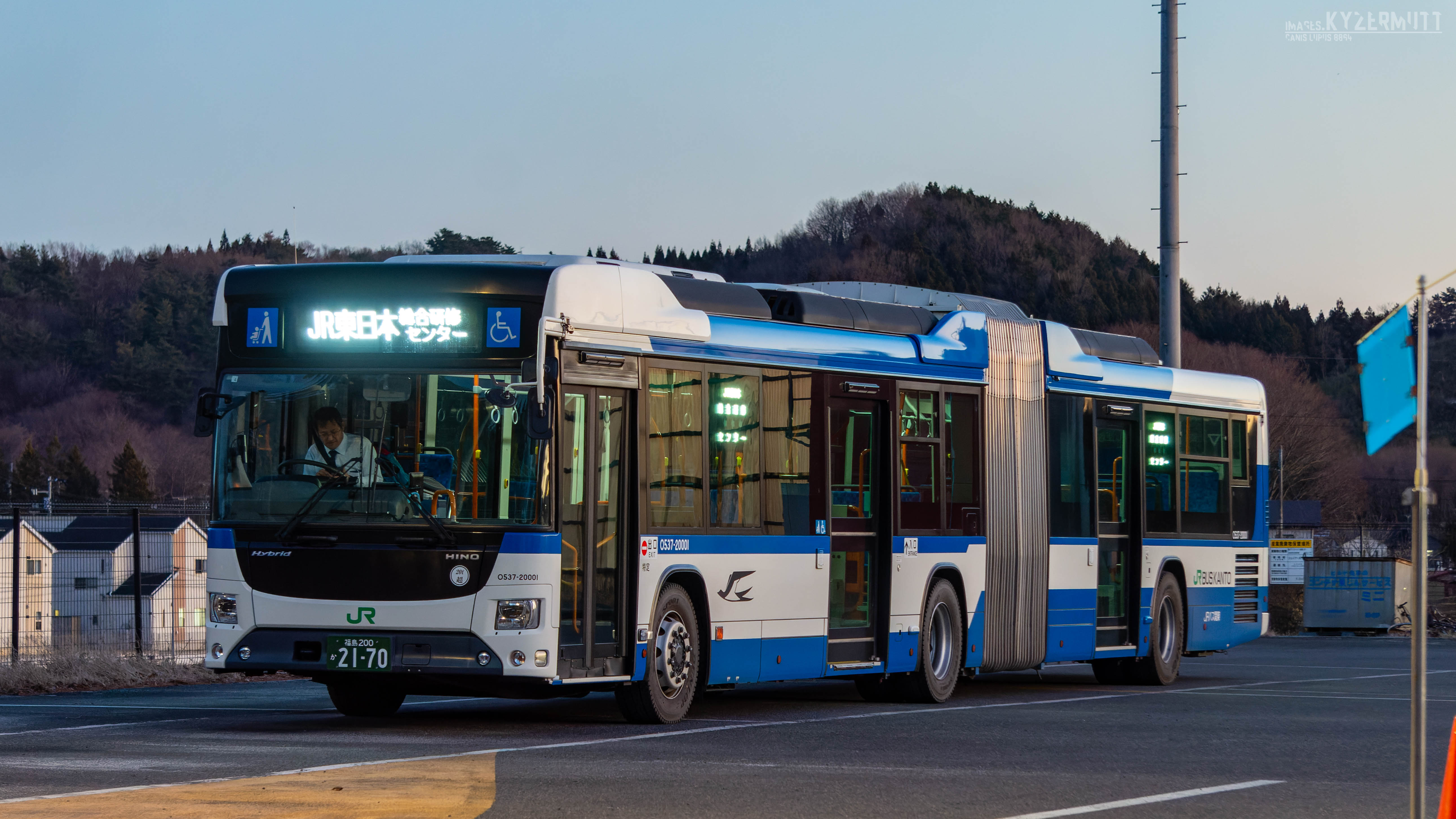
ジェイアールバス関東

福島県白河市、白河支店所属（ブルーリボンハイブリッド連節バス／日野自動車）
- 運行開始当初は、京成バスよりボルボ製中古車4台を購入[63]。
- 本来は白棚線で運用する予定[63]だったが当面は特定バスとして登録し[63]、JR東日本総合研修センター（新白河駅 - 研修センター）の送迎バスとして運行[63]。ただし本格運行ではないため、当初は先導車をつけての運行であったが、現在では単独で運行されている[63]。
- 2020年5月には日野製ハイブリッド連節バスが1台納車され、翌6月から既存の中古車1台を置き換える形で、国内で初めて国産ハイブリッド連節バスの運行を開始した。2023年夏までにボルボ製中古車は全て廃車され、新たに日野製ハイブリッド連節バスが1台増備された。

#### 岐阜乗合自動車

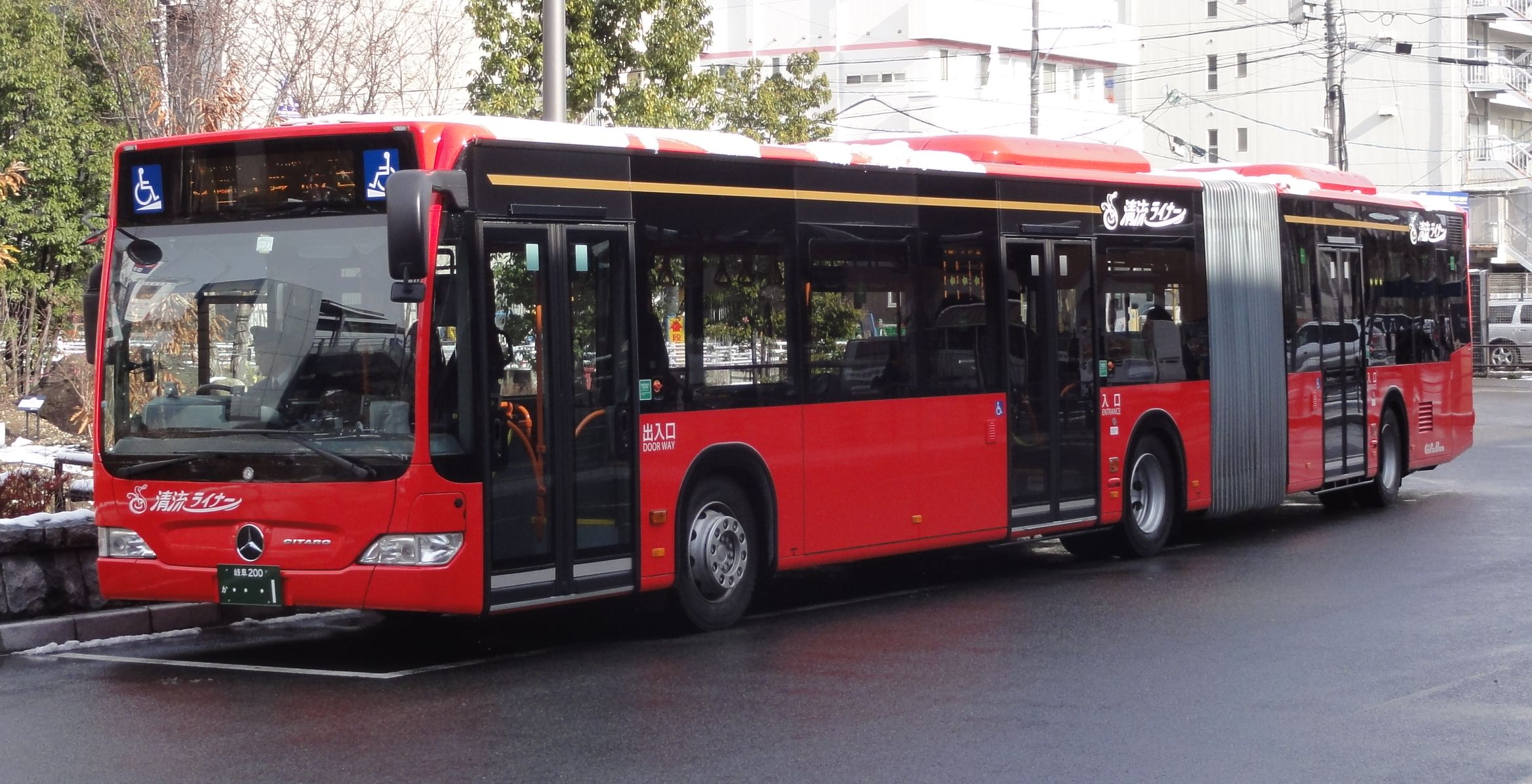
岐阜バス「清流ライナー」

岐阜県岐阜市、柿ヶ瀬営業所所属「清流ライナー」（メルセデス・ベンツ・シターロ／エボバス、ブルーリボンハイブリッド連節バス／日野自動車）
- JR岐阜駅 - 岐阜大学・病院[64]
- JR岐阜→柳ヶ瀬→岐阜メモリアルセンター前→金華橋通り柳ヶ瀬→JR岐阜
- 清流ライナー岩崎 →下岩崎 - 長良北町 - 柳ヶ瀬 - 名鉄岐阜 - JR岐阜（N）
  - 2010年度にメルセデス・ベンツ・シターロ2両を導入[65]し、「清流ライナー」の愛称で岐阜大学・病院線の直行便で2011年3月27日運用開始[64]（のちに急行便を設定）。
  - 市の施策として整備を支援している[66]。
  - 2012年より、市内ループ線左回りの一部便での運用を開始している。
  - 2014年3月28日からは新たに導入した2台を新路線となる「清流ライナー下岩崎線」に導入している[67]。2016年に車両の改装を行い、水戸岡鋭治が車両の内装ならびに外装のデザインを手掛けた[68][69]。
  - 2025年4月より日野自動車製のブルーリボンハイブリッド連節バスの導入に伴い、初期導入のシターロ2両（2010年式）が置き換えられた。

#### 神姫バス

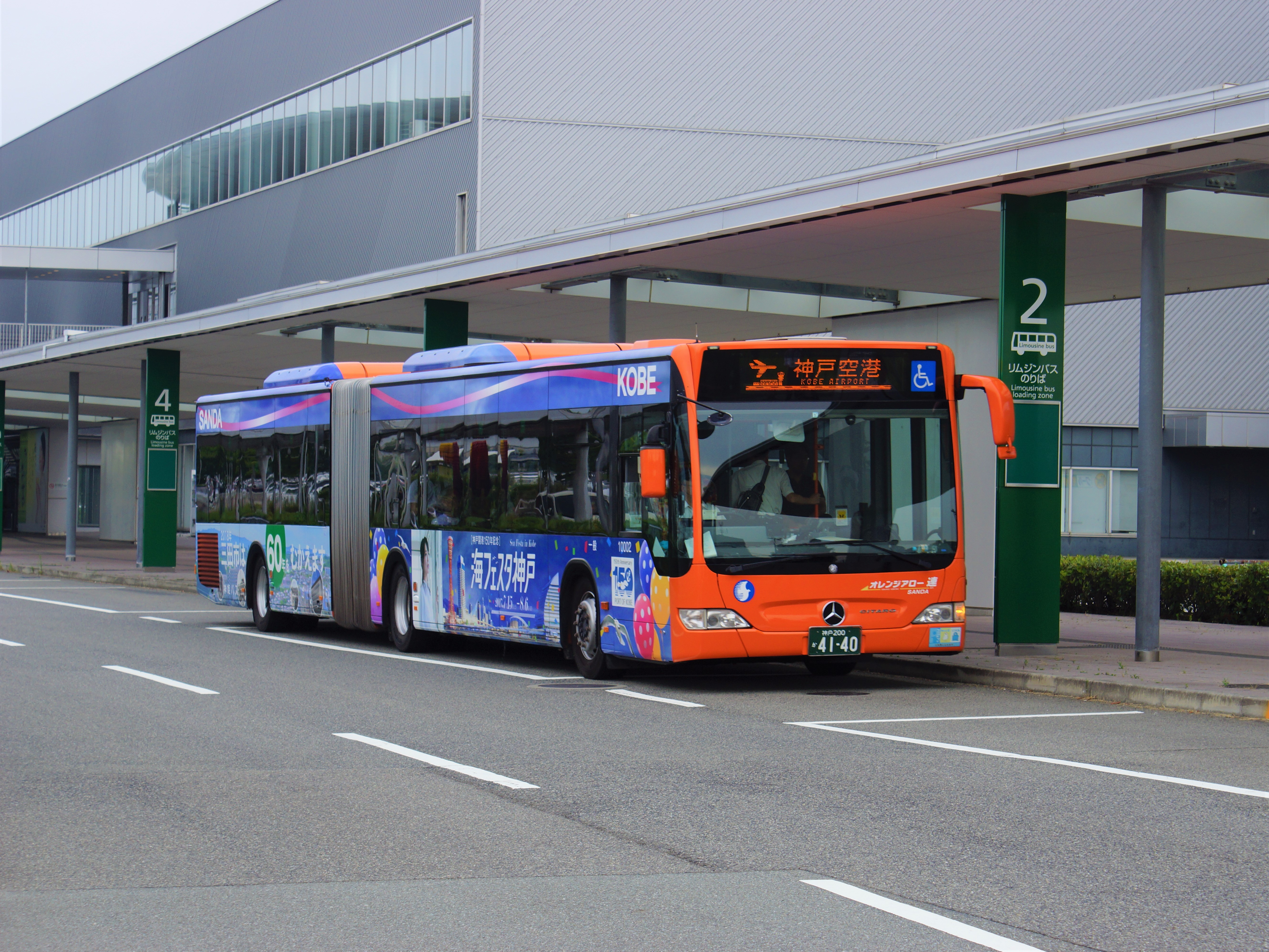
神姫バス「オレンジアロー 連 SANDA」

兵庫県三田市、三田営業所所属「オレンジアロー 連 SANDA号」（メルセデス・ベンツ・シターロ／エボバス）
- 西日本では初めてのメルセデス・ベンツ・シターロで運用されるバスで、2013年に2台を導入[70]。2018年4月までには増備車として新たに2台を導入[71]。
- 特に混雑が激しい新三田駅・三田駅と関西学院大学三田キャンパスやウッディタウン、テクノパークを結ぶ路線で一部の停留所のみに止まる急行に投入される[72]。

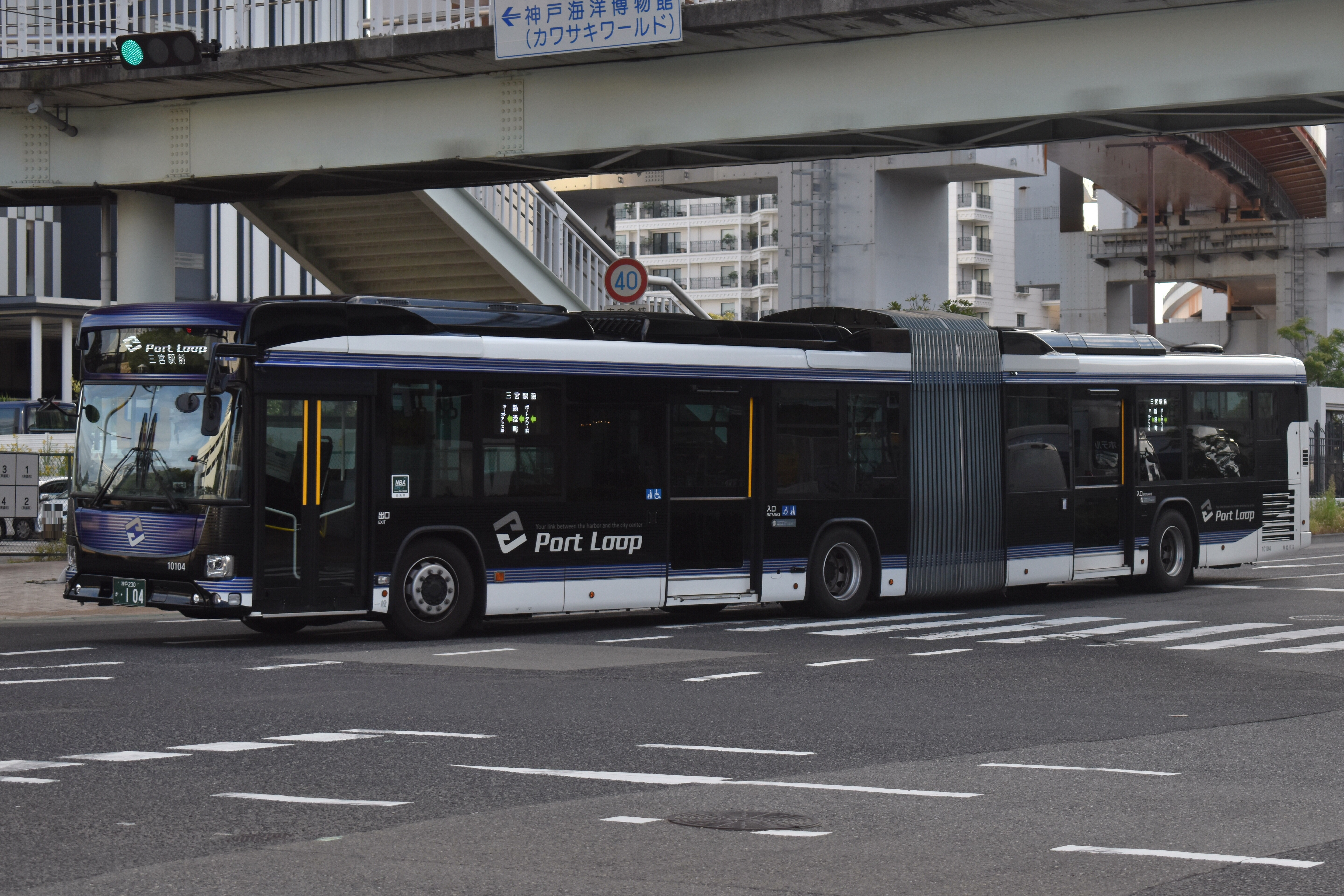
神姫バス「Port Loop」

兵庫県神戸市、神戸営業所所属「Port Loop(ポートループ)」（ブルーリボンハイブリッド連節バス／日野自動車）
- 神戸市と共同で三宮駅前～神戸ハーバーランド間を結ぶ路線に投入し、2021年4月1日運行開始。
- 三田営業所の連節バスとは異なり、神戸営業所では国産の日野自動車製ハイブリッド連節バスが導入された。
- 当初は2台体制だったが、運行開始後に2台が増車され、以降は4台体制で運行される。
- 2021年8月9日から約2ヶ月程度、新型コロナウイルスのワクチン接種集団接種会場への臨時バスとして、三宮駅前～神戸学院大学ポートアイランド第2キャンパス会場間でも運行が行われた。
- 2022年4月1日のダイヤ改正よりPort Loopの路線を延伸する形で新神戸駅前への乗り入れが開始された。
- 2024年11月8日のダイヤ改正よりPort Loopの路線を延伸する形で神戸駅南口への乗り入れが開始された。

#### 新潟交通

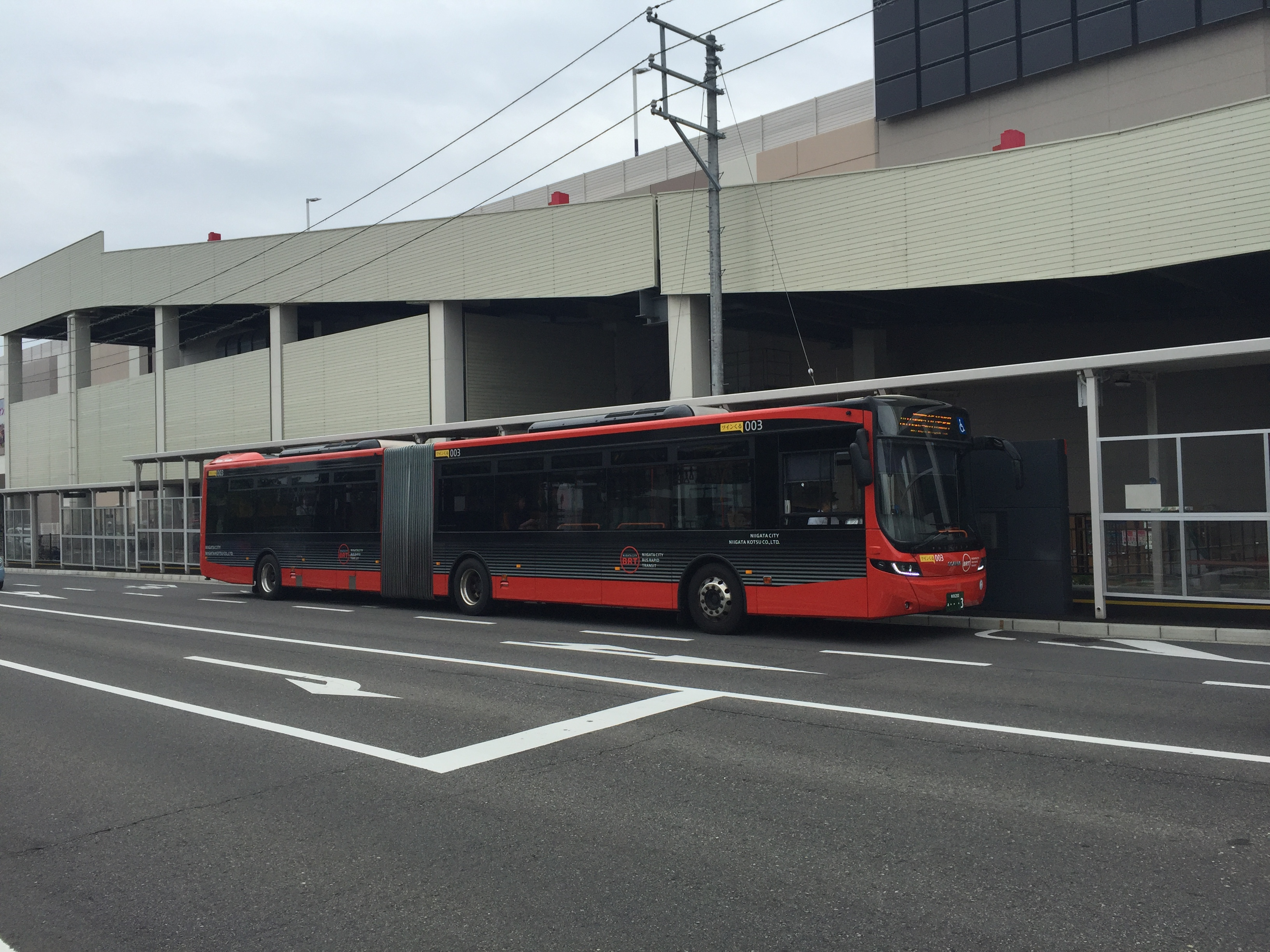
新潟交通 萬代橋ライン「ツインくる」

新潟県新潟市、新潟西部営業所所属「ツインくる」（スカニア／ボルグレン）
新たな交通システムとしてLRTやAGTなどの計画と比較検討してきた結果、2014年度中に同市中央区のJR新潟駅 - 白山駅を結ぶ約4キロの区間に導入する方針を決めた。2013年11月に新潟市による車両購入の入札が行われ、スカニアのエンジンを搭載したボルグレン製車両に決定した。台数は当初予定を縮小して連節バス4台で、2015年9月5日に新潟駅～青山間で「萬代橋ライン」として開業したが、萬代橋ラインの整備と一体で行う予定だった新潟駅高架下バスターミナルの開業が2024年まで遅れた。公募により決定した「ツインくる」の愛称が付けられている。

#### 近江鉄道バス
滋賀県草津市、大津営業所所属「JOINT LINER」（メルセデス・ベンツ・シターロ／エボバス）
- 2013年検討開始。連節バス導入シミュレーションなどを経て、2014年11月（神姫バスからレンタル）・2015年4月（京成バスからレンタル）に試走。
- 2016年4月より草津市の南草津駅と立命館大学を結ぶ路線で営業運転開始[2][76]。関西では2例目。[77]
- 2017年1月より一部の便がパナソニック東口に停車。

#### 西日本旅客鉄道
滋賀県野洲市、網干総合車両所宮原支所野洲派出所「自動運転・隊列走行BRT」（エルガデュオ／いすゞ自動車）
JR西日本とソフトバンクが共同で、JR西日本網干総合車両所宮原支所野洲派出所内の専用テストコースにおいて、自動運転と隊列走行技術を用いたBRTの実証実験を行う目的で、連節バスなど計3台のバス車両を導入し、2022年10月に報道関係者向けに公開された。営業運転には就かないため、白ナンバーで登録されている。

#### 西鉄グループ

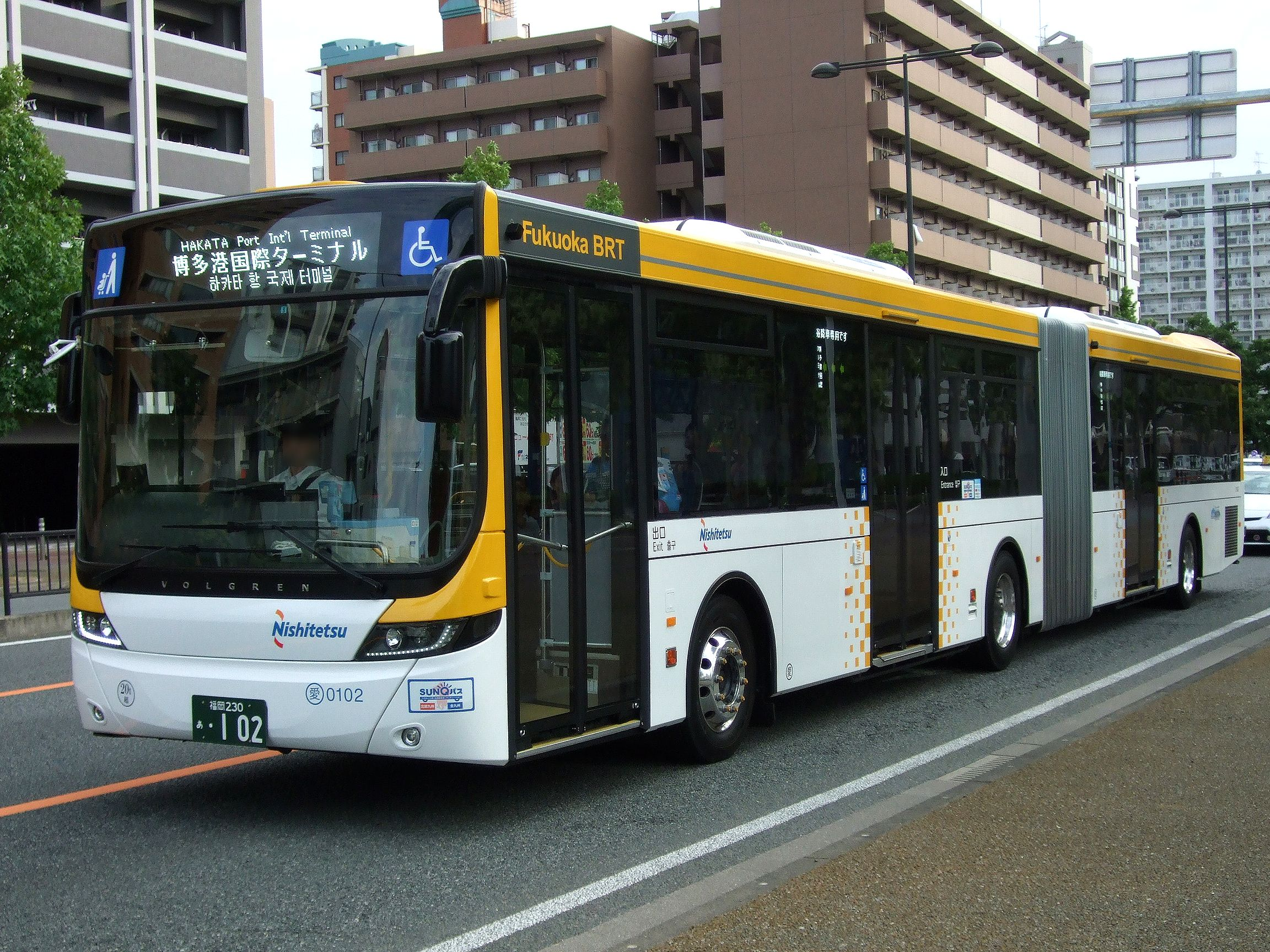
西鉄バス「Fukuoka BRT」

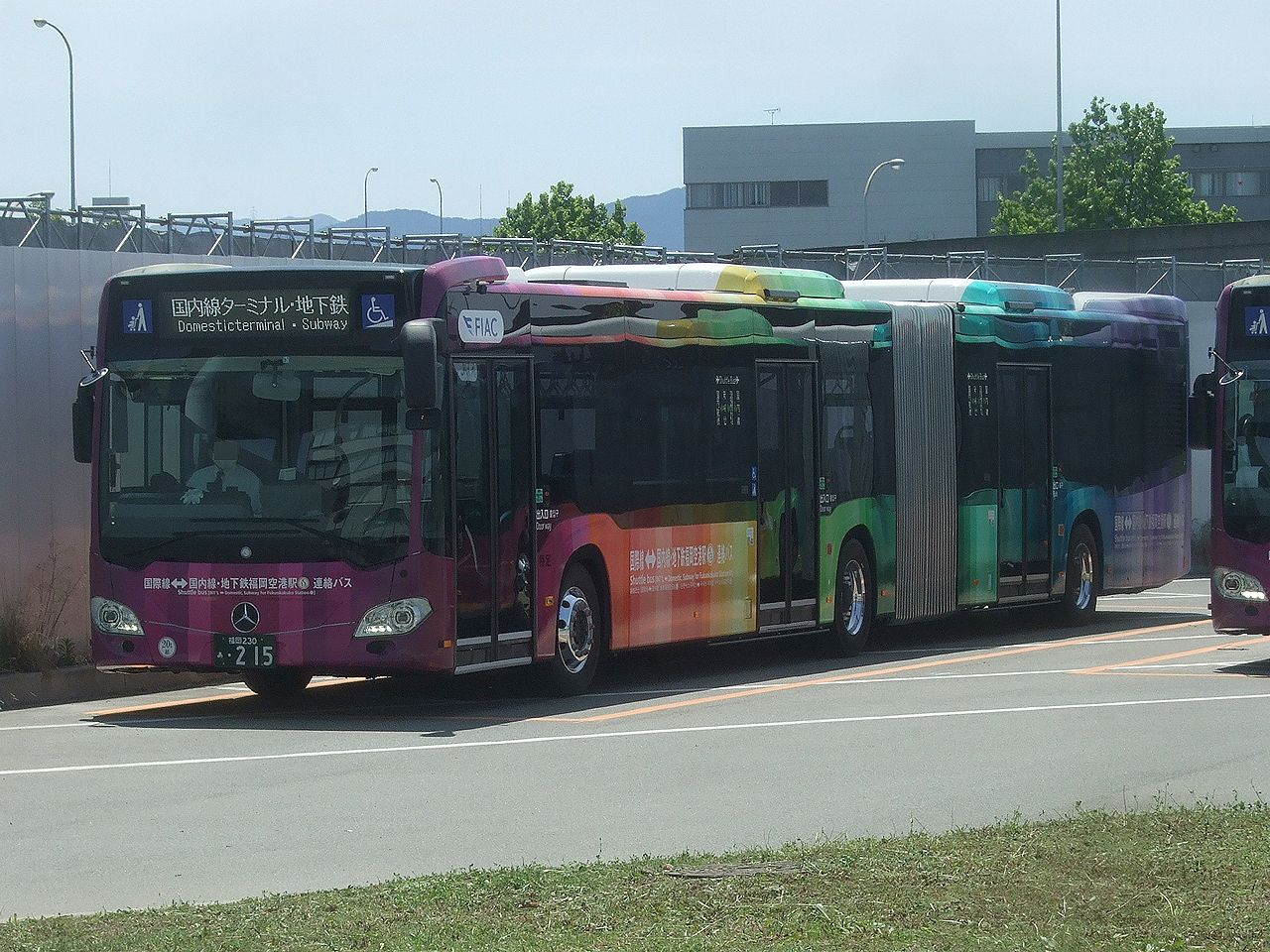
西鉄バス「福岡空港国内線・国際線連絡バス」

福岡県福岡市、西日本鉄道愛宕浜自動車営業所・那珂川自動車営業所・アイランドシティ自動車営業所所属「Fukuoka BRT」（スカニア／ボルグレン、メルセデス・ベンツ・シターロ／エボバス）
- ［BRT］博多港国際ターミナル - 国際会議場・サンパレス前 - 呉服町 - 博多駅前 - 渡辺通一丁目 - 天神 - 市民会館 - 国際会議場・サンパレス前 - 博多港国際ターミナル

※ほか朝夕に営業所発着の送り込み便あり
2015年より導入の検討を進め、2016年8月に福岡市の2路線（博多港国際ターミナル－天神、同ターミナル－博多駅）で連節バスの試験運行を開始した。初期段階では試行運行の形で車両（スカニア）2台、6往復の運行。同年10月25日からは循環運行に移行され博多港国際線ターミナル-天神-博多駅-博多港国際線ターミナルで運行している。
2017年6月10日からは那珂川営業所も運行を担当するようになり、愛宕浜営業所にベンツ・スカニア各1台、那珂川営業所にスカニア4台を追加配置して合計8台体制となり、20-30分間隔での運行となった。2017年8月26日からは回送運行されていた営業所・都心間を営業運転し朝夕の輸送力強化を図っている。
2019年7月20日よりアイランドシティ営業所も運行を担当するようになり、愛宕浜営業所にベンツ2台を追加配置、アイランドシティ営業所にベンツ3台を配置してスカニア7台、ベンツ6台の13台体制となり運行間隔も15分間隔となった。
福岡県福岡市、西日本鉄道竹下自動車営業所所属（ブルーリボンハイブリッド連節バス／日野自動車、メルセデス・ベンツ・シターロ／エボバス）
- 博多駅（博多駅筑紫口） - (ノンストップ) - 福岡空港国際線

2025年4月26日に吉塚自動車営業所より移管し、新たに国産の日野自動車製ハイブリッド連節バスを4台導入して運行開始。後述の特定輸送とは異なり、こちらは一般路線バスとして運行する。西鉄グループとしては初の国産連節バス導入となった。
- 福岡空港国内線・国際線連絡バス（無料）

空港の国内線旅客ターミナルビルと国際線旅客ターミナルビルを結ぶ特定輸送の無料連絡バス。混雑の常態化に伴い、2021年4月20日よりレインボーラッピングを施した連節バスを5台導入した。

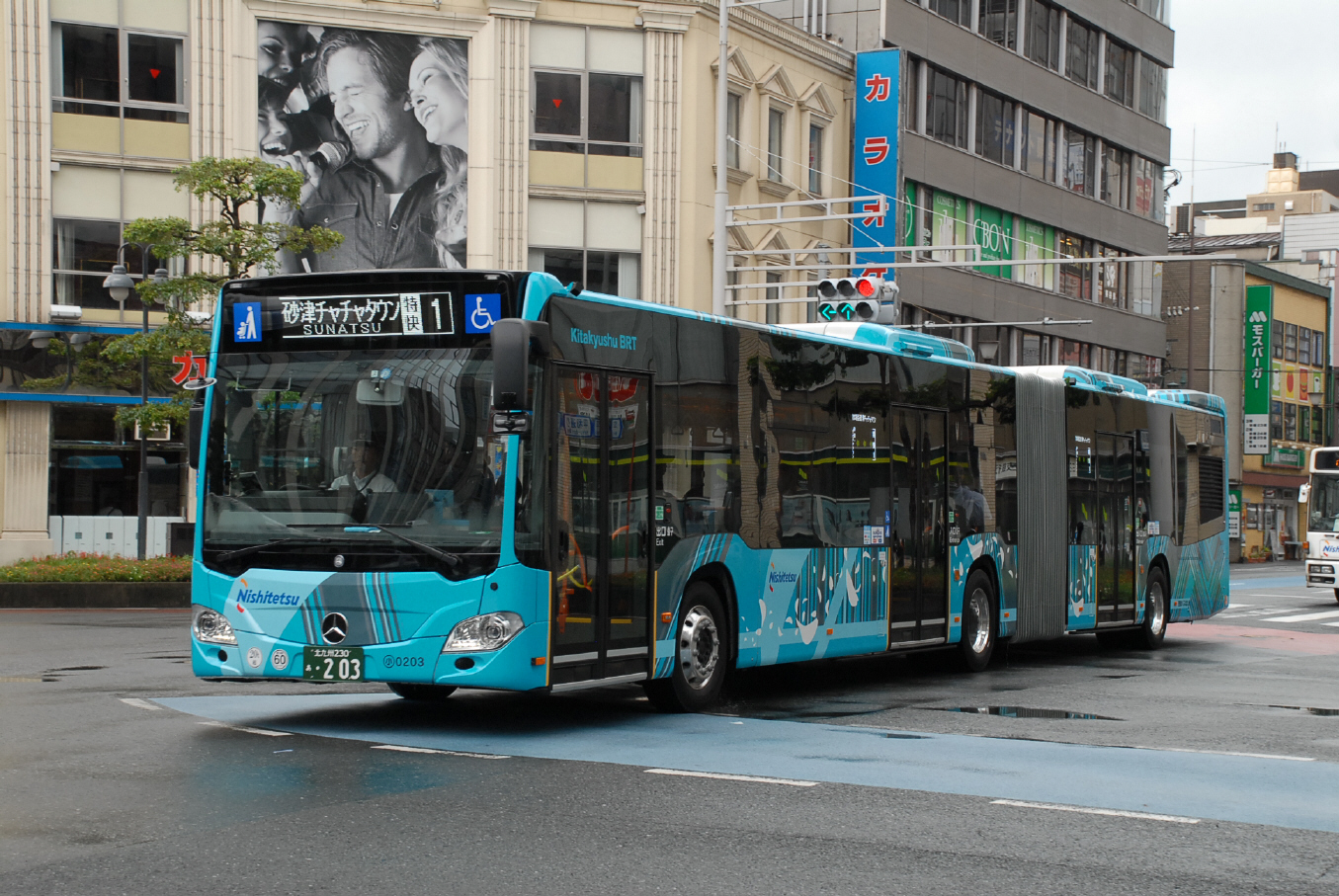
西鉄バス「Kitakyushu BRT」
（小倉・八幡営業所カラー）

福岡県北九州市、西鉄バス北九州小倉自動車営業所・八幡自動車営業所所属「Kitakyushu BRT」（メルセデス・ベンツ・シターロ／エボバス）
- ［特快1］砂津・チャチャタウン - 魚町 - 金田二丁目- 到津の森公園前 - 中央二丁目 - 西鉄黒崎バスセンター[84]
- ［特快25］砂津・チャチャタウン - 小倉駅バスセンター - 三萩野 - 南小倉駅前 - 西南女学院下 - 戸畑駅[84]

2019年7月22日運行開始。運行開始当初は2台での運行だったが、2020年8月から6台体制に増備され、最終的には10台での運行を目指している。小倉・八幡の両営業所が担当し、カラーリングは両営業所とも同様。
福岡県北九州市、西鉄バス北九州恒見自動車営業所所属「Kitakyushu BRT」（メルセデス・ベンツ・シターロ／エボバス）
- ［特快10］砂津・チャチャタウン - 小倉駅バスセンター - 三萩野 - 片野駅 - 城野駅前 - 安部山入口 - 寺迫口 - 吉田団地郵便局前 - 恒見営業所

2021年7月31日運行開始。3台導入。カラーリングは上記の特快1・25番用の車両とは異なる。
また青葉車庫 - 門司駅前 - 門司港駅前 - 田野浦でも導入のアナウンスがあり実車による試運転も行われたが、未定である

#### 南海バス

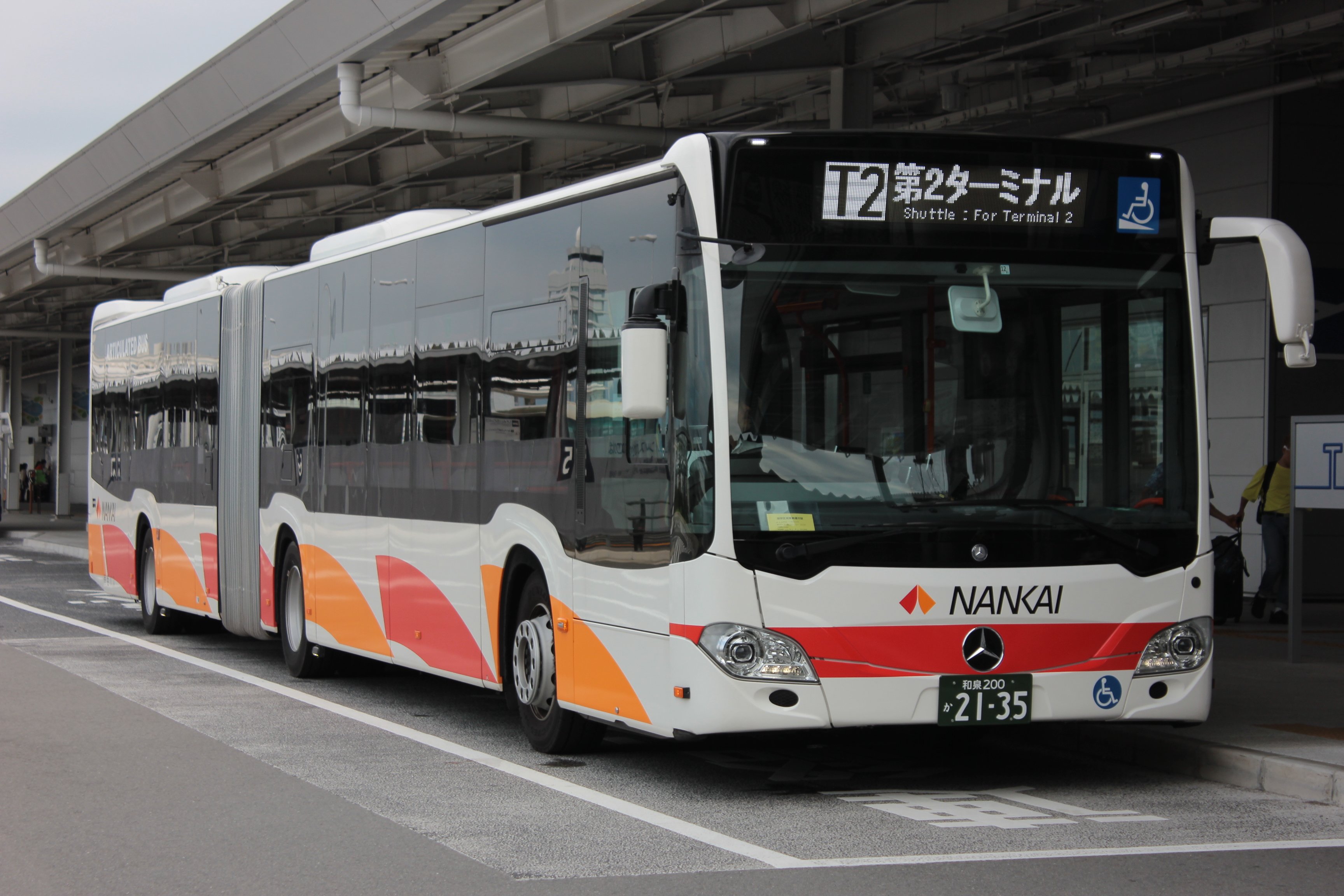
南海バス

大阪府泉佐野市、空港営業所所属（メルセデス・ベンツ・シターロ／エボバス）
- 2017年4月28日より関西国際空港内で運行される第2旅客ターミナル線に導入[16][89]。
- 関西では神姫バス、近江鉄道バスに続いて3例目。空港内路線バスでは国内初[89]。
- これまで日本国内に投入されたメルセデス・ベンツ・シターロのモデルとは異なり、2016年に日本国内向けに発売された新型モデルが投入された。
- 2018年と2019年に同型モデルの増備車両が1台ずつ投入され、計4台体制の運用となった。

#### 奈良交通
京都府精華町、平城営業所所属「YELLOW LINER 華連」（スカニア／ボルグレン）
- 2018年3月30日より連節バスによる運行を開始[90][91]。
- 関西では神姫バス、近江鉄道バス、南海バスに続いて4例目[91]。
- けいはんな学研都市の最大の課題である交通問題の解決に向け、スウェーデン・スカニア社製の連節バス2両を国の半額補助を受けて導入[92]。2015年10月3日には神姫バス車両での公道試験走行が行われた。

#### 三重交通

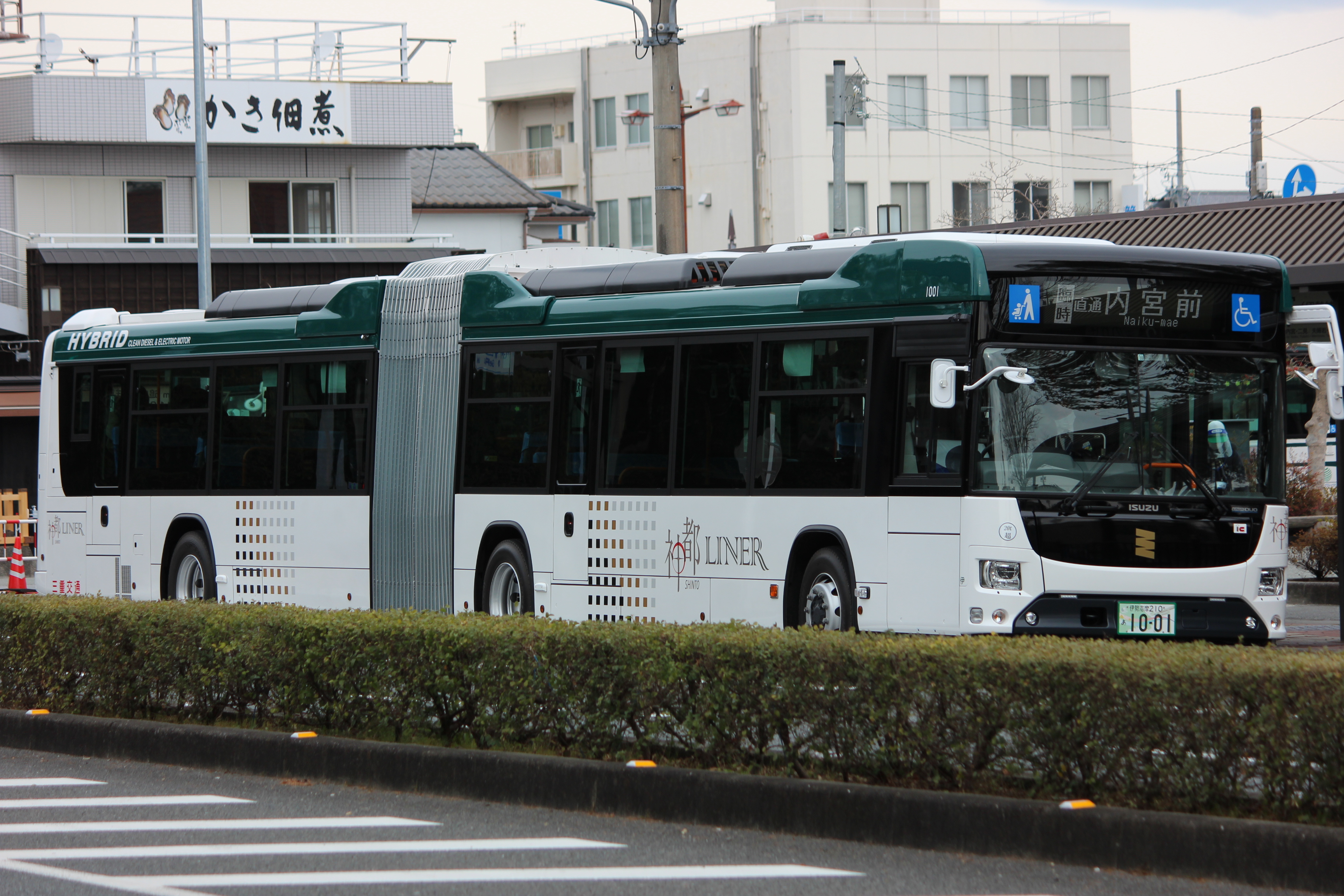
三重交通「神都ライナー」

三重県伊勢市、伊勢営業所所属「神都ライナー」（エルガデュオ／いすゞ自動車）
- 伊勢営業所に連節バス2台を導入。三重県内では初の導入となる[93]。
- 外宮内宮線（内宮前 - 伊勢市駅前 - 外宮前 - 内宮前）にて2020年12月19日にプレ運行を開始（繁忙日に臨時便として運行）し[94]、2021年4月1日から本格運行開始[95]。

三重県四日市市、四日市営業所所属「GREEN LINER」 （エルガデュオ／いすゞ自動車）
- 2022年9月1日からは羽津山線（近鉄四日市駅 - キオクシア東門前）で新たに連節バスによる運行を開始。当初は伊勢営業所の車両を借用して運行していた[96]。
- その後四日市営業所にも連節バスが2台投入され、2024年4月1日から「GREEN LINER」 の愛称で運行を開始した[97]。

#### 三岐鉄道
三重県四日市市、富田営業所所属「サンサンシャトル」（ブルーリボンハイブリッド連節バス／日野自動車）
- 四日市大学線（近鉄富田駅～キオクシア東門前間）への導入に向けて検討を始め、2022年4月1日から運行開始した。
- 2020年12月には日野自動車から借り受けた連節バスを使い、走行環境や道路状況を調査する試験走行が四日市市内で実施された[98]。
- 一般公募の結果、2021年12月24日に連節バスの愛称を「サンサンシャトル」とすることが発表された[99]。

### 導入予定
鹿児島交通
鹿児島県鹿児島市、鹿児島営業所所属（富士重工／ボルボ）
- 旧・いわさきバスネットワーク時代に、京成バスより中古車4台を購入[100]。
- 2011年3月より鹿児島駅・鹿児島中央駅から平川動物公園・オプシアミスミ・鴨池港への3路線において[100]運行開始予定であった[100]。
- 2013年3月現在公道走行実験を実施しており、改善したうえで運行を目指している[101]。
- その後長らく運行実績が無かったが、2019年5月、イタリア船籍のクルーズ船「コスタ・ベネチア」の鹿児島寄港に際し、乗客輸送用として運行された[102]。

### 導入見送り
栃木県宇都宮市
同市主体でLRT（路面電車）計画と比較する形で検討が進められていた。これに関連して2010年4月18日未明、前述の団体「アキバエクスプレス」によって宇都宮駅周辺にて公道試験走行が行なわれ、走行データは同年5月末までに市やバス事業者に提出された。その後、宇都宮ライトレールとしてLRTを整備する方針となり、2018年より工事が着工し、2023年8月26日に宇都宮芳賀ライトレール線として一部区間が開業した。
埼玉県熊谷市
ラグビーワールドカップ2019開催地の一つとして選定されたことから、熊谷駅から会場予定地である熊谷スポーツ文化公園（熊谷ラグビー場）への輸送力増強手段として導入を検討されたものの、結果的に連節バスは導入されず、大会当日の無料シャトルバスには通常の路線バス車両（定期路線を運行する国際十王交通をはじめとした東武グループ各社及び国際興業バスが協力運行）によるピストン運行で賄われた。
広島県広島市（広島電鉄）
地元財界から広島空港リムジンバスへの導入が提言されていたほか、2015年を目途に西風新都線への導入が検討された。

### 廃止
姫路セントラルパーク
1984年の施設開業時より「リトル＝ジョン」の愛称で、2階建て連節バスが園内巡回バスとして1台導入された。営業ナンバーは取得出来ず、公道は走行出来なかった。
旭川電気軌道
1999年から2004年まで冬季の通学路線用として使用された。車両は東京空港交通が空港内ランプバスとして使用した3台を導入。
京王電鉄バス
2020年度に八王子営業所が連節バス1台を導入。2021年4月5日より日野市の日野駅～日野自動車前間（日50系統）で運行開始し、同年7月1日からはめじろ台駅～法政大学の路線でも運行が開始された。その後、前述の日50系統が減便され、連節バスによる運行が無くなったことから、2024年4月に法政大学路線で連節バスの共同運行を実施する子会社の京王バス高尾営業所へ車両が転出し、八王子営業所では連節バスの配置が無くなった。